# Emléktáblák Budapest IV. kerületében
Budapest IV. kerülete szócikkhez kapcsolódó képgaléria, mely helyi, országos vagy nemzetközi hírű személyekkel, valamint épületekkel, műtárgyakkal, helynevekkel és eseményekkel összefüggő emléktáblákat tartalmaz.

## Galéria

### Emléktáblák

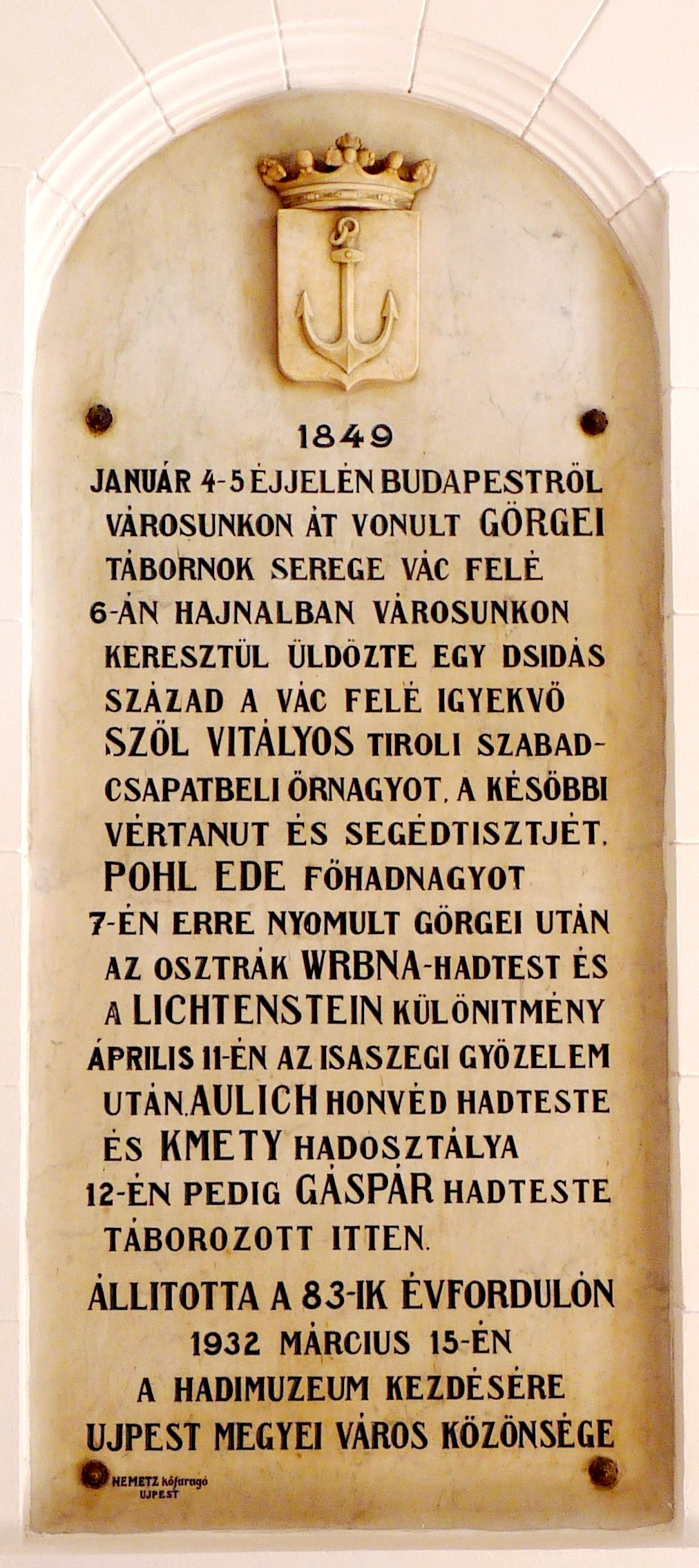
1849-es tavaszi hadjárat helyi eseményei, István út 14.
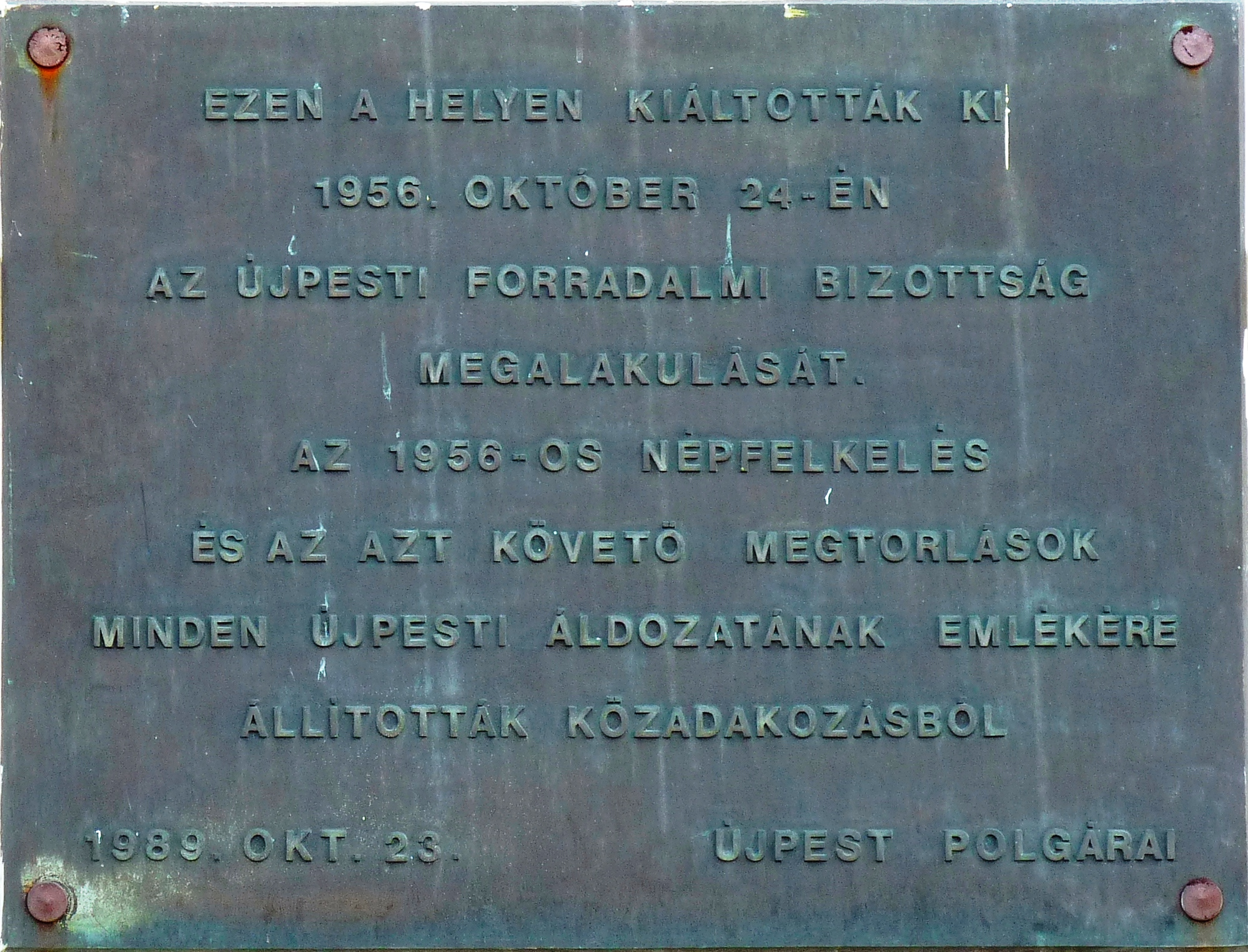
1956-os forradalom, István út 14.
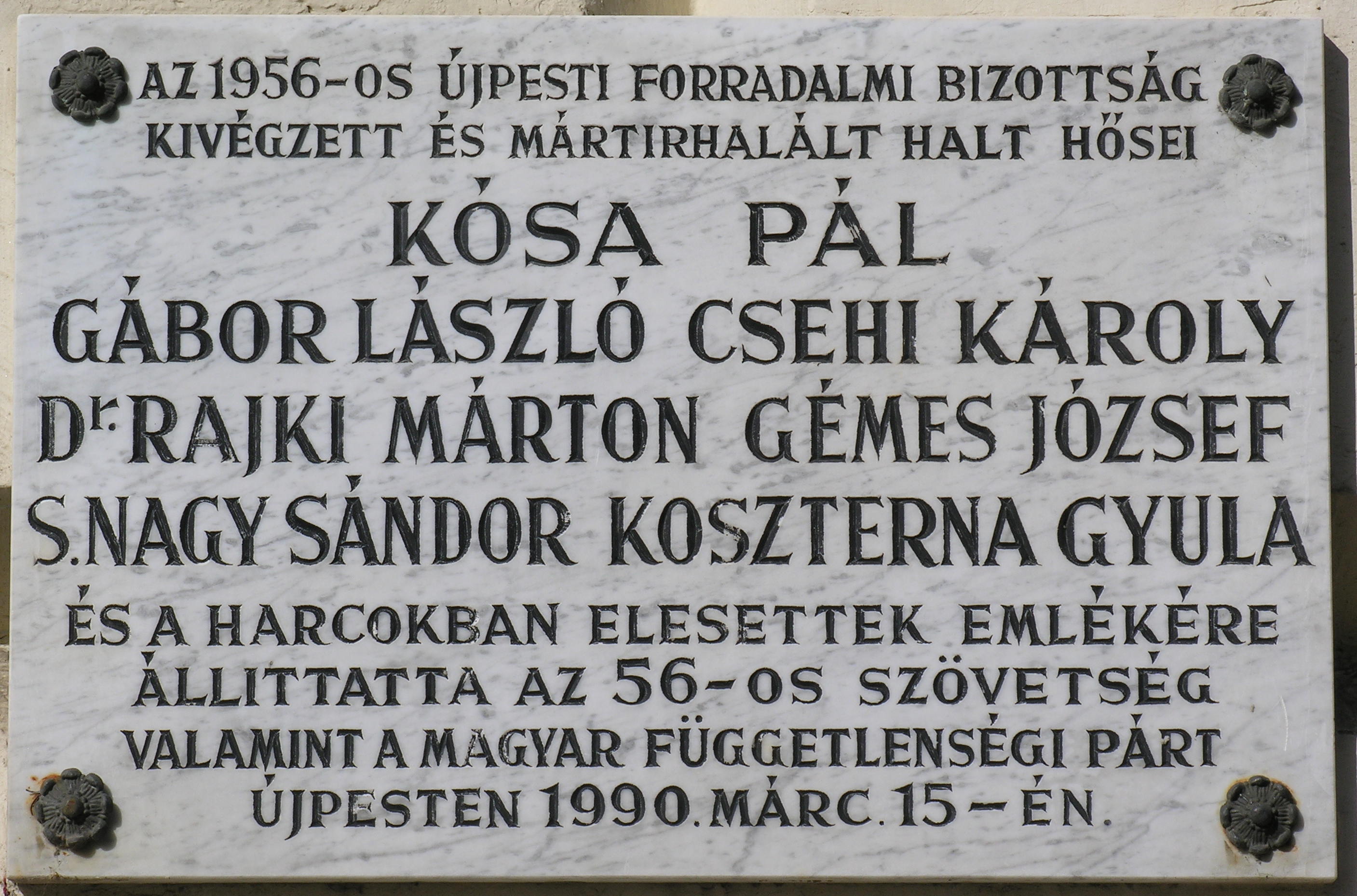
1956-os forradalom, István út 14.
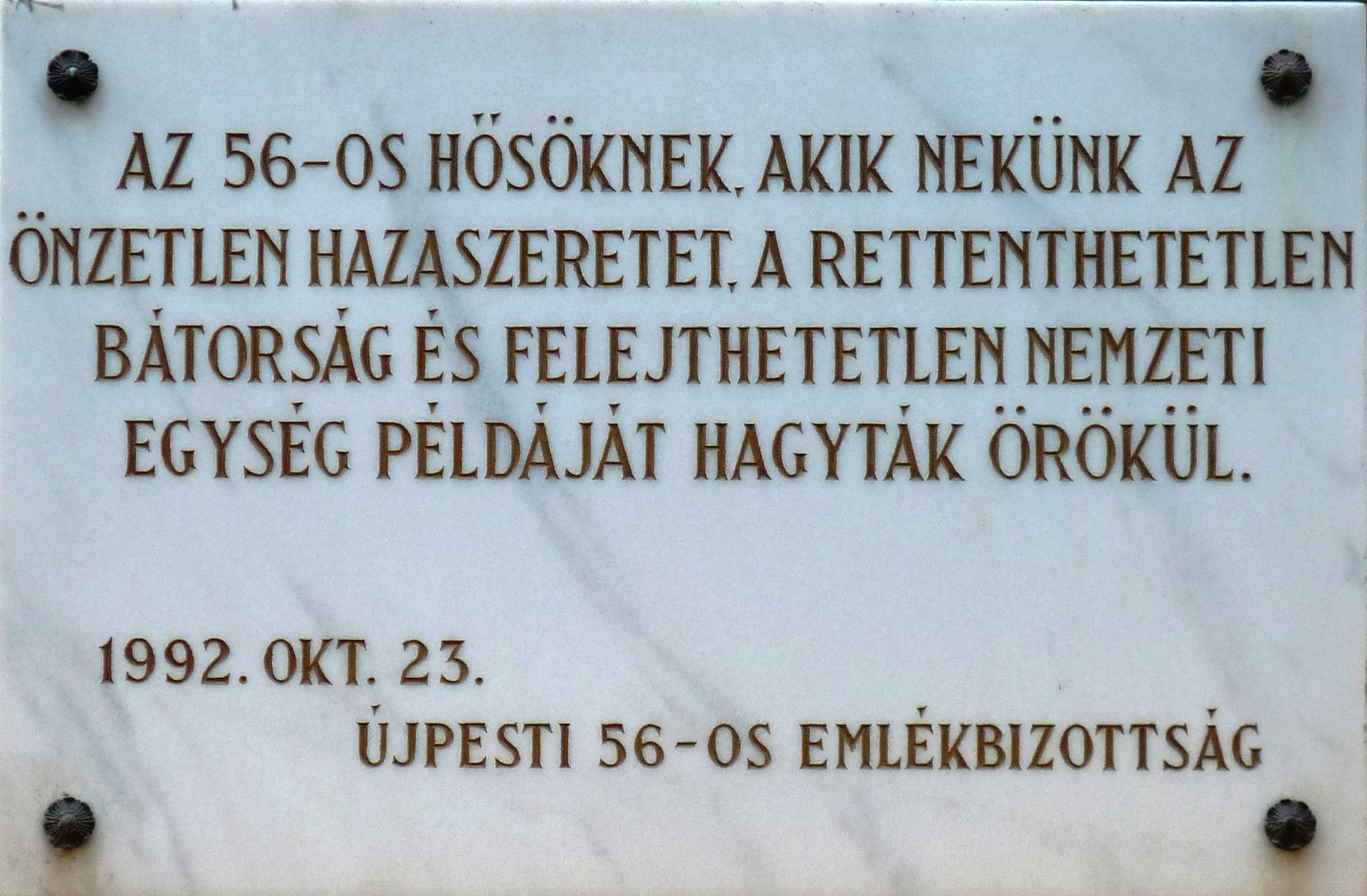
1956-os hősök, Tanoda tér 1.
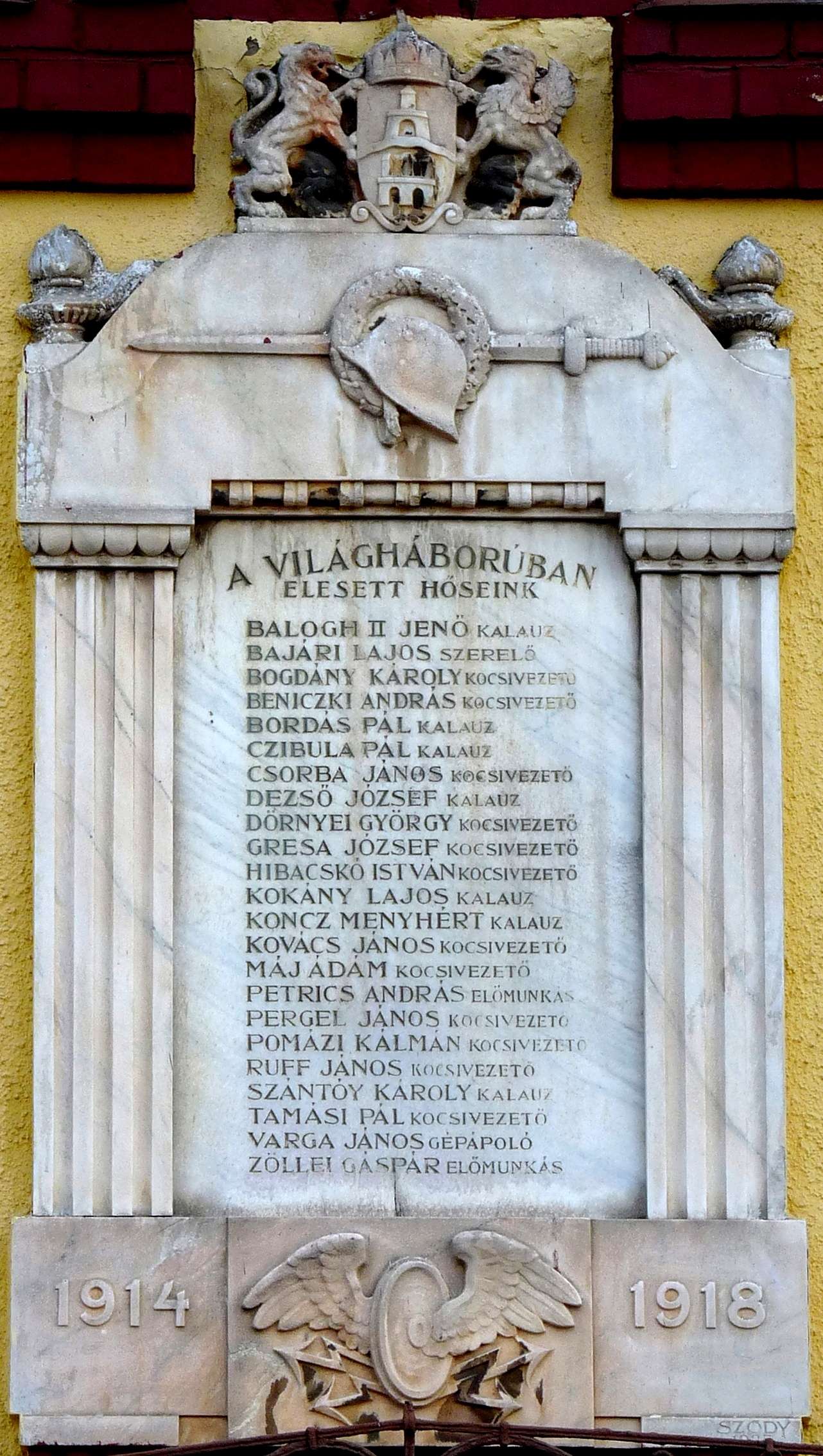
Angyalföld kocsiszín I. világháborús halottai, Pozsonyi út 1. alkotó: Sződy Szilárd
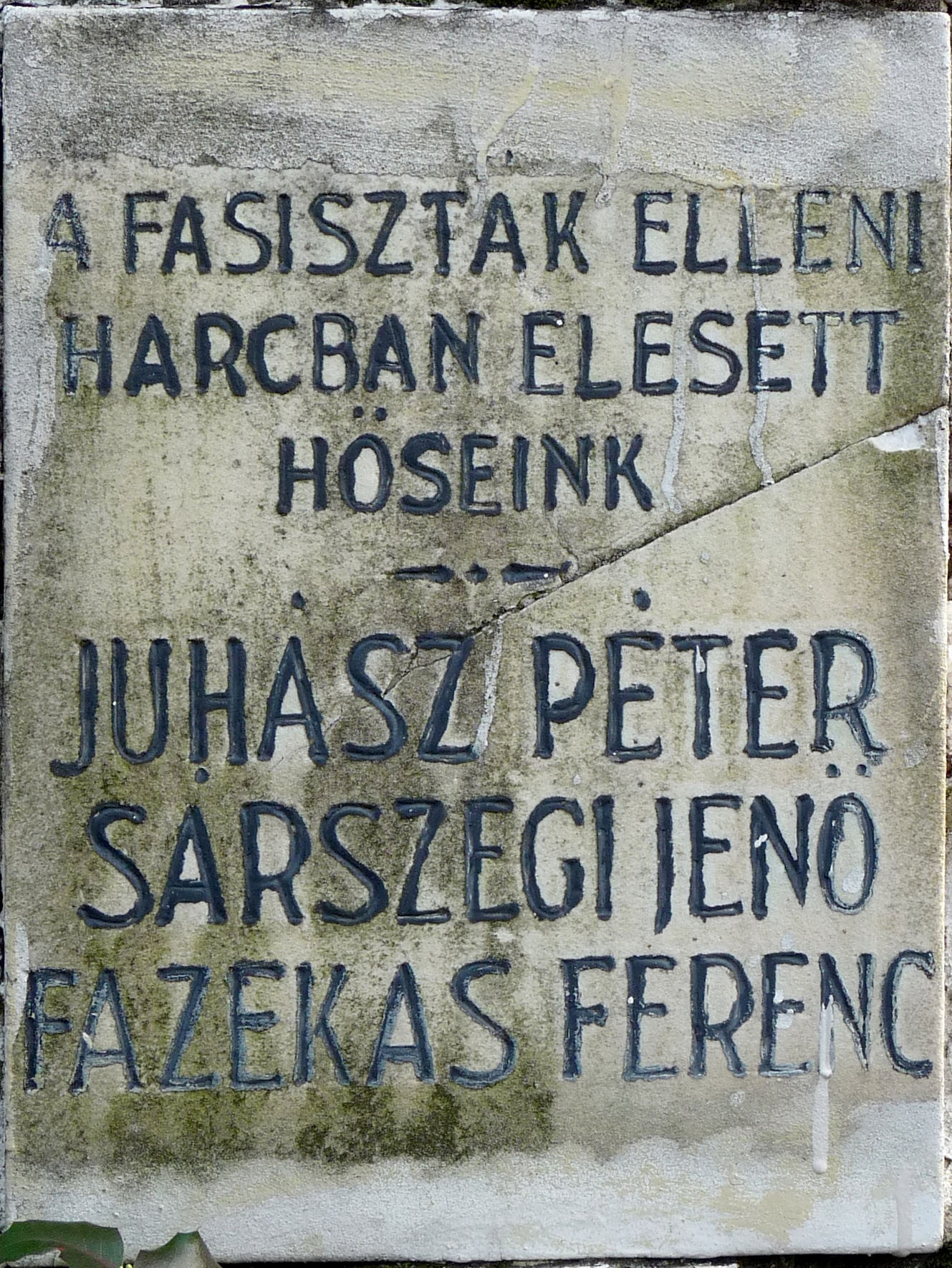
Angyalföld kocsiszín hősi halottai, Pozsonyi út 1.
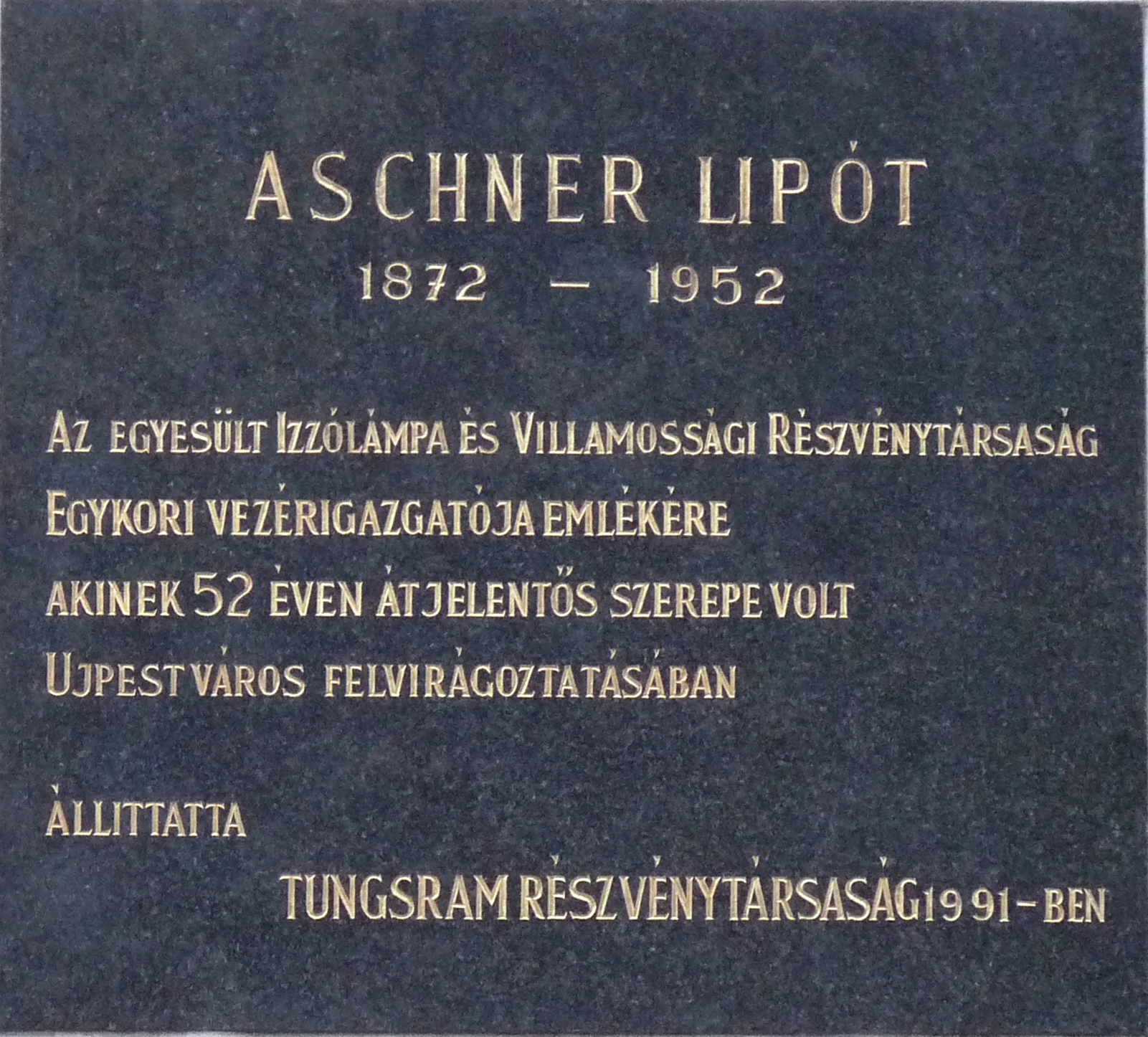
Aschner Lipót, Aschner Lipót tér 1.
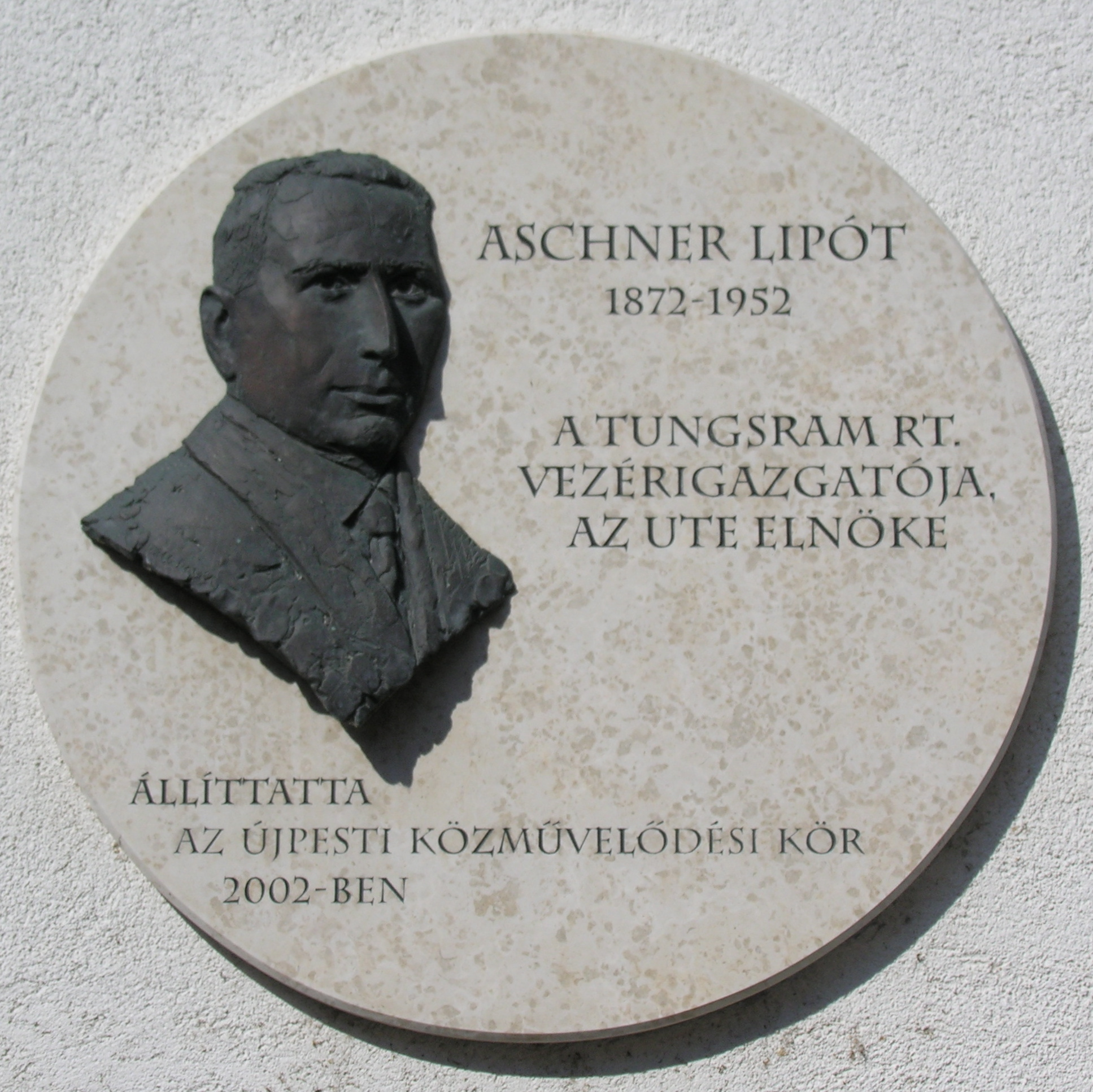
Aschner Lipót, Megyeri út 13. alkotó: Tóth Dávid
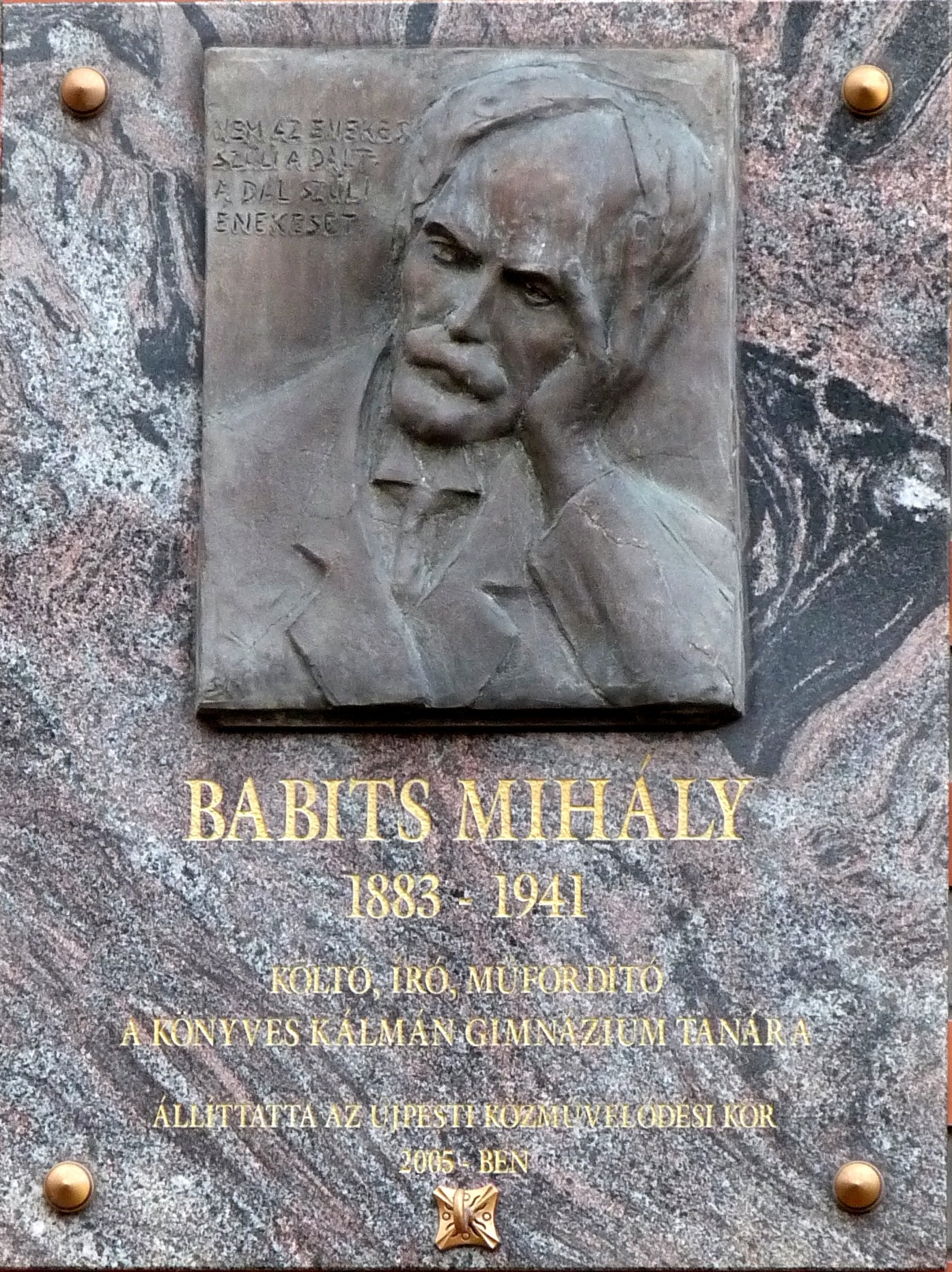
Babits Mihály, Tavasz utca 1. alkotó: Schrammel Imre
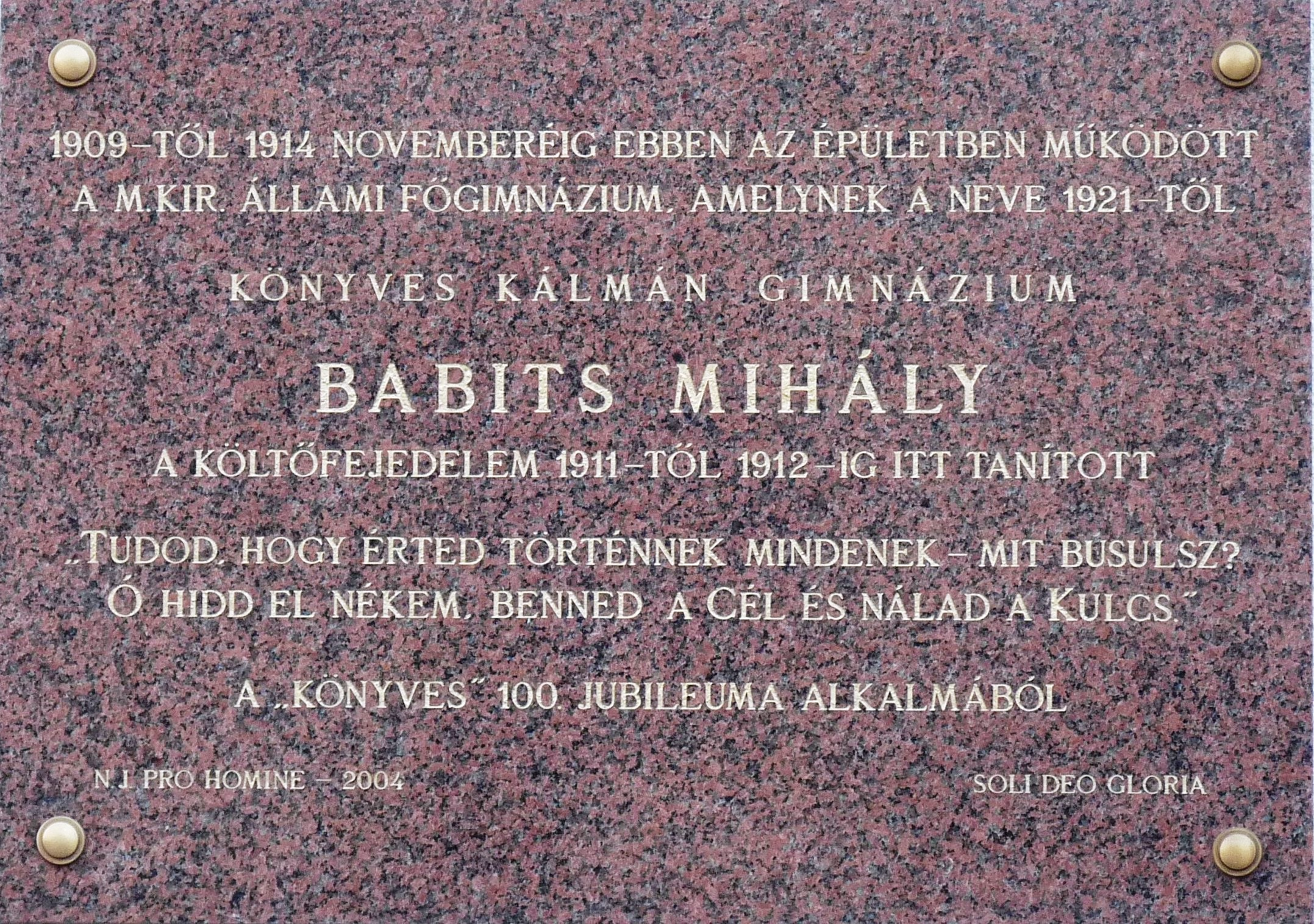
Babits Mihály, Venetiáner utca 26.
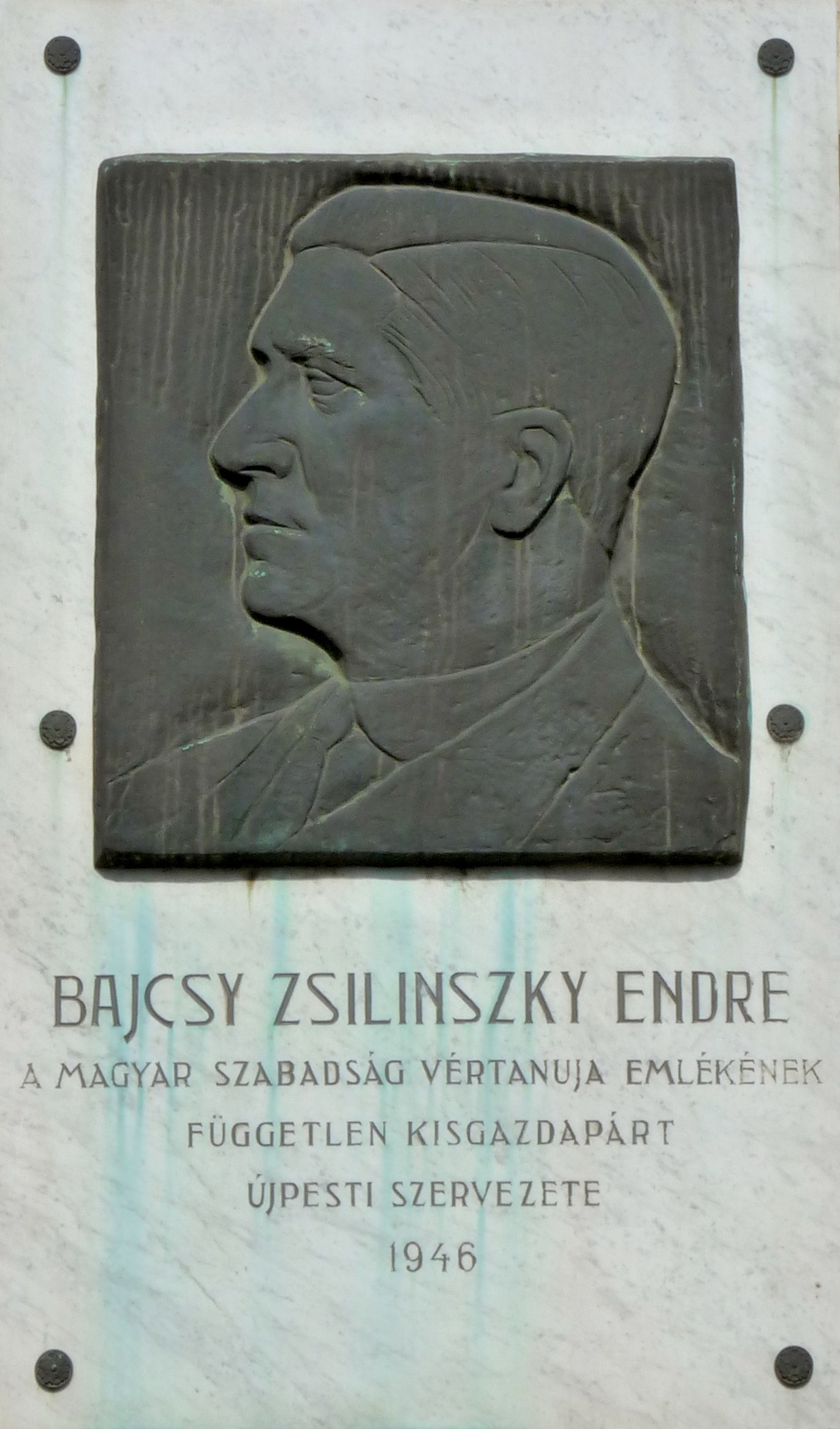
Bajcsy-Zsilinszky Endre, István út 14. alkotó: Tar István
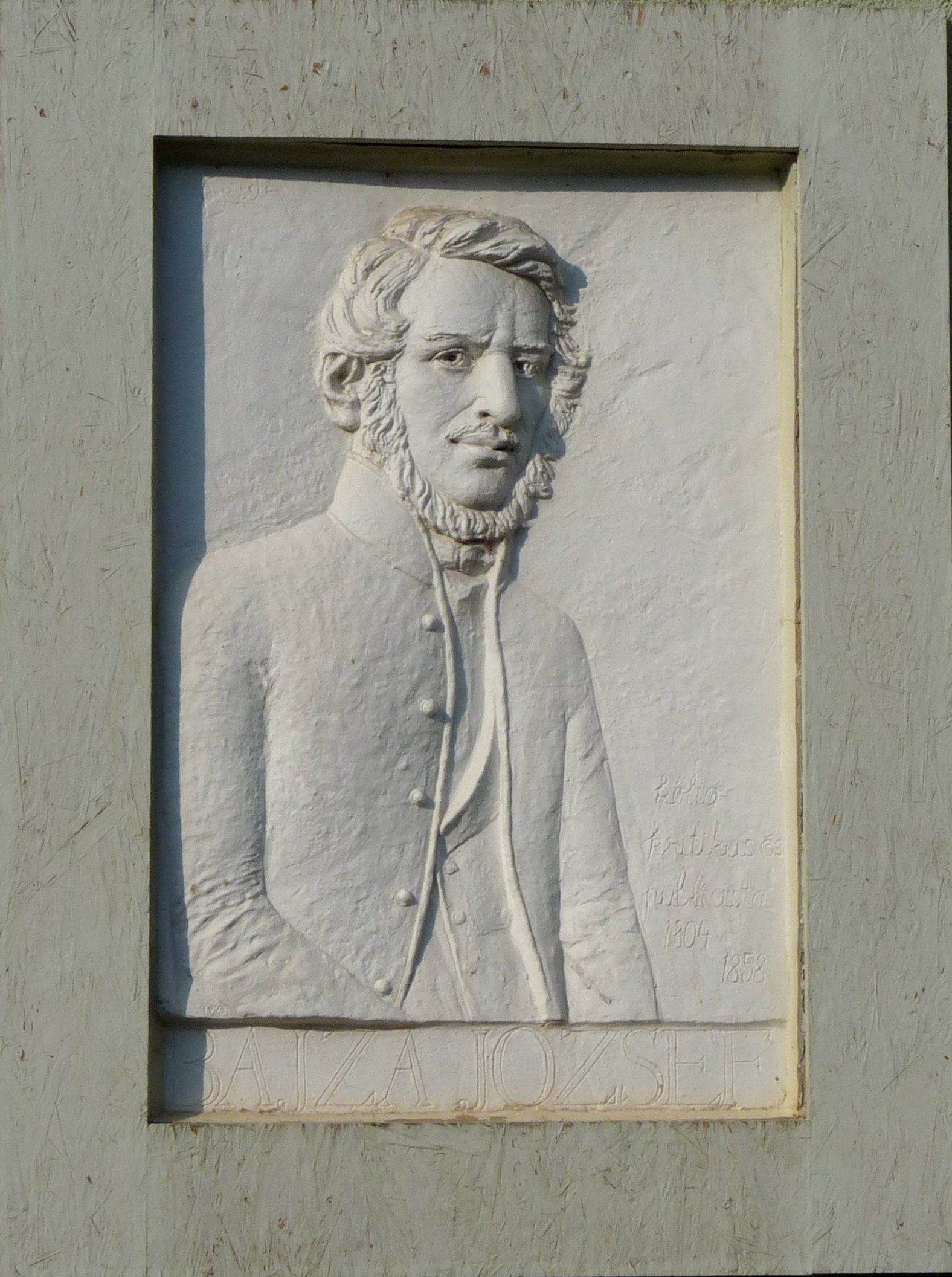
Bajza József, Bajza József utca 2.
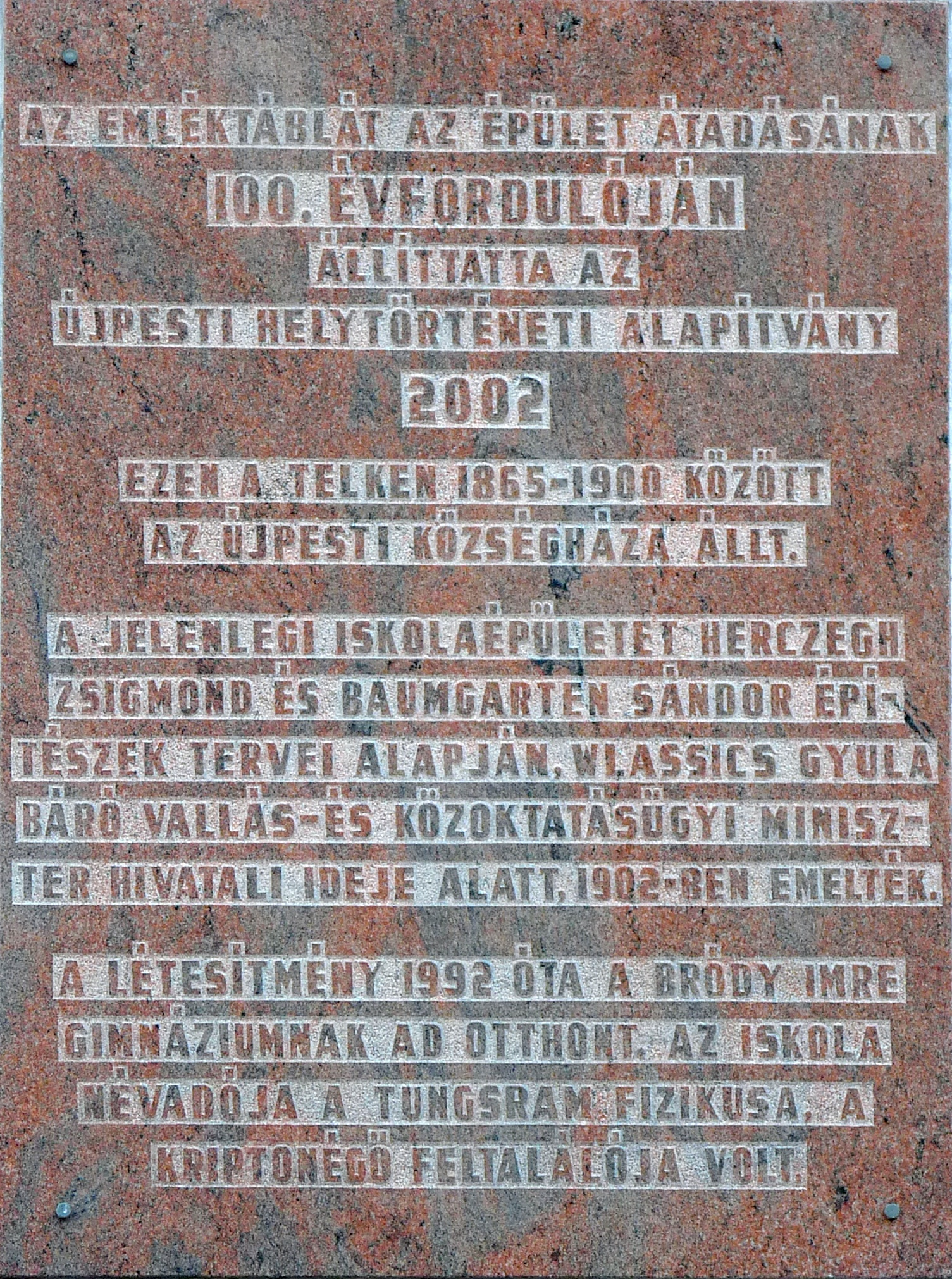
Bródy Imre Attila utca 10.
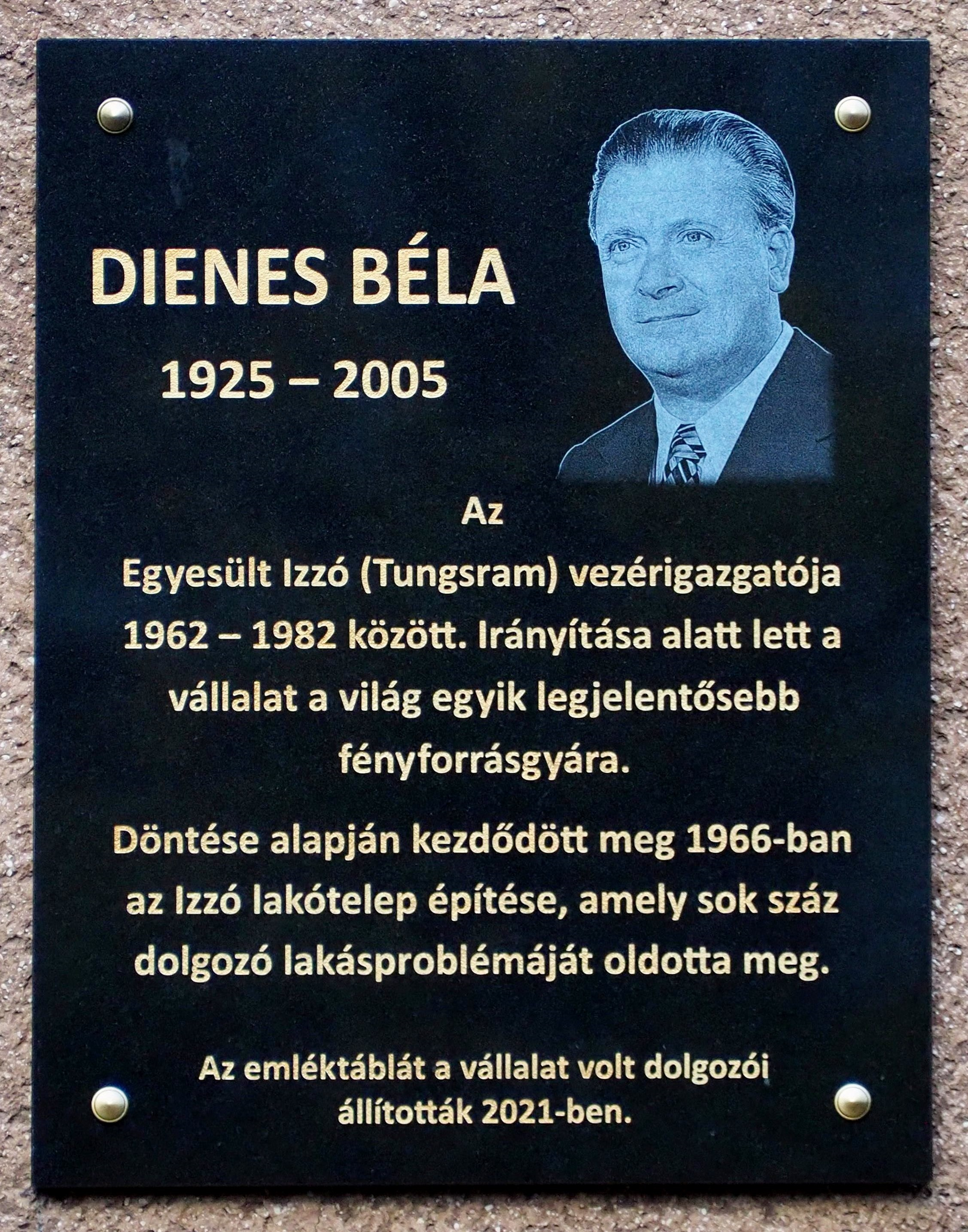
Dienes Béla, Reviczky utca 42.
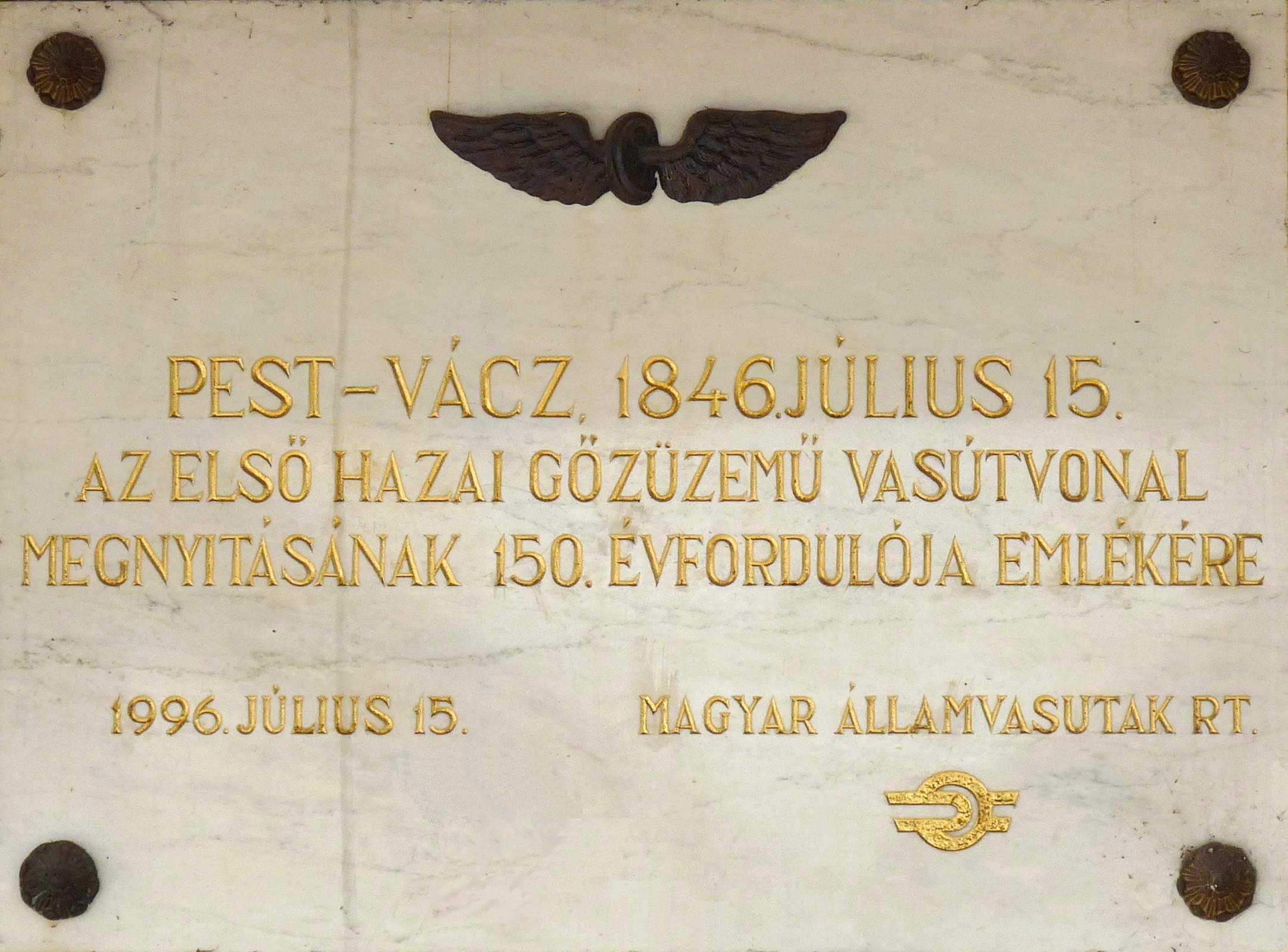
Első vasútvonal, Szilágyi út 9.
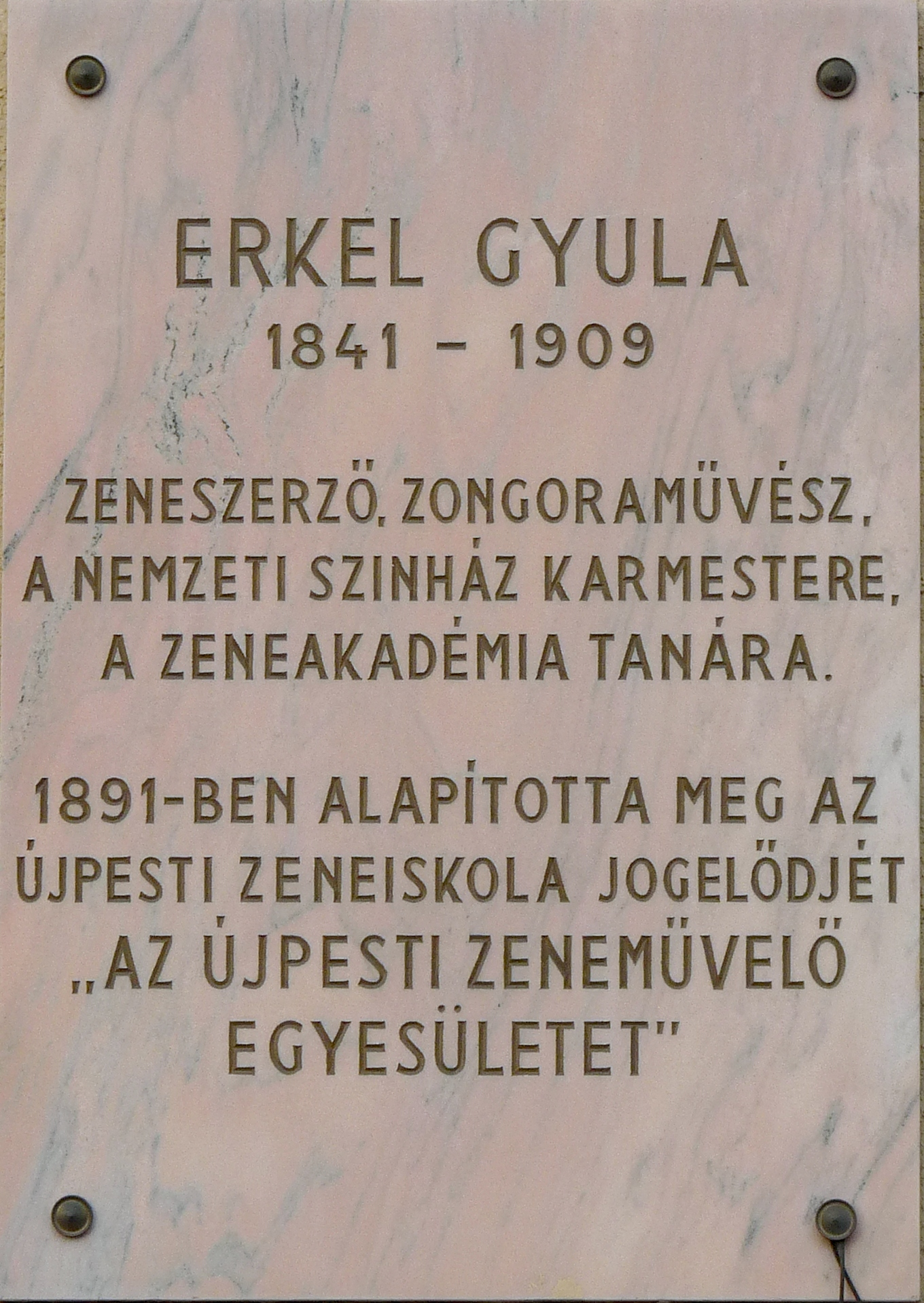
Erkel Gyula, Szent István tér 21.
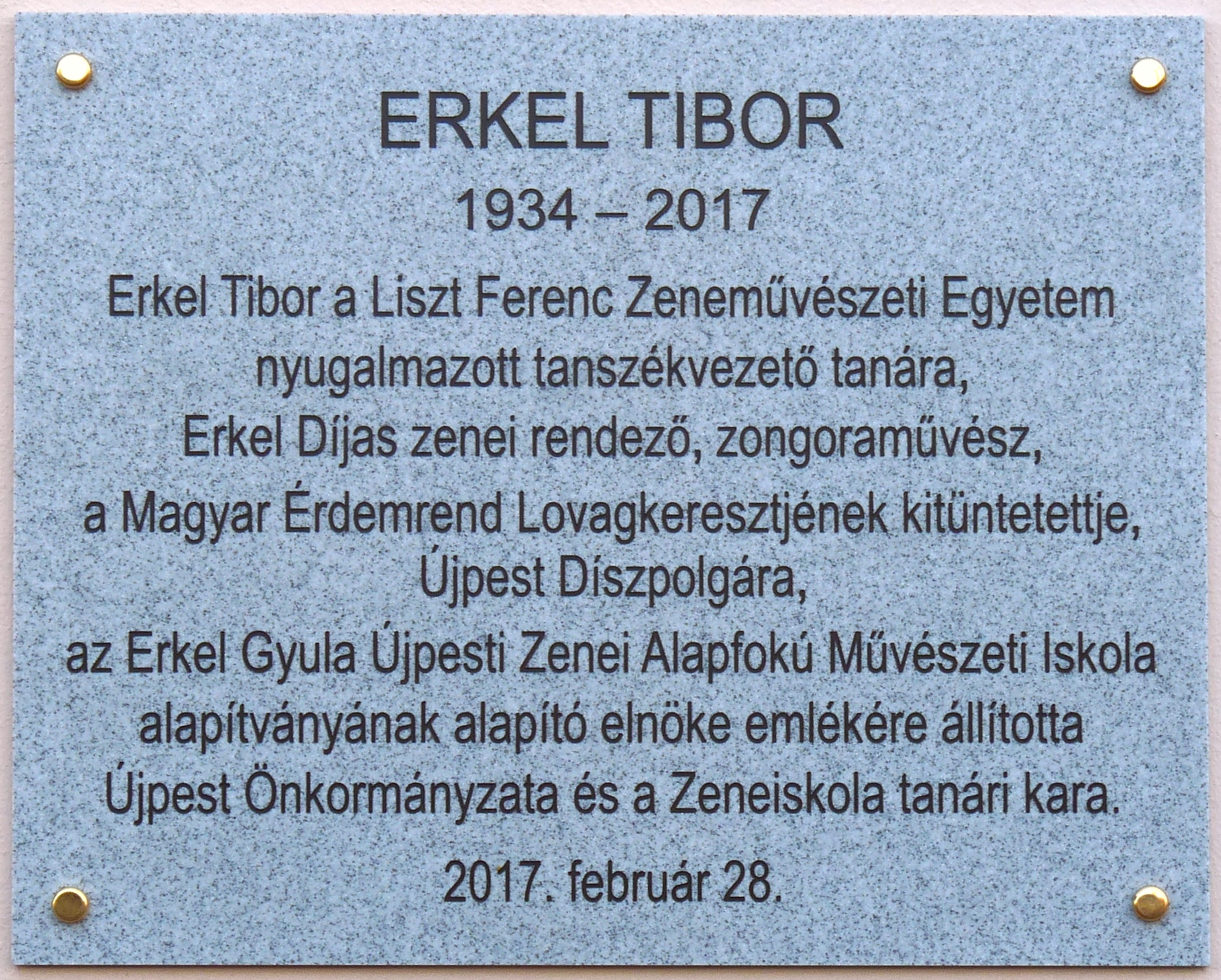
Erkel Tibor, István út 17-19
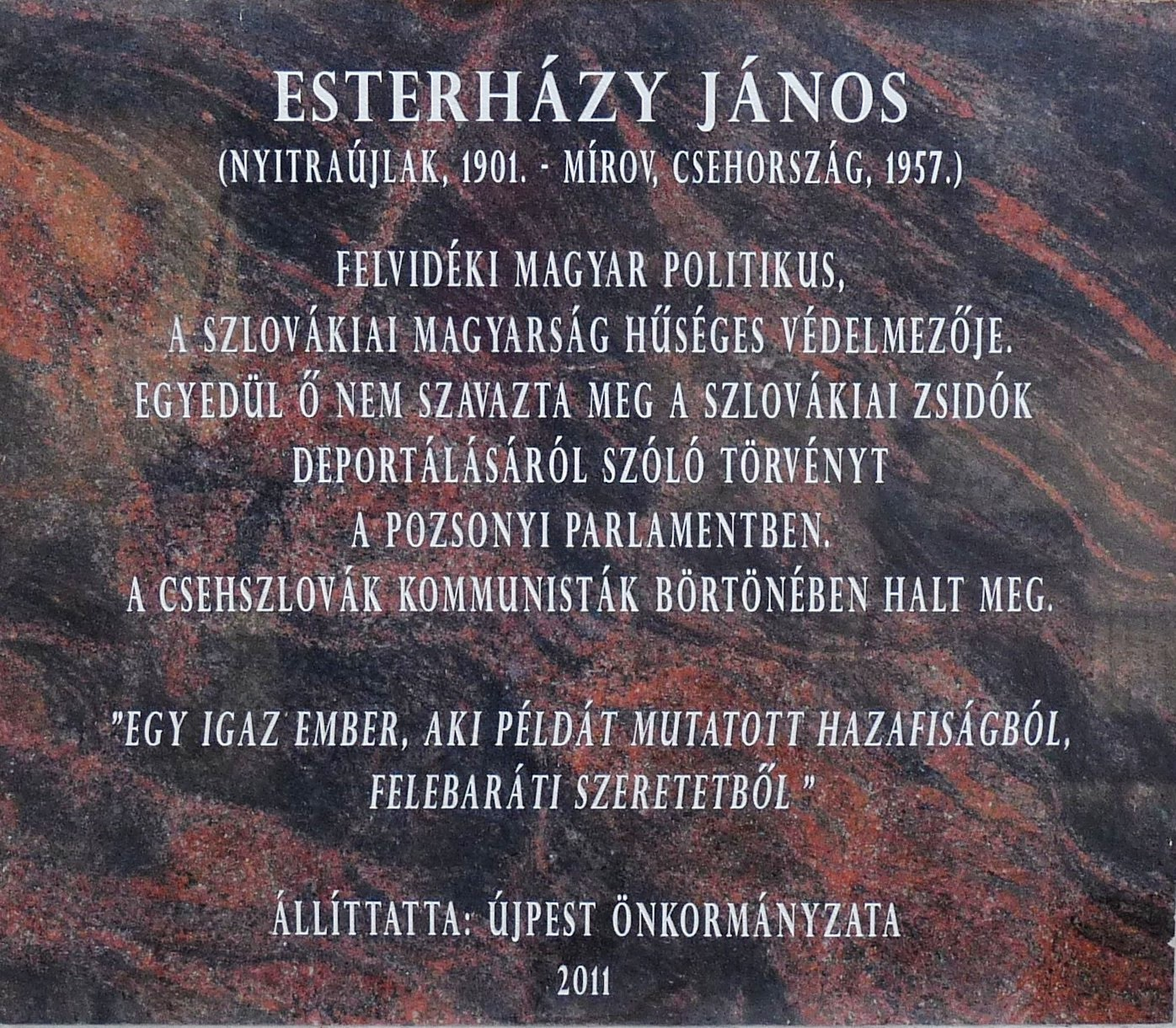
Esterházy János, Gróf Esterházy János tér
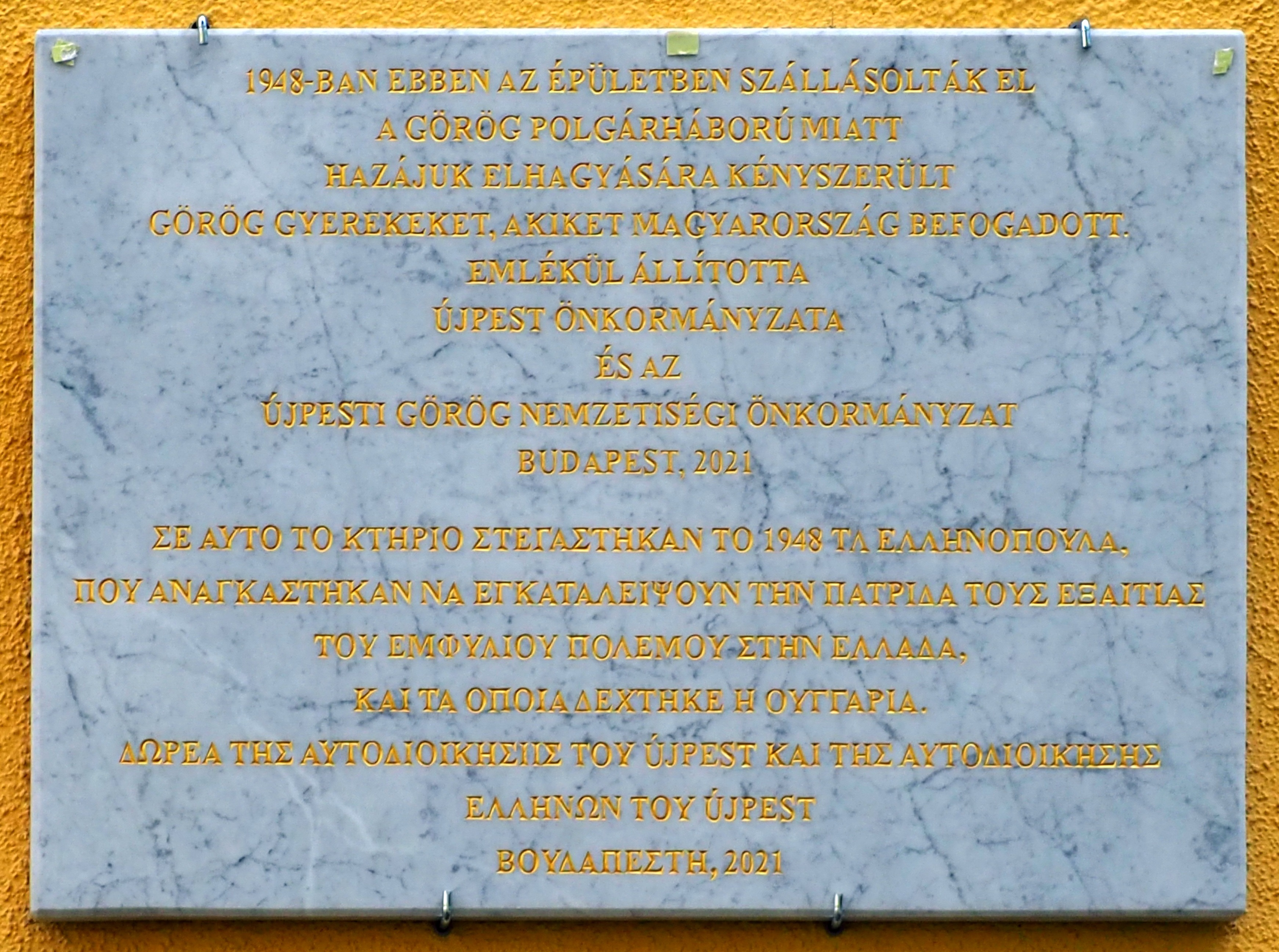
Görög menekült gyermekek, Viola utca 2-4.
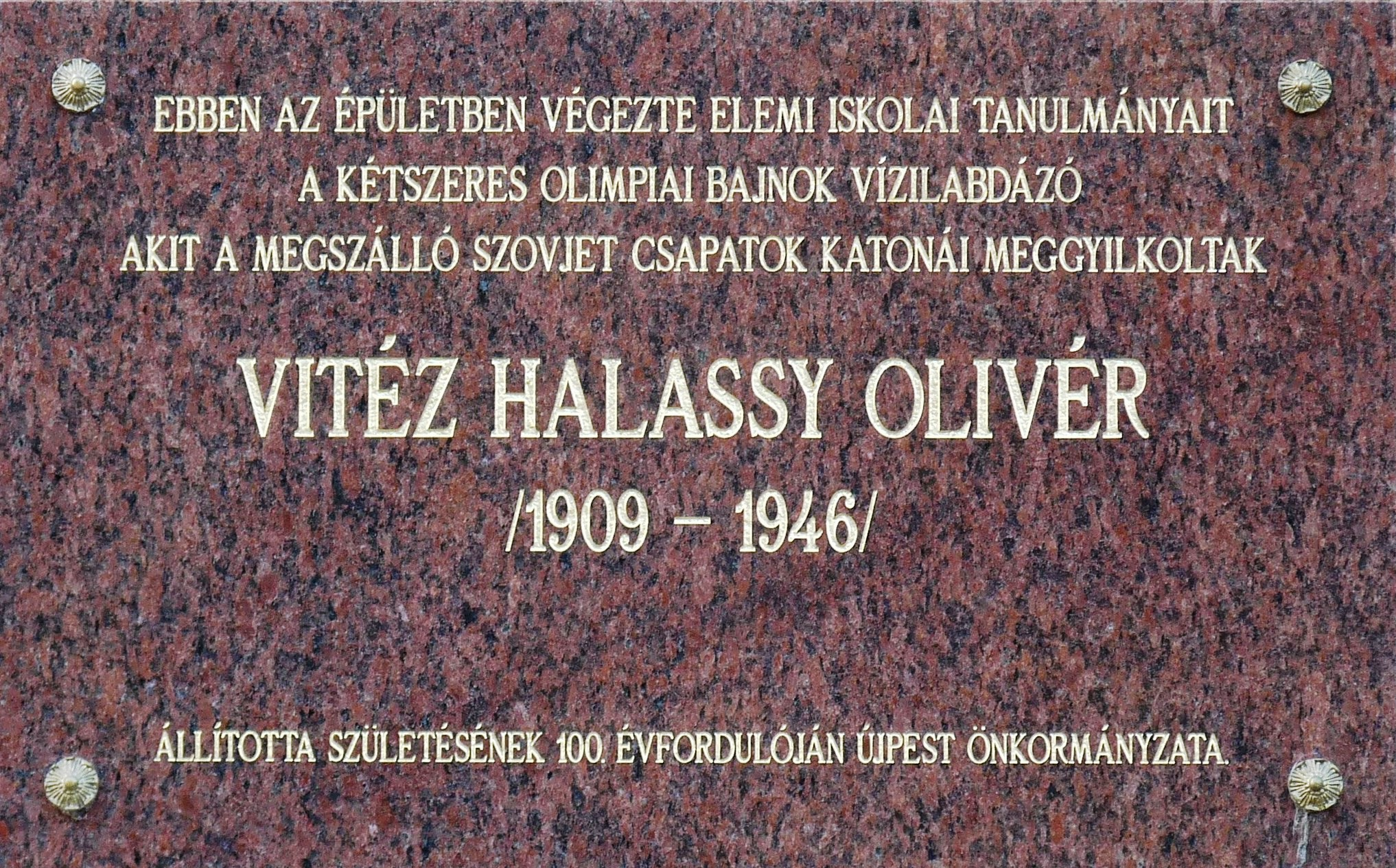
Halassy Olivér, Kassai utca 20.
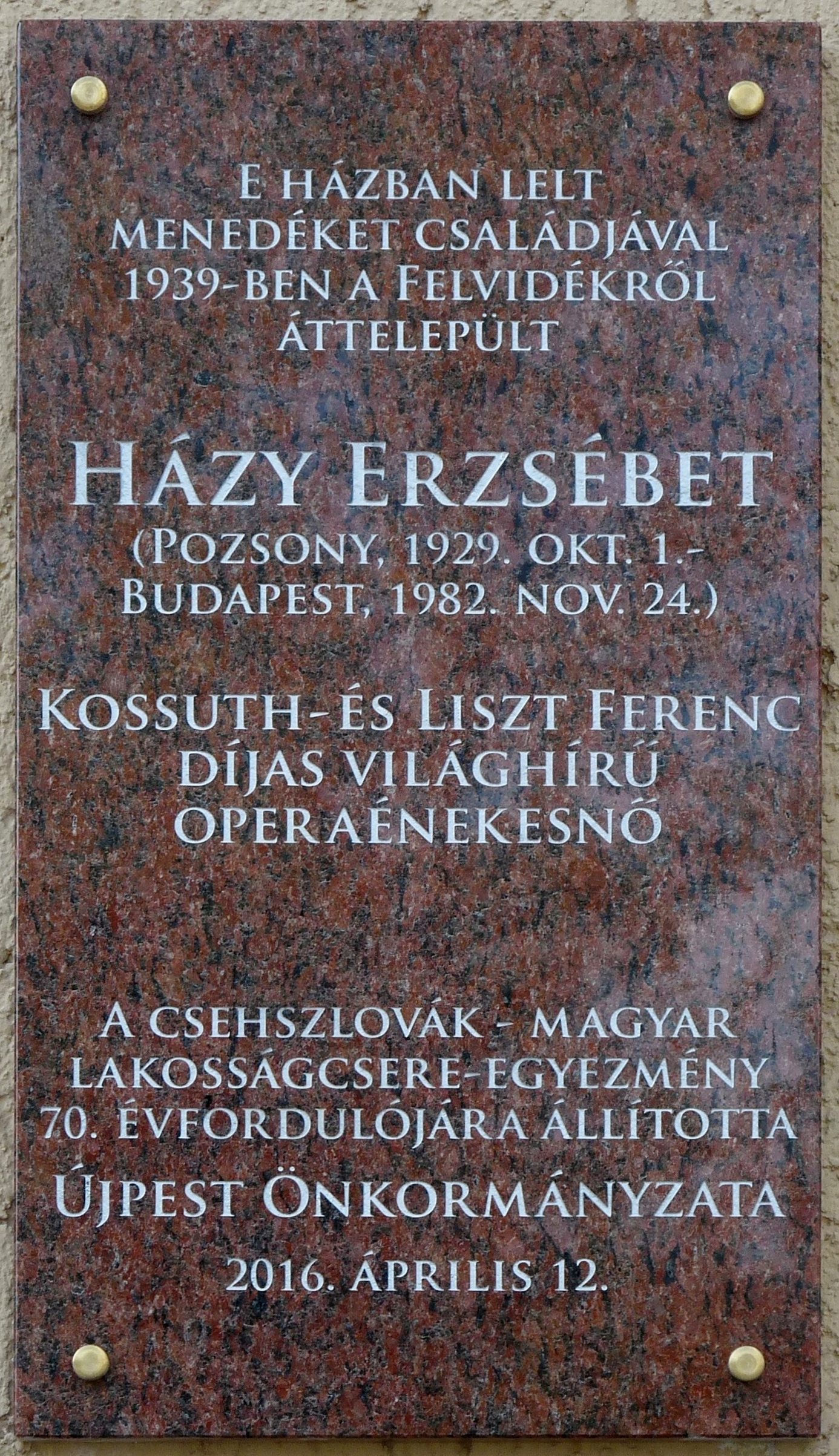
Házy Erzsébet Baross utca 58.
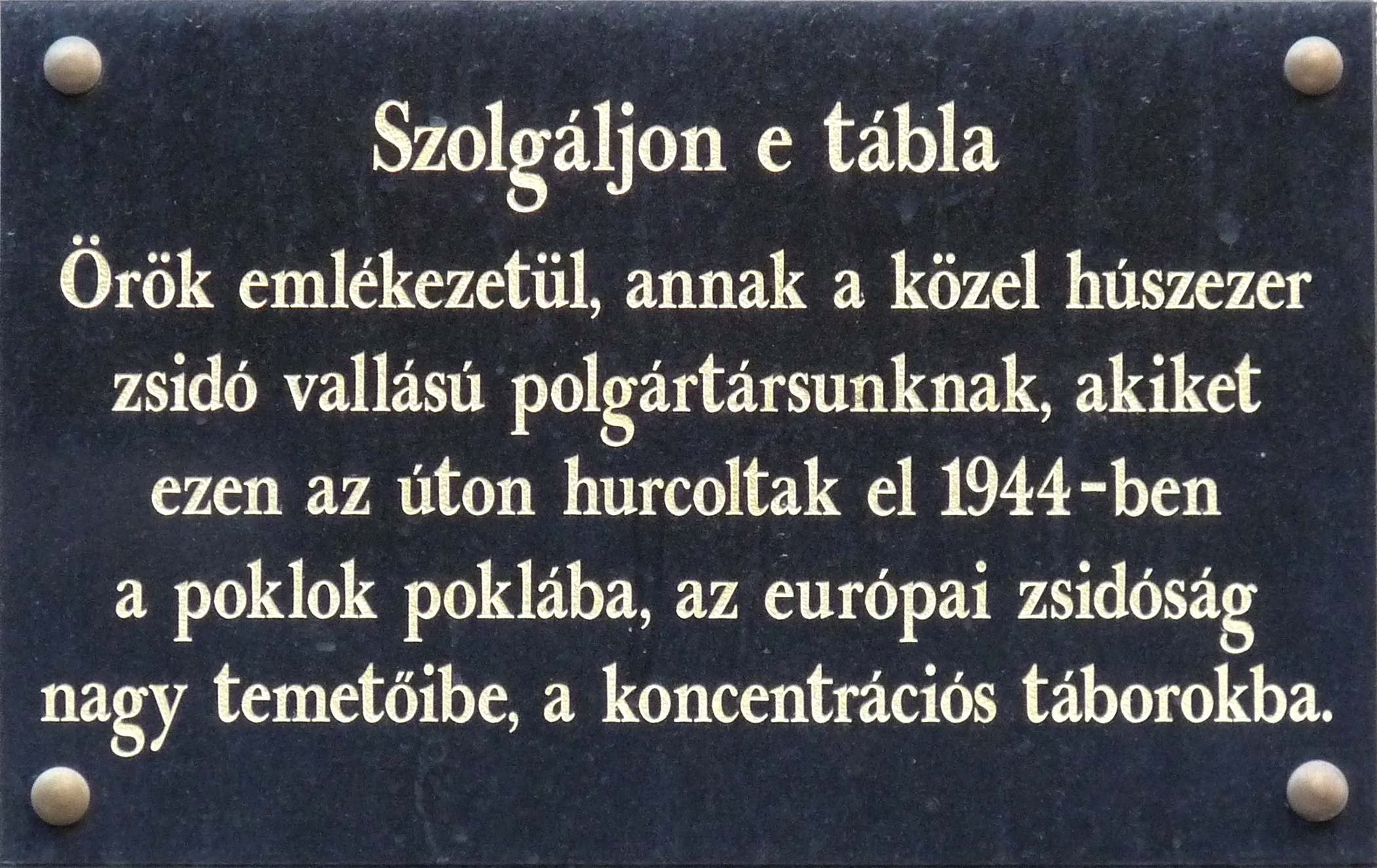
Holokauszt helyi áldozatai, Mártírok útja 58.
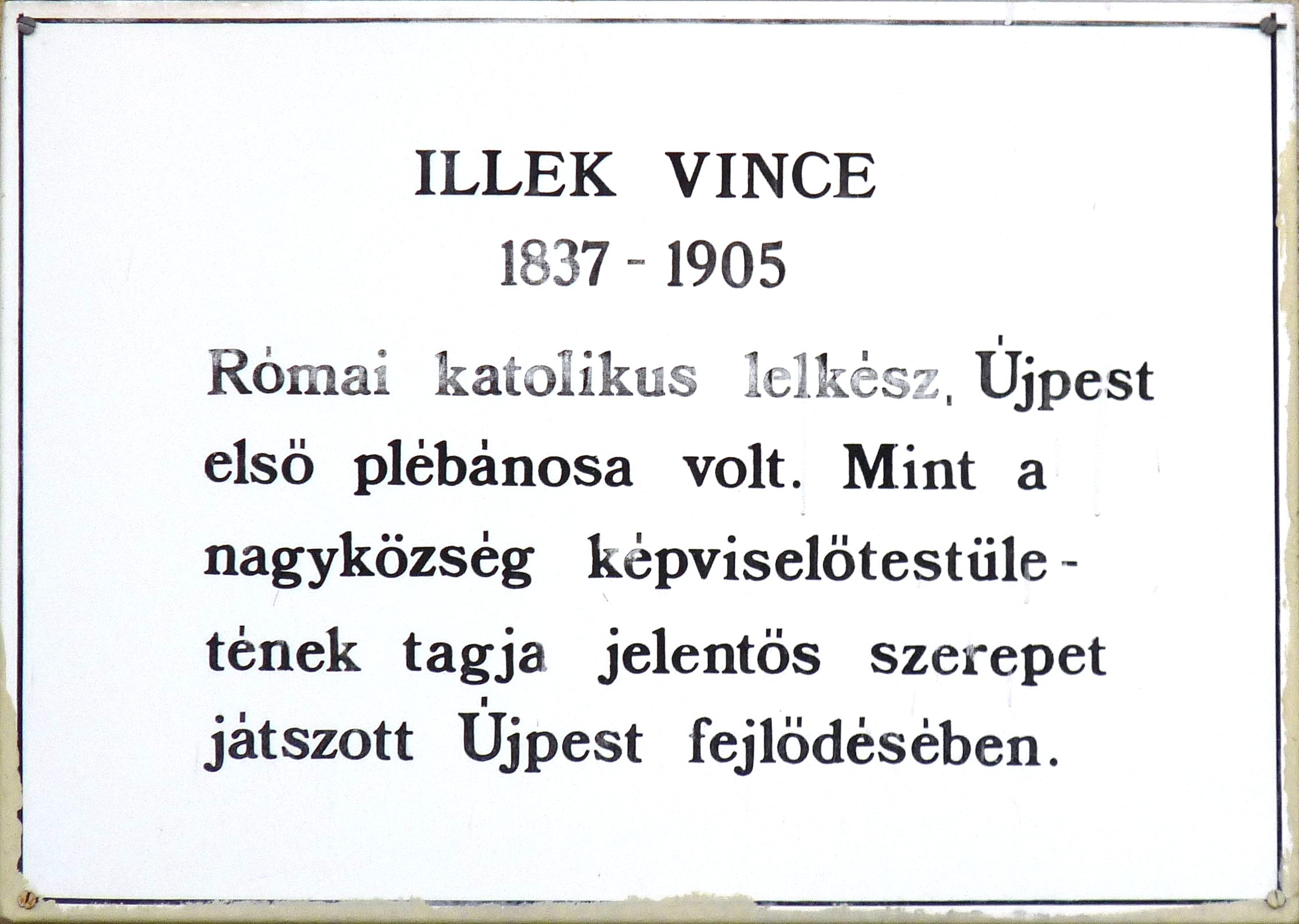
Illek Vince, Illek Vince utca 18.
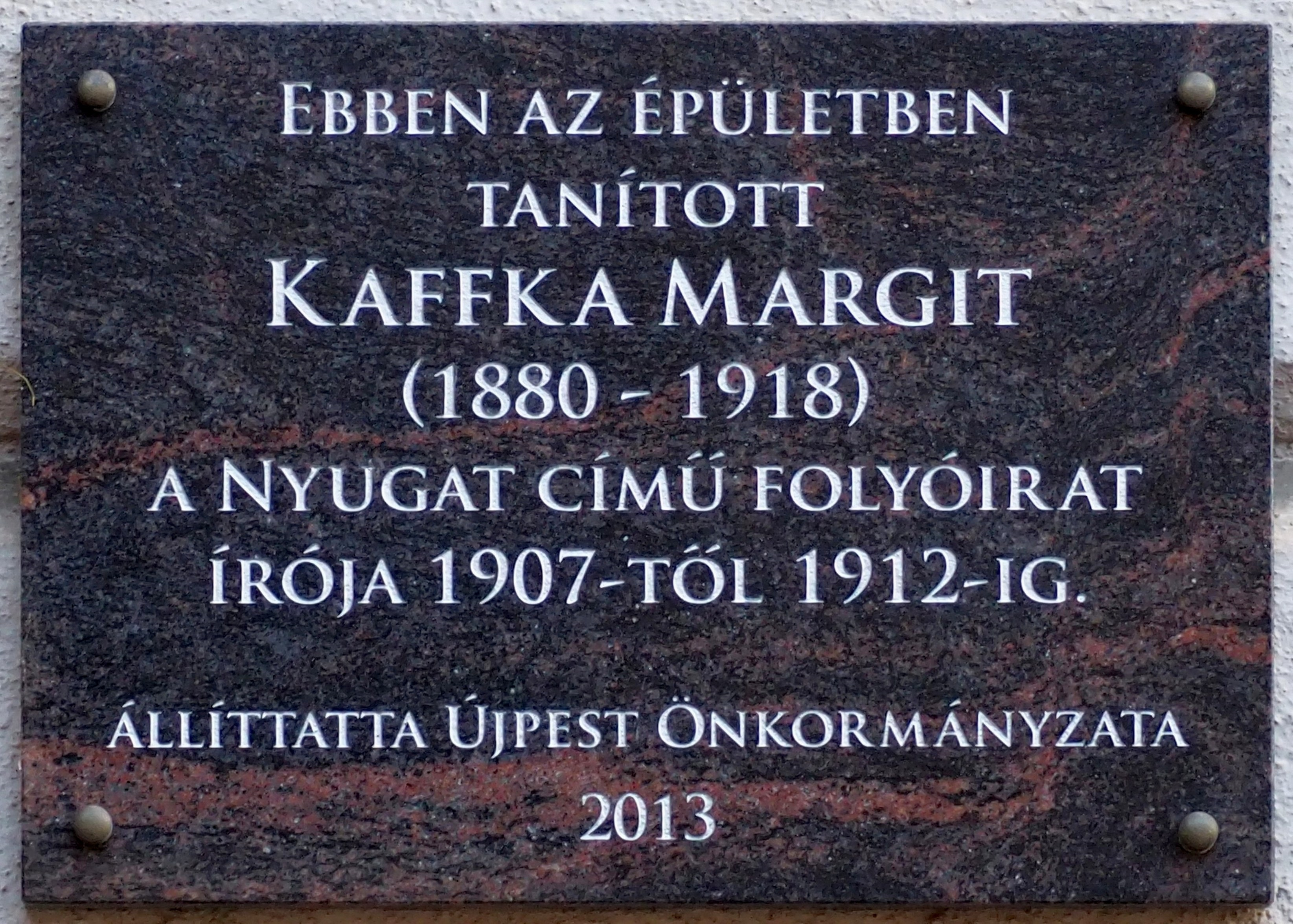
Kaffka Margit, Lőrincz utca 35-37.
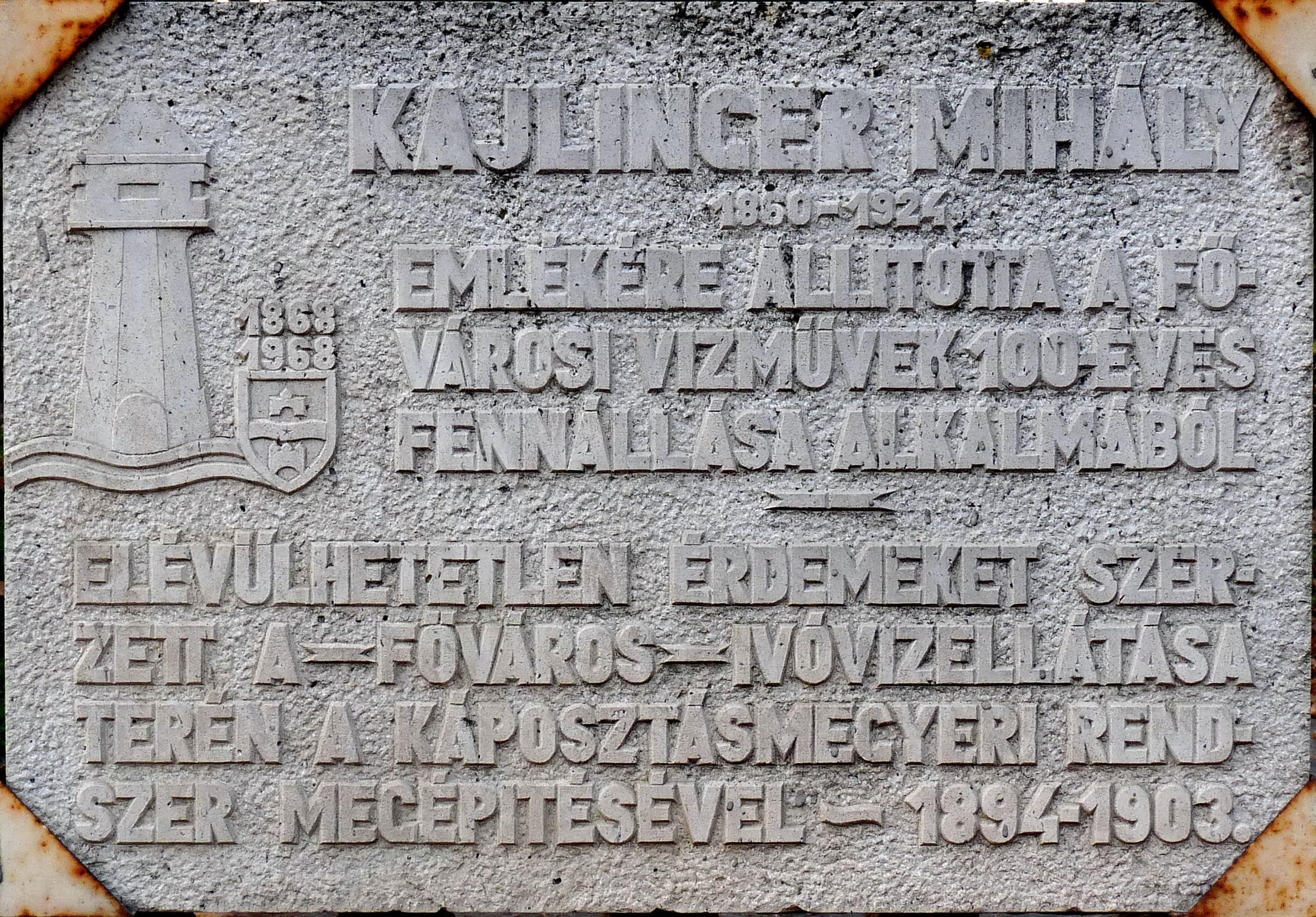
Kajlinger Mihály, Váci út 102.
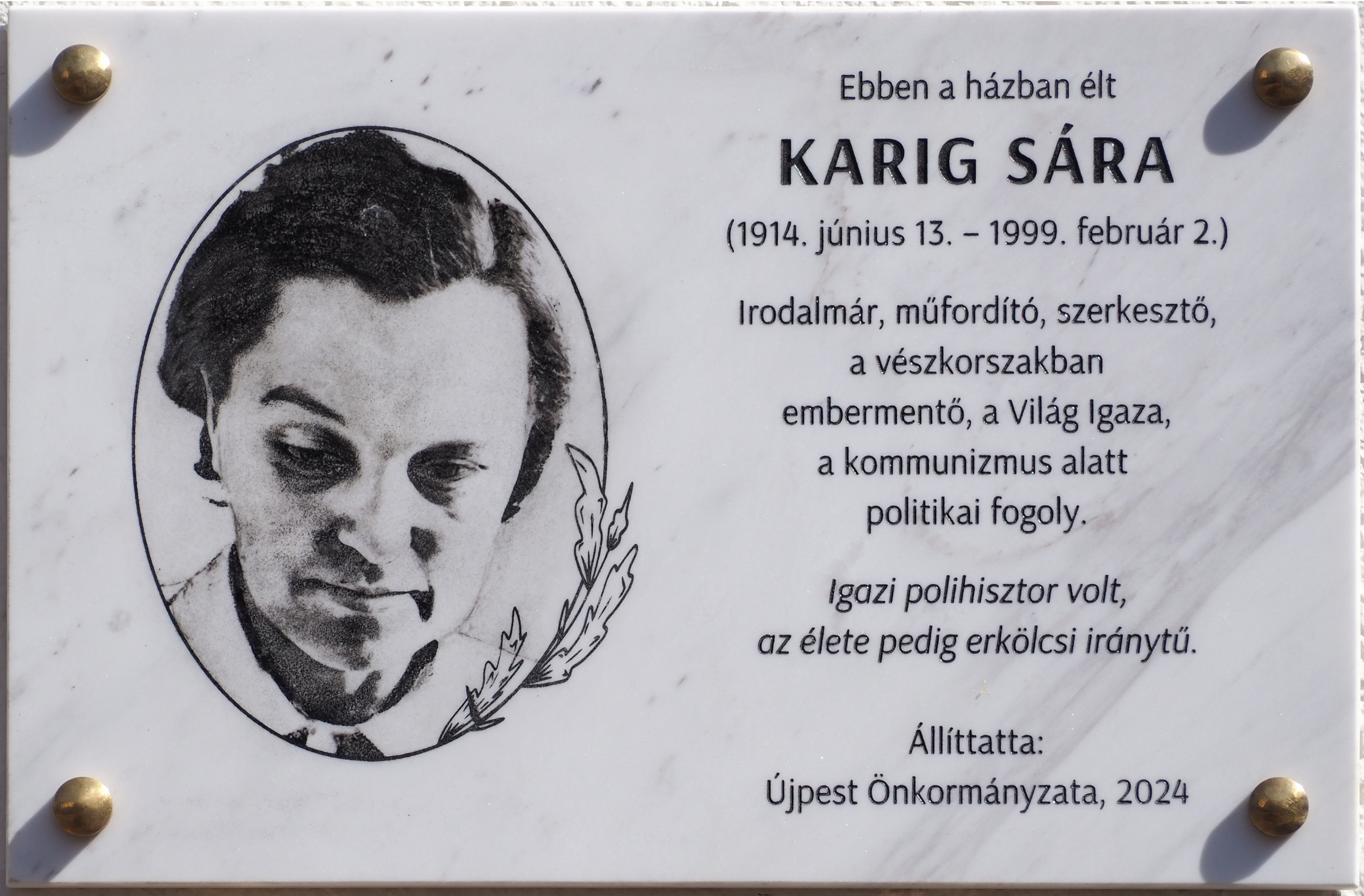
Karig Sára, Klára utca 39. alkotó: Szám György
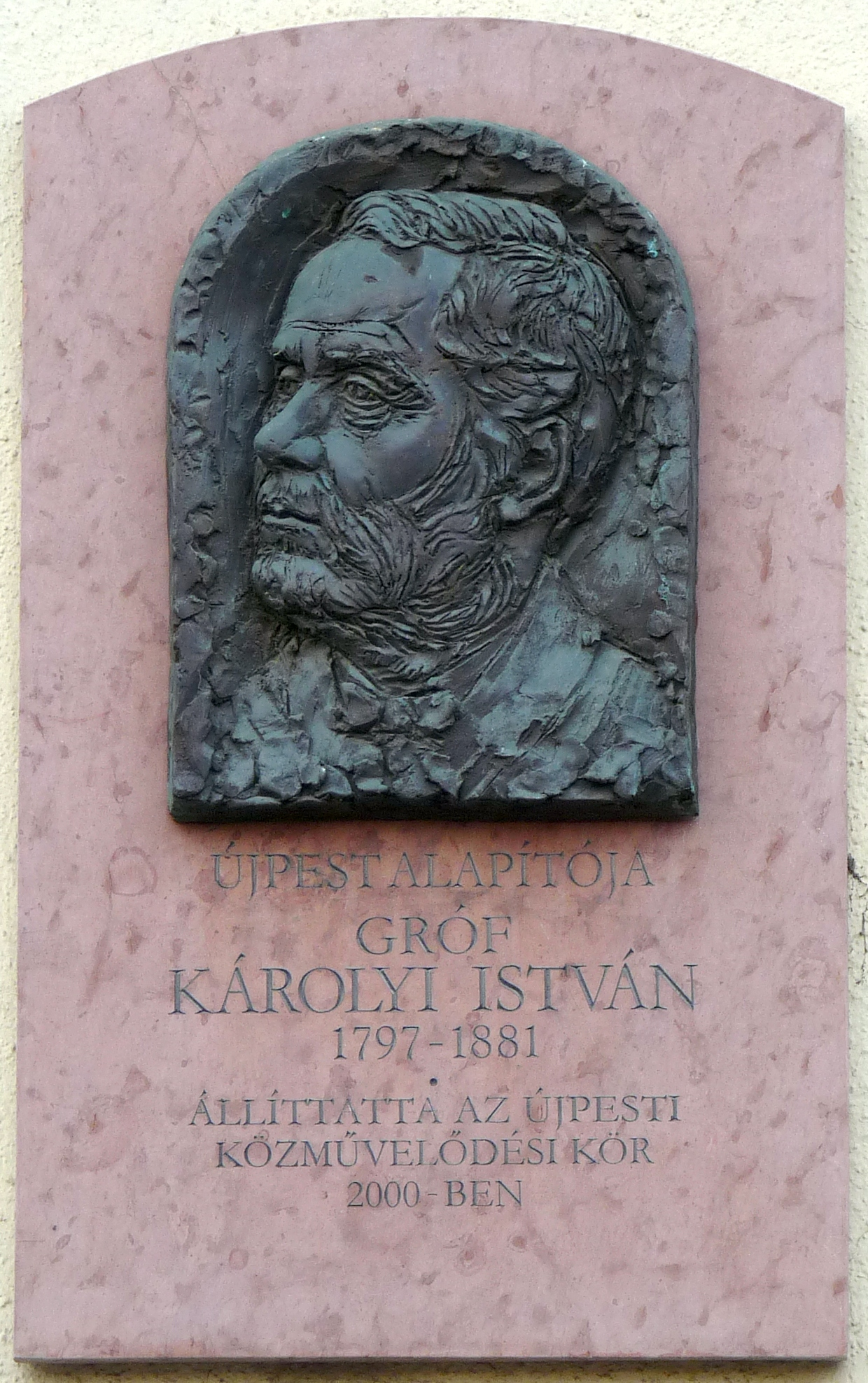
Károlyi István, Károlyi István utca 46. alkotó: Tóth Béla
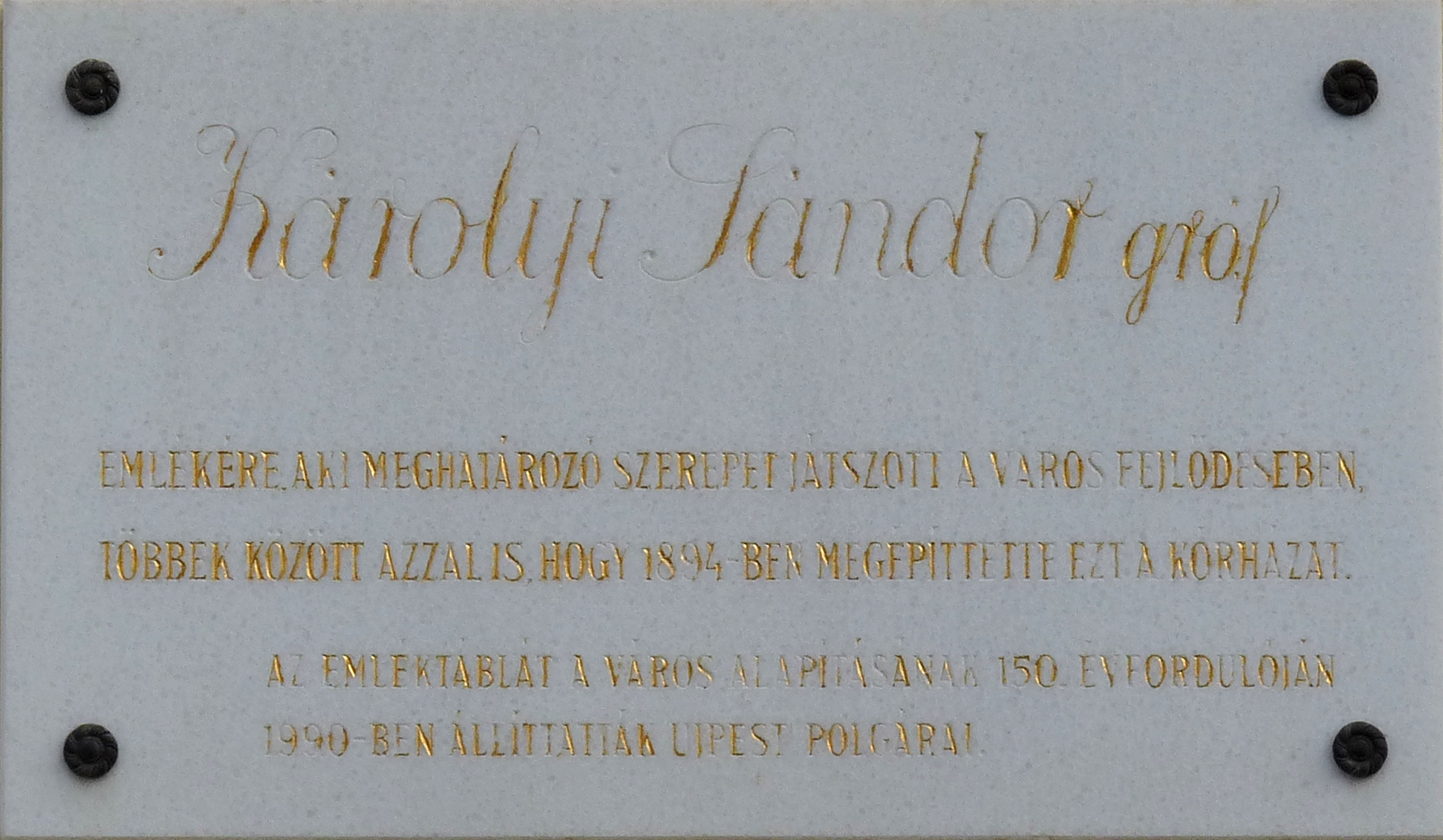
Károlyi Sándor, Nyár utca 103.
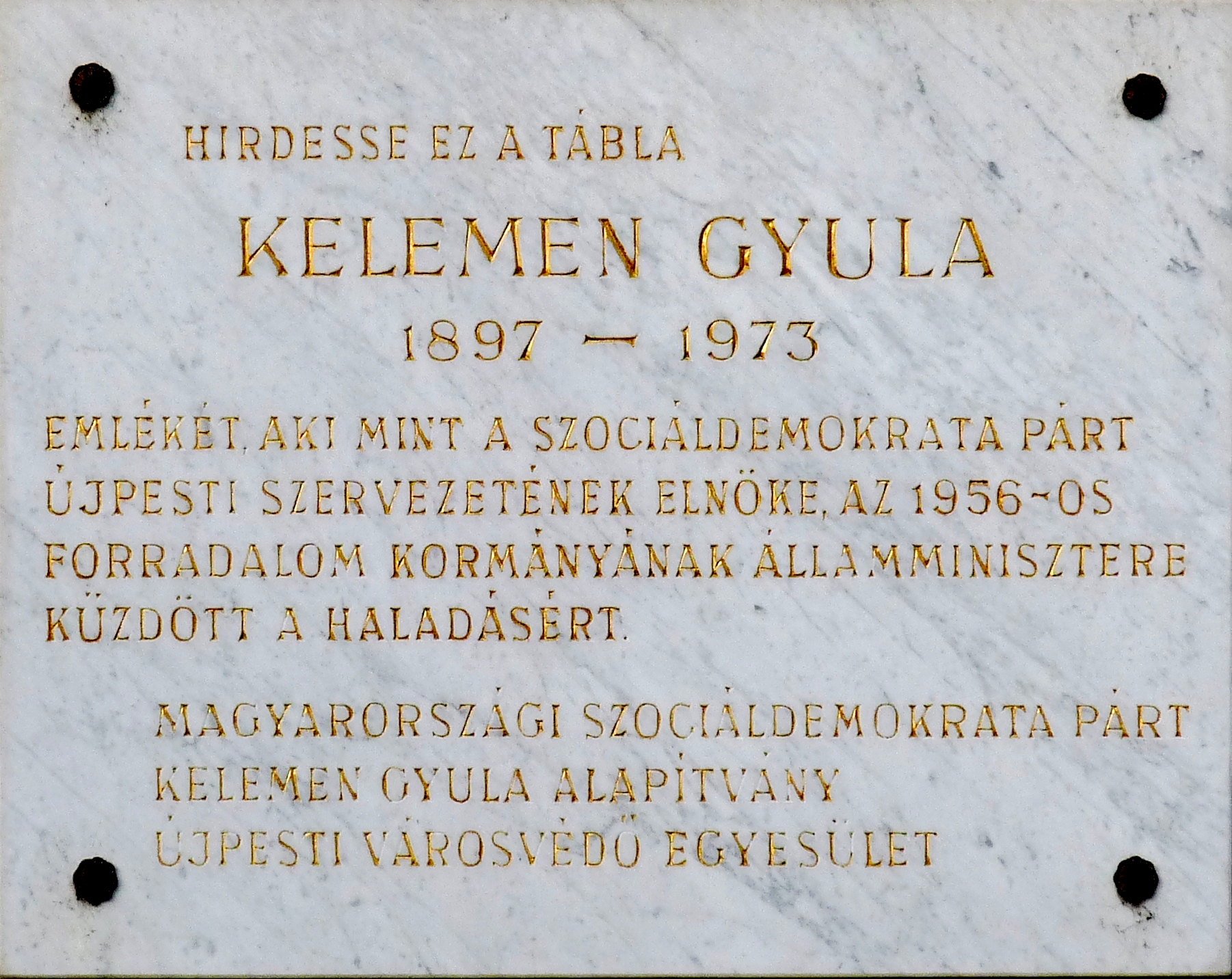
Kelemen Gyula, Munkásotthon utca 22.
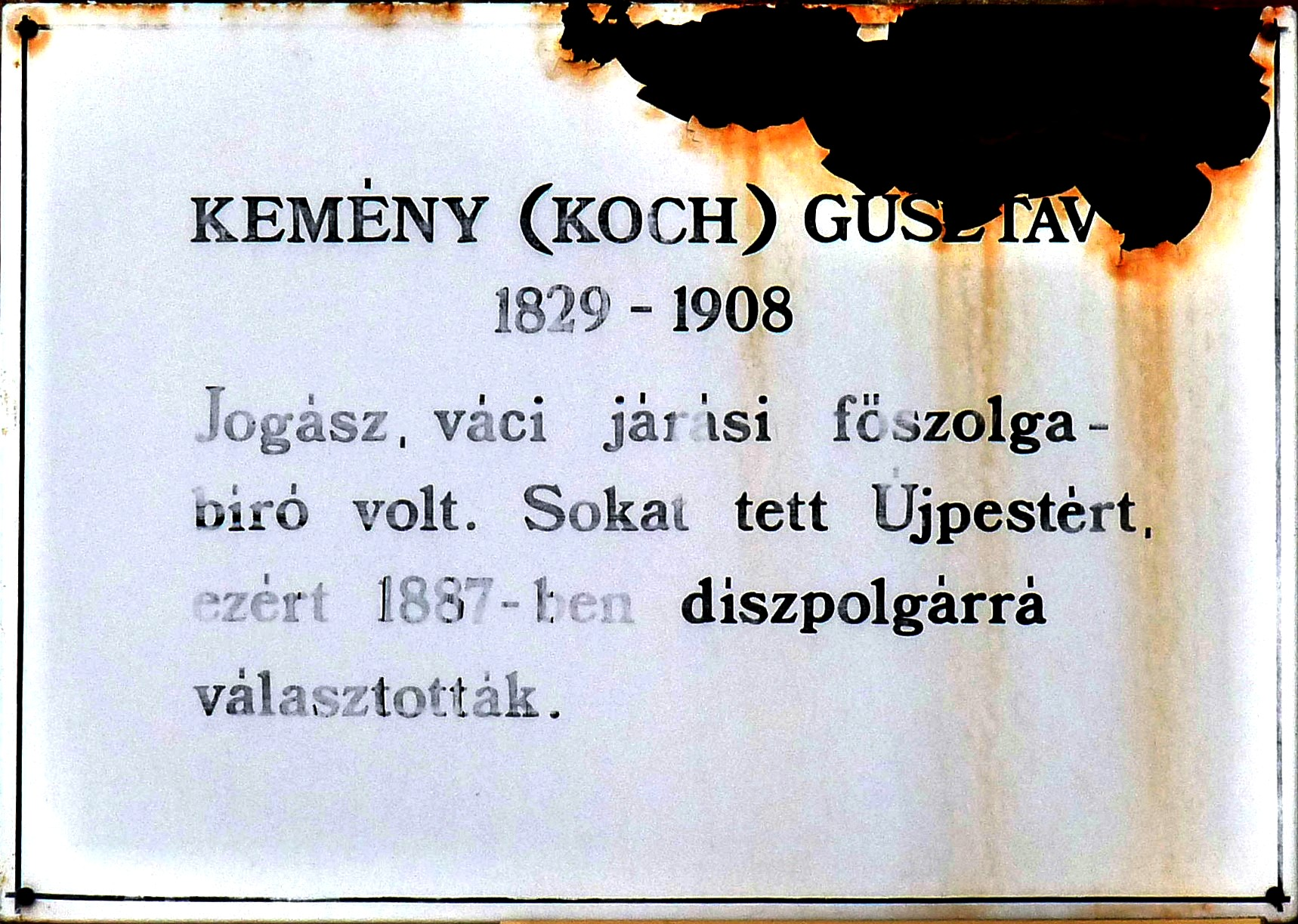
Kemény (Koch) Gusztáv Kemény Gusztáv utca 1.
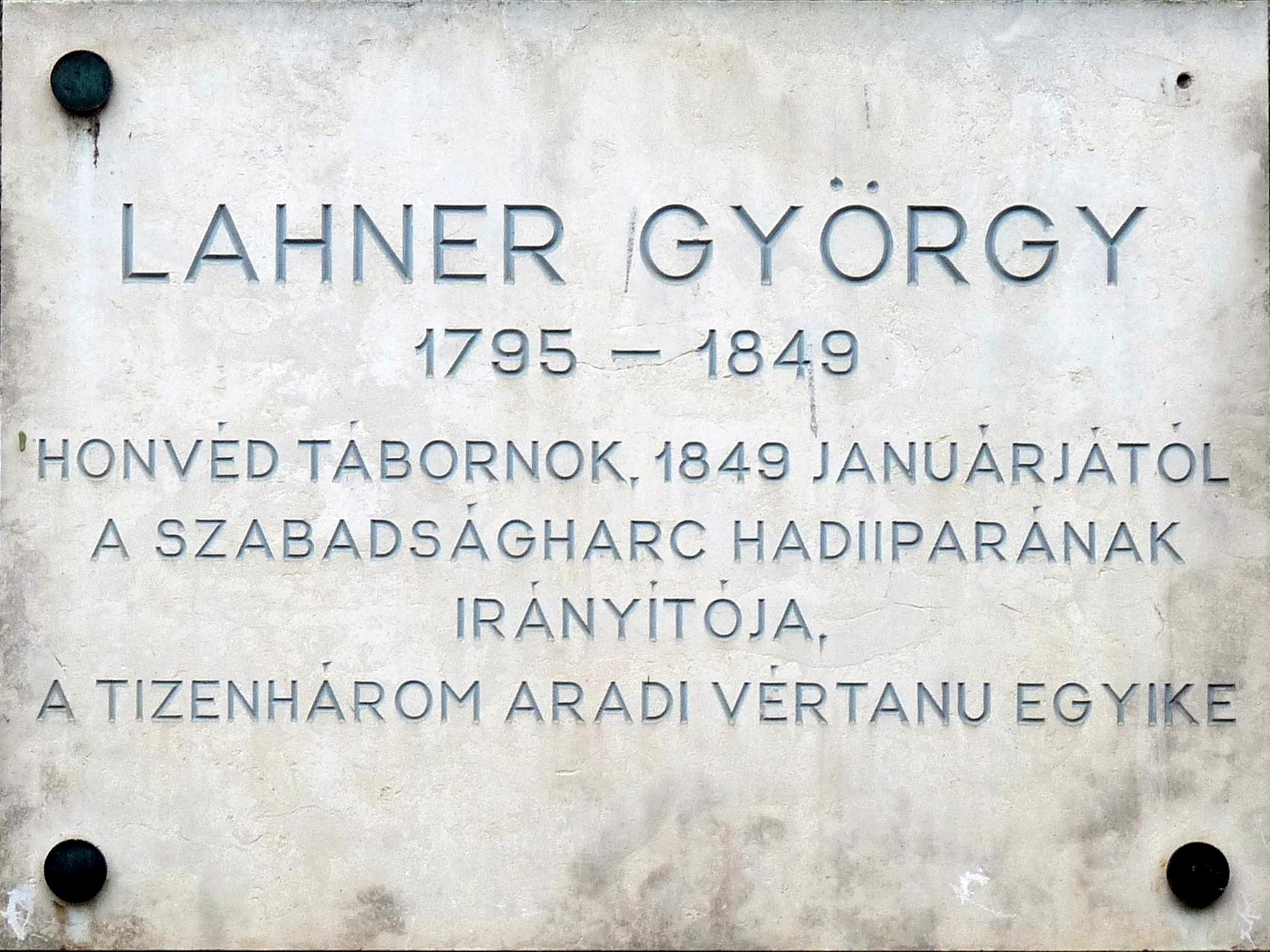
Lahner György, Erkel Gyula utca 41.
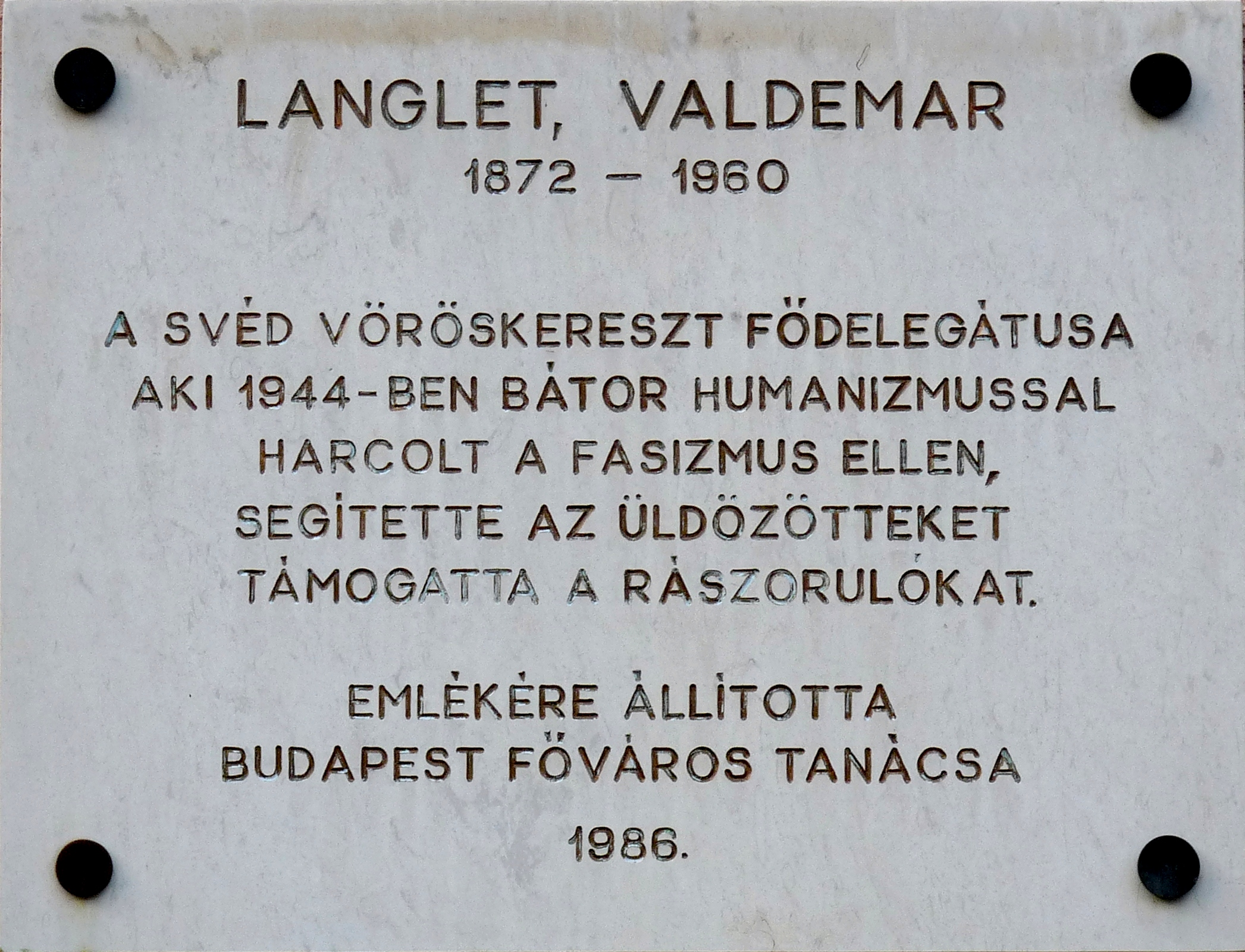
Valdemar Langlet, Lánglet Waldemár utca 3.
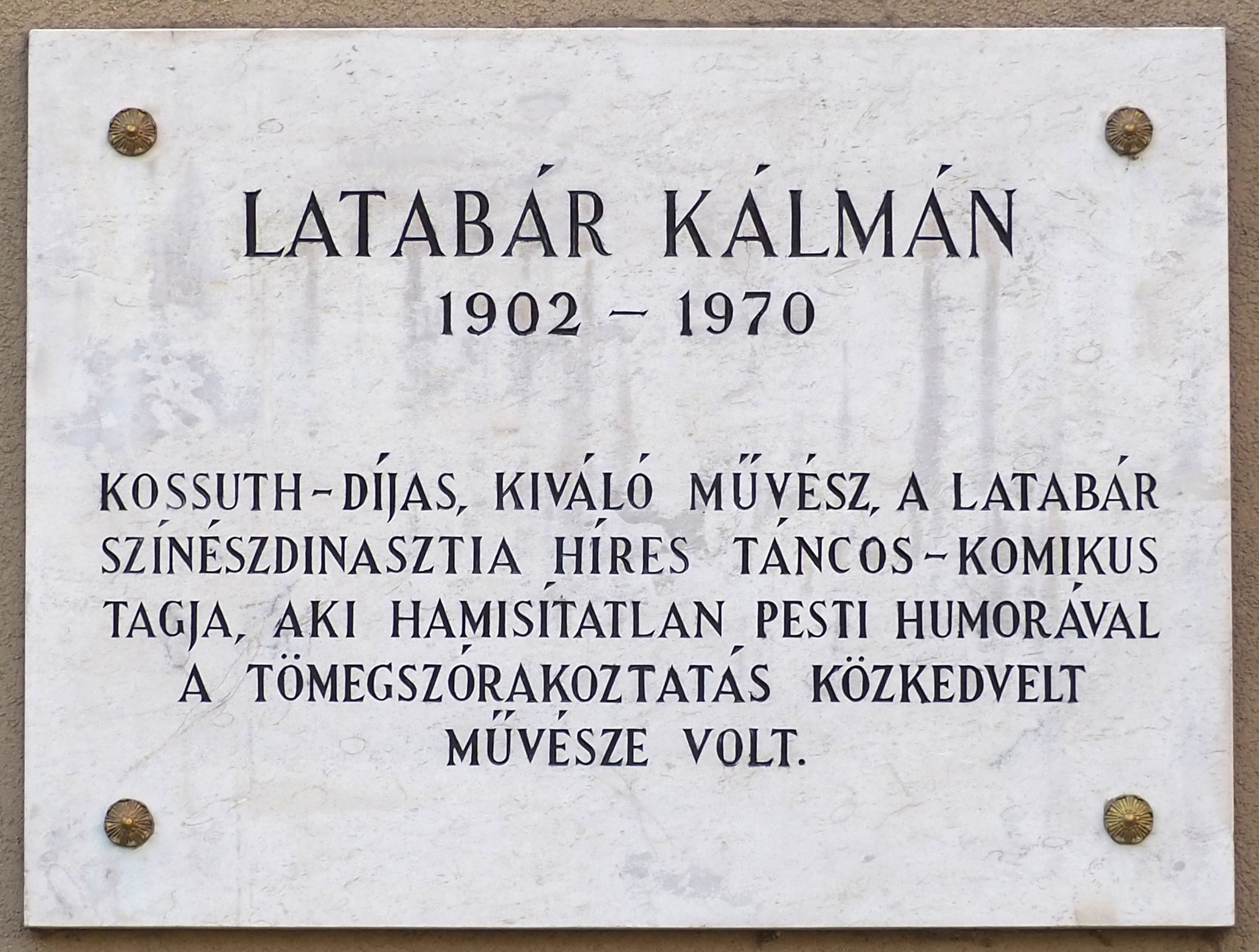
Latabár Kálmán, Latabár Kálmán utca 15.
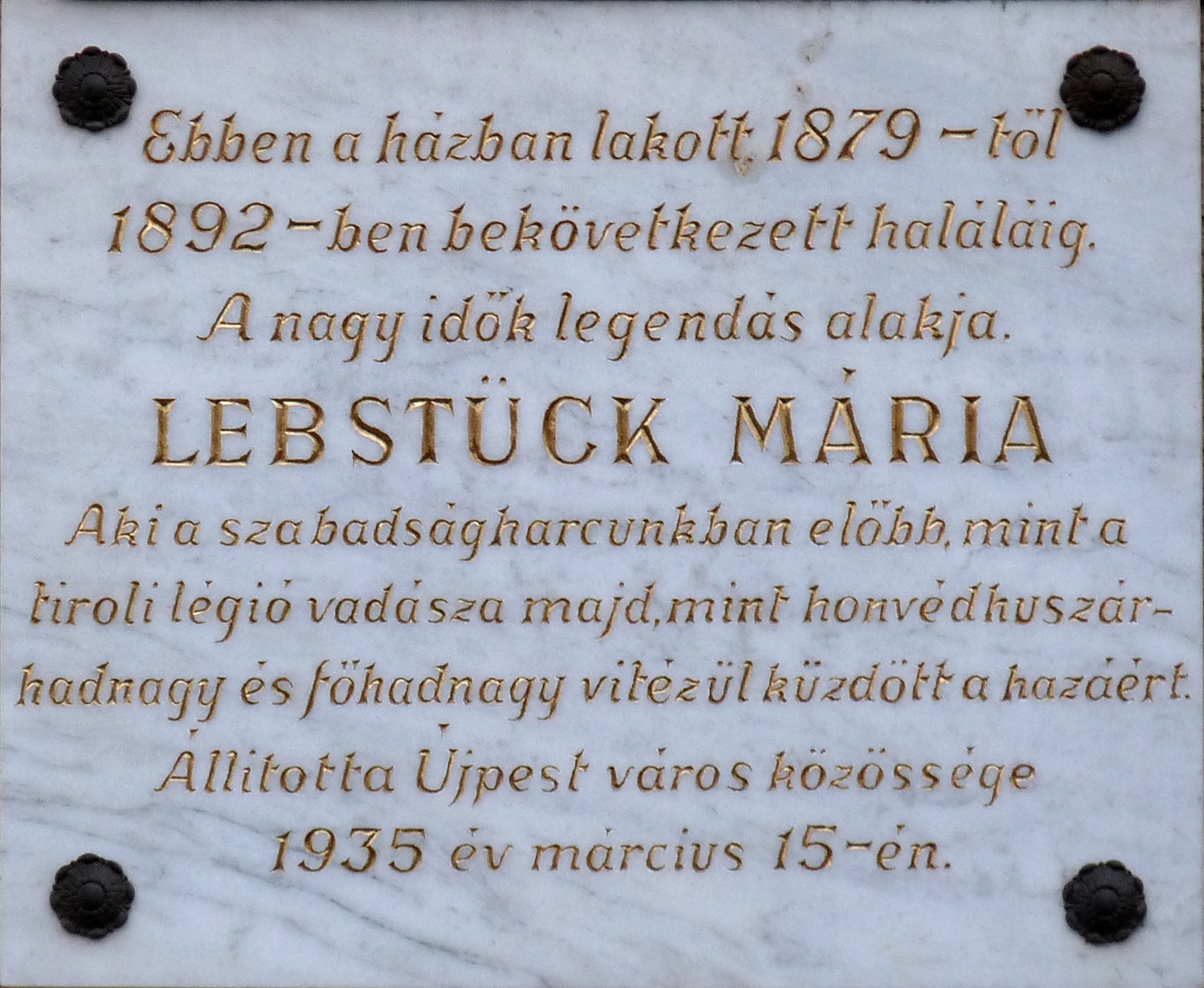
Lebstück Mária, Csokonai utca 4.
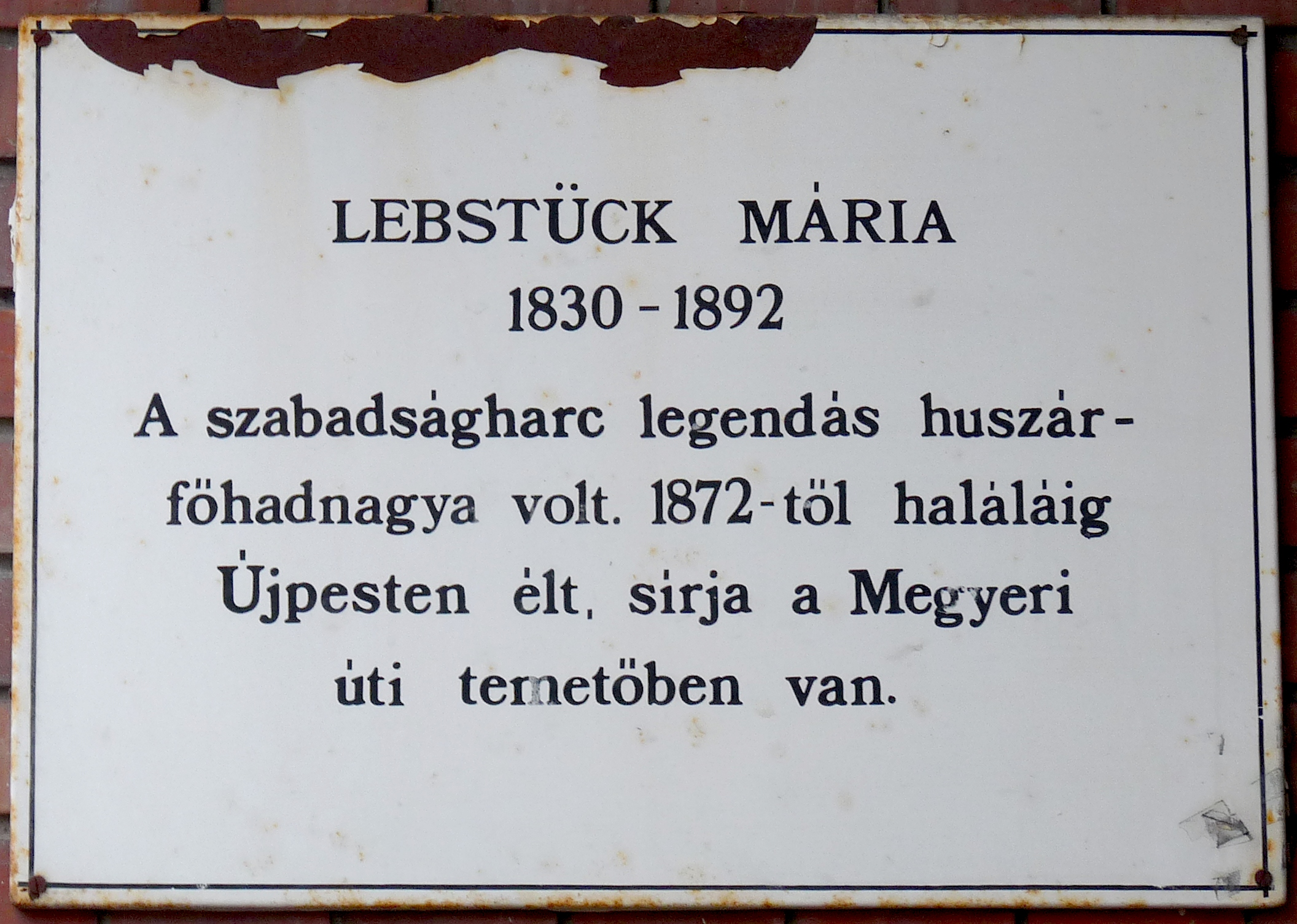
Lebstück Mária, Lebstück Mária utca 41.
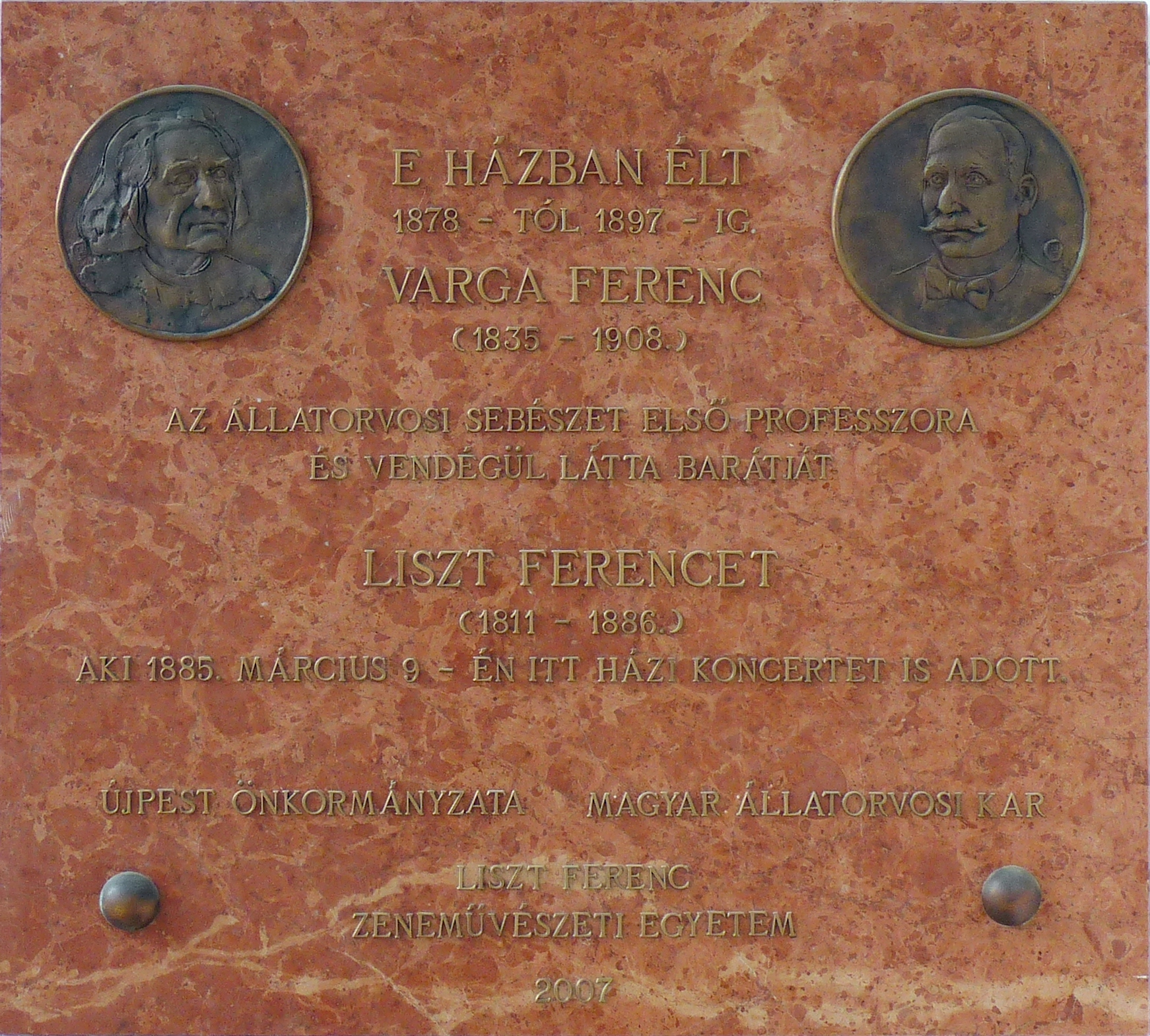
Liszt Ferenc, Vécsey Károly 120. alkotó: Nagy Károly és Nagy Edit
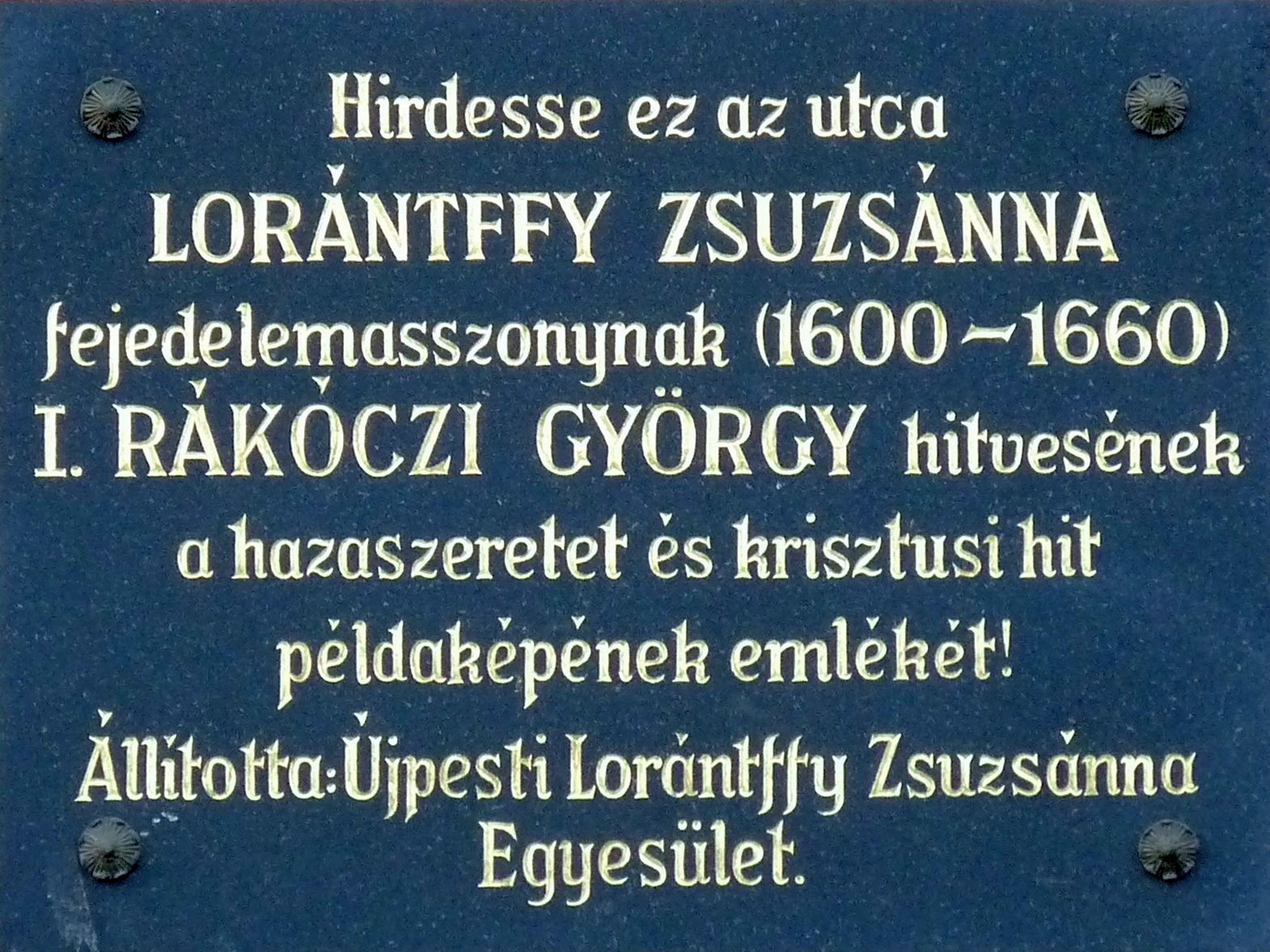
Lorántffy Zsuzsanna, Lorántffy Zsuzsanna utca 2.
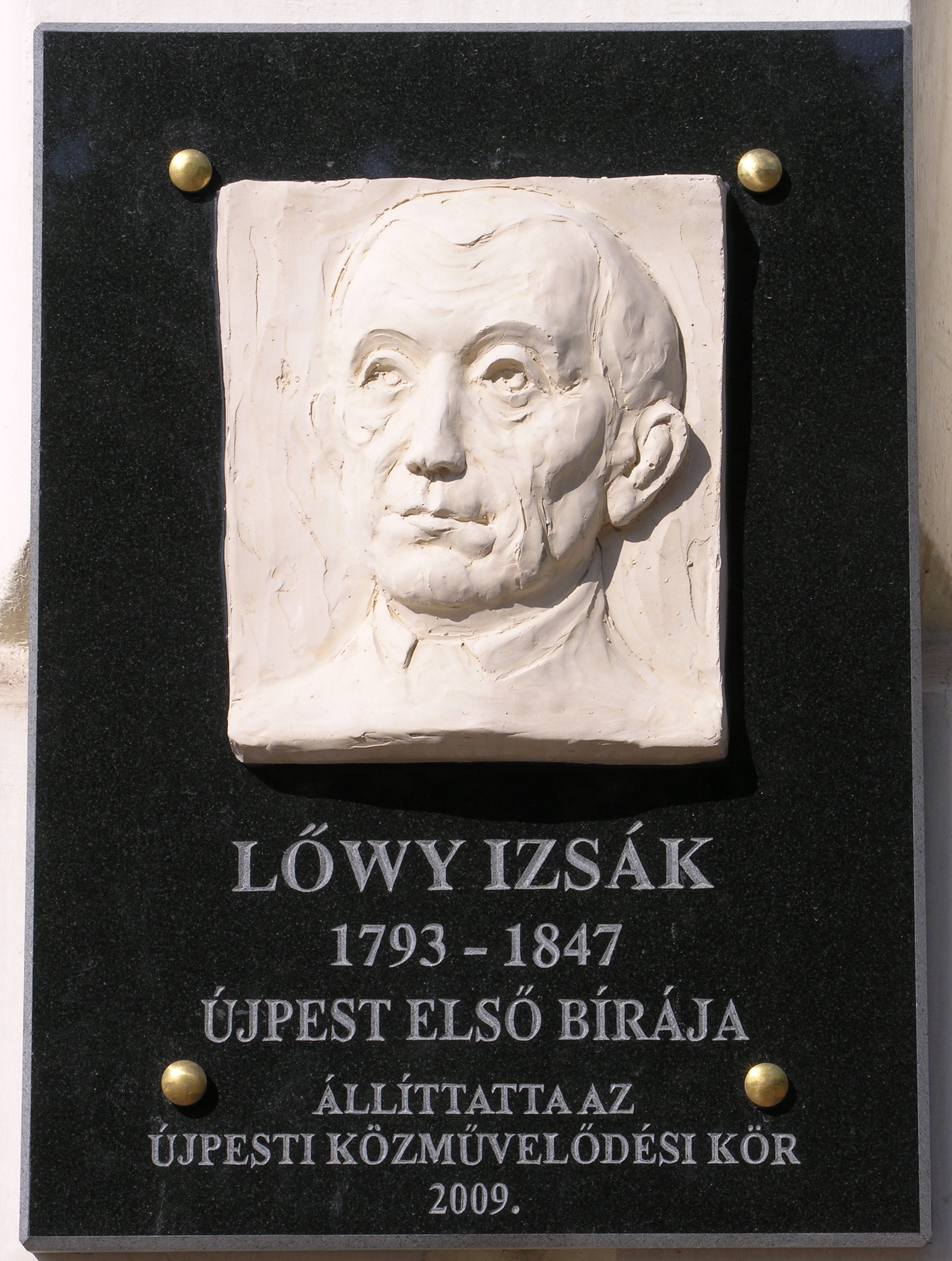
Lőwy Izsák, István út 14. alkotó: Schrammel Imre
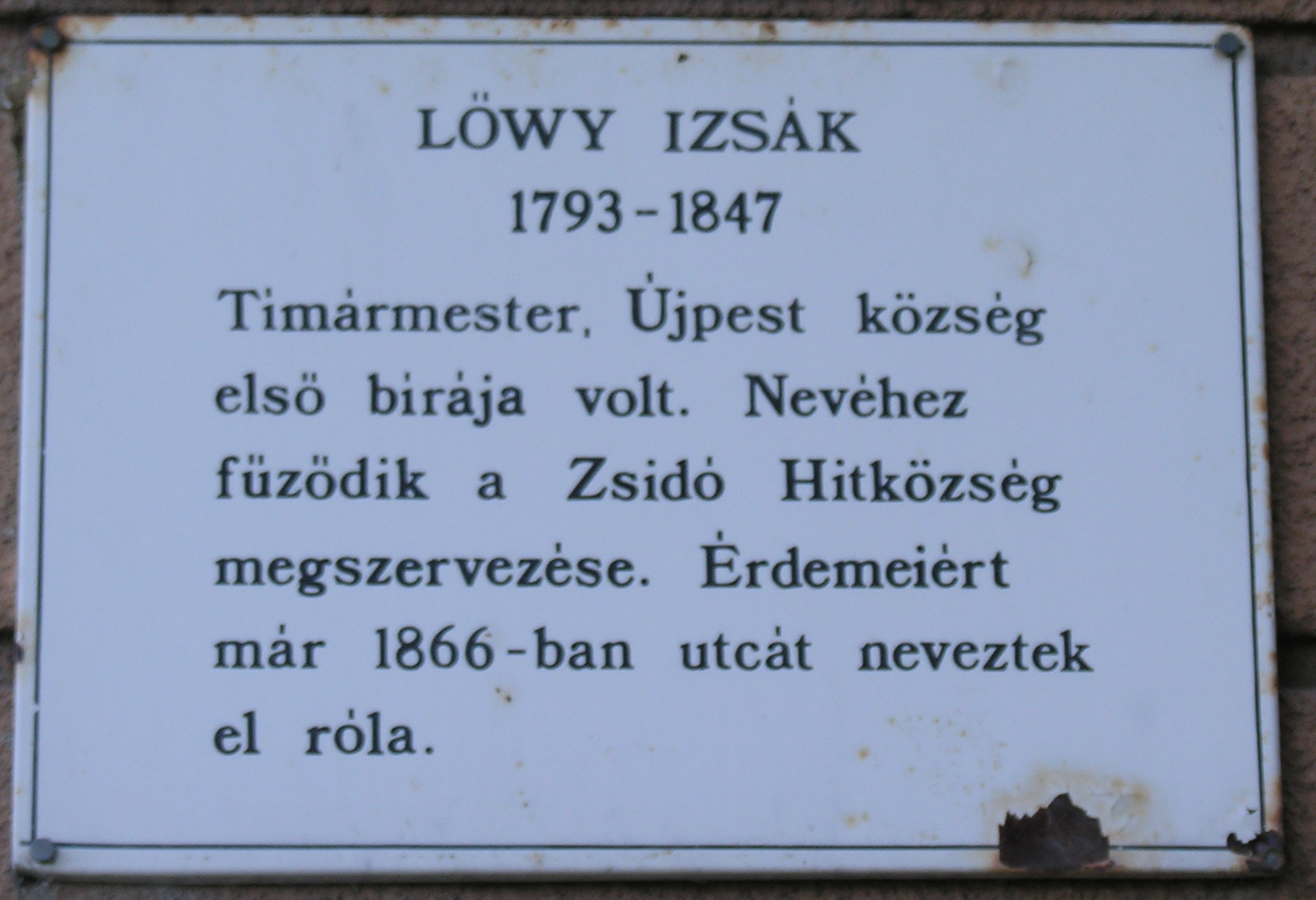
Lőwy Izsák, Löwy Izsák utca 13.
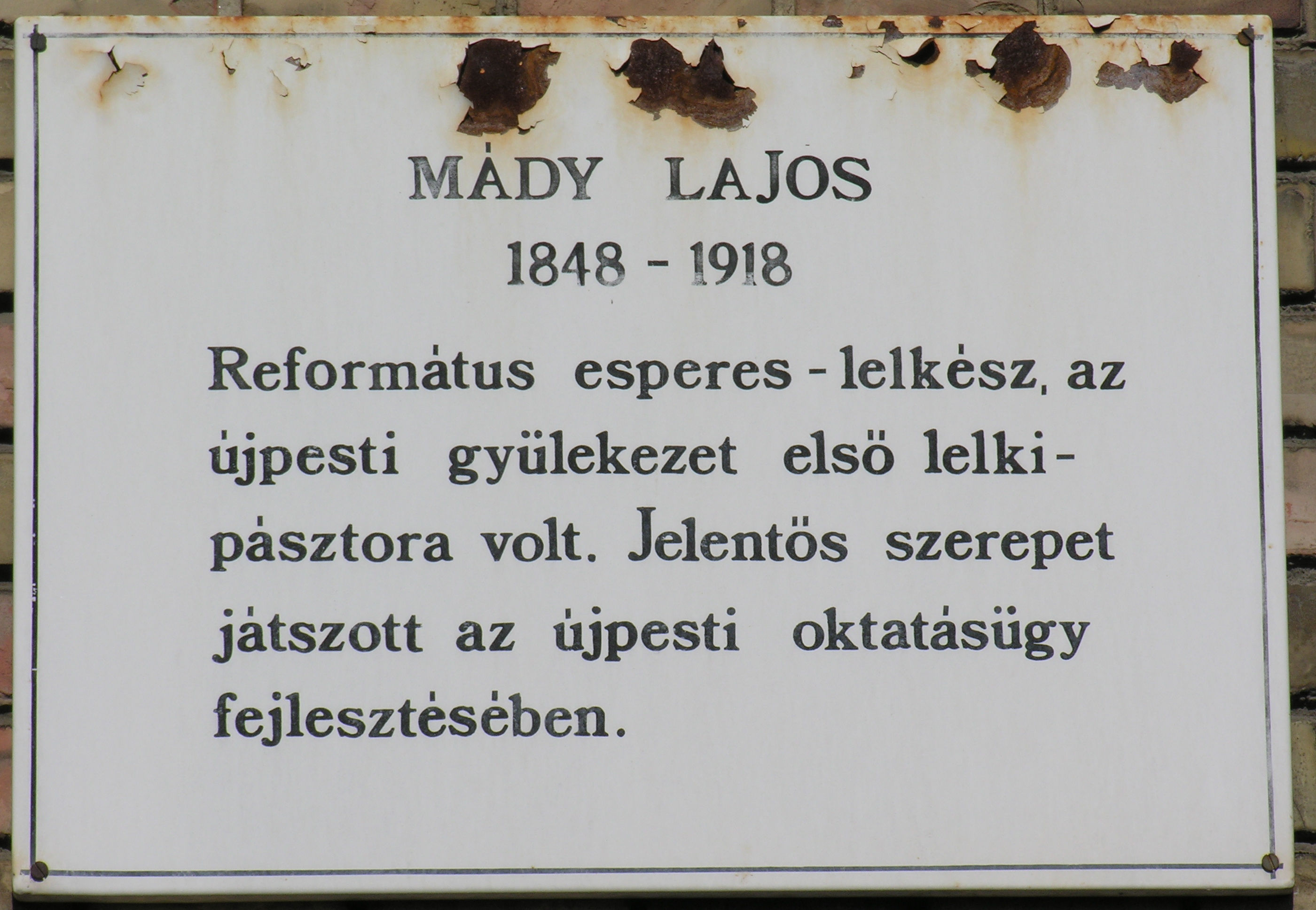
Mády Lajos, Mády Lajos utca 6.
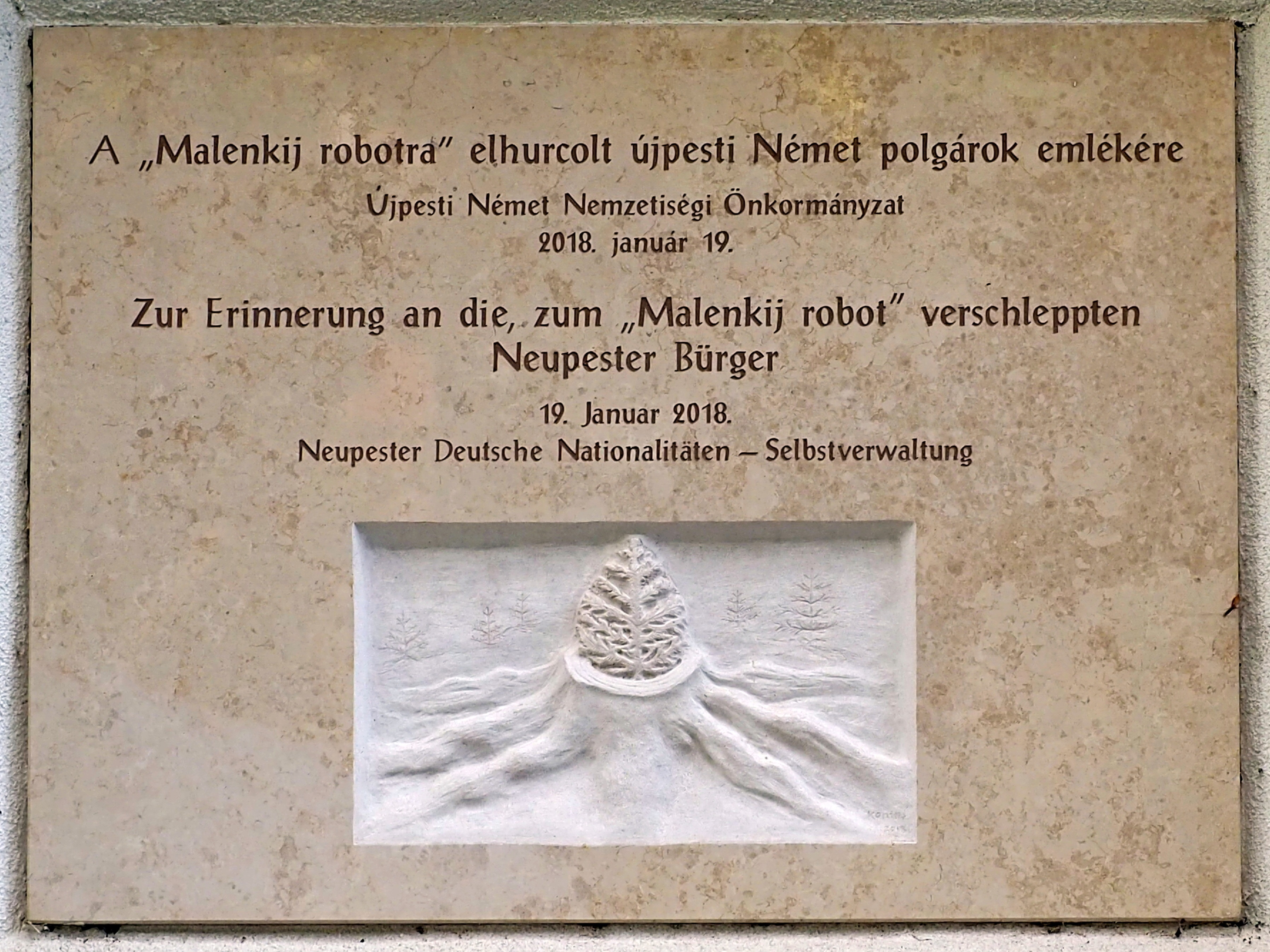
„Málenkij robot”, Nyár utca 40-42. alkotó: Kontur András
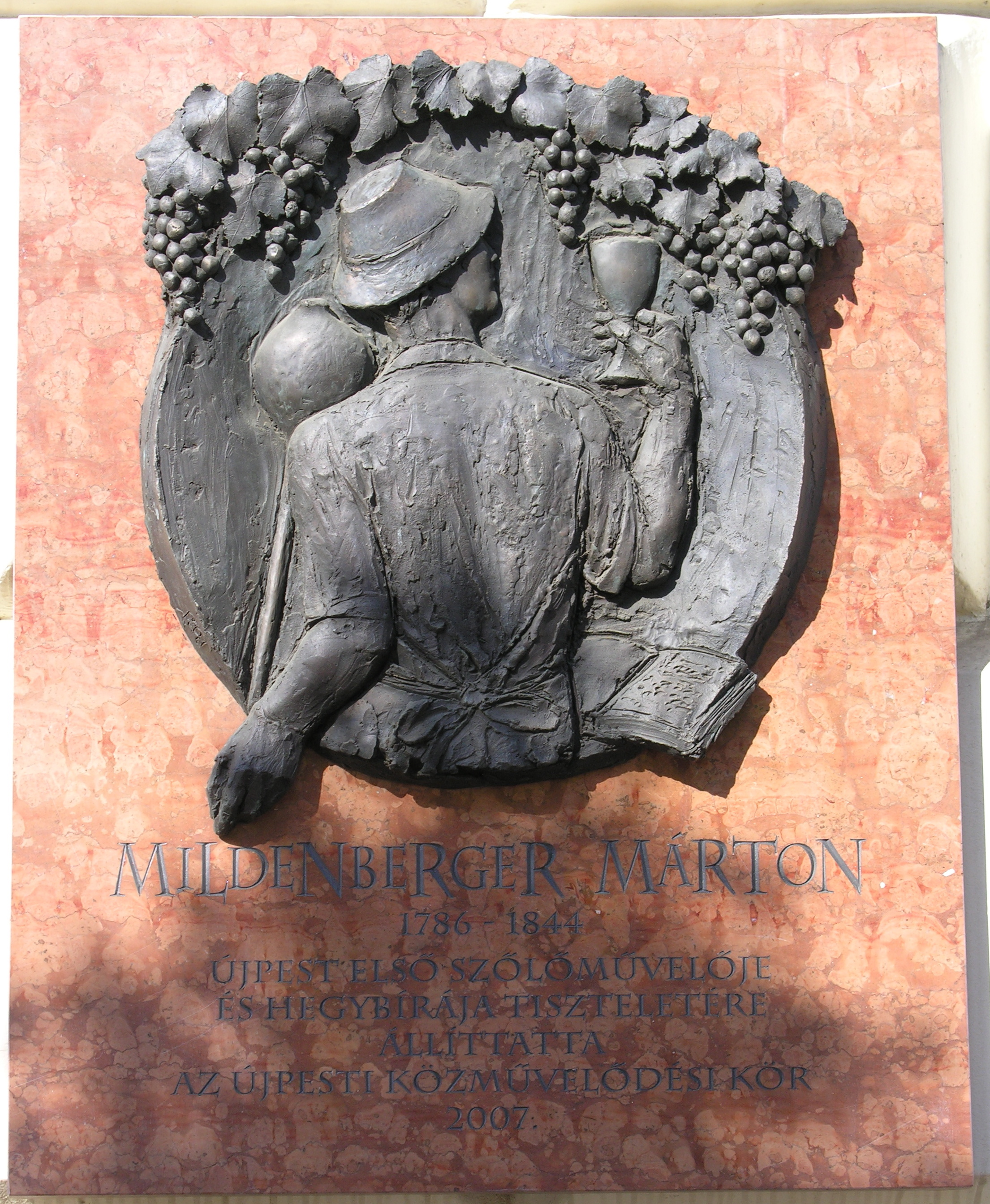
Mildenberger Márton, István út 14. alkotó: Tóth Béla
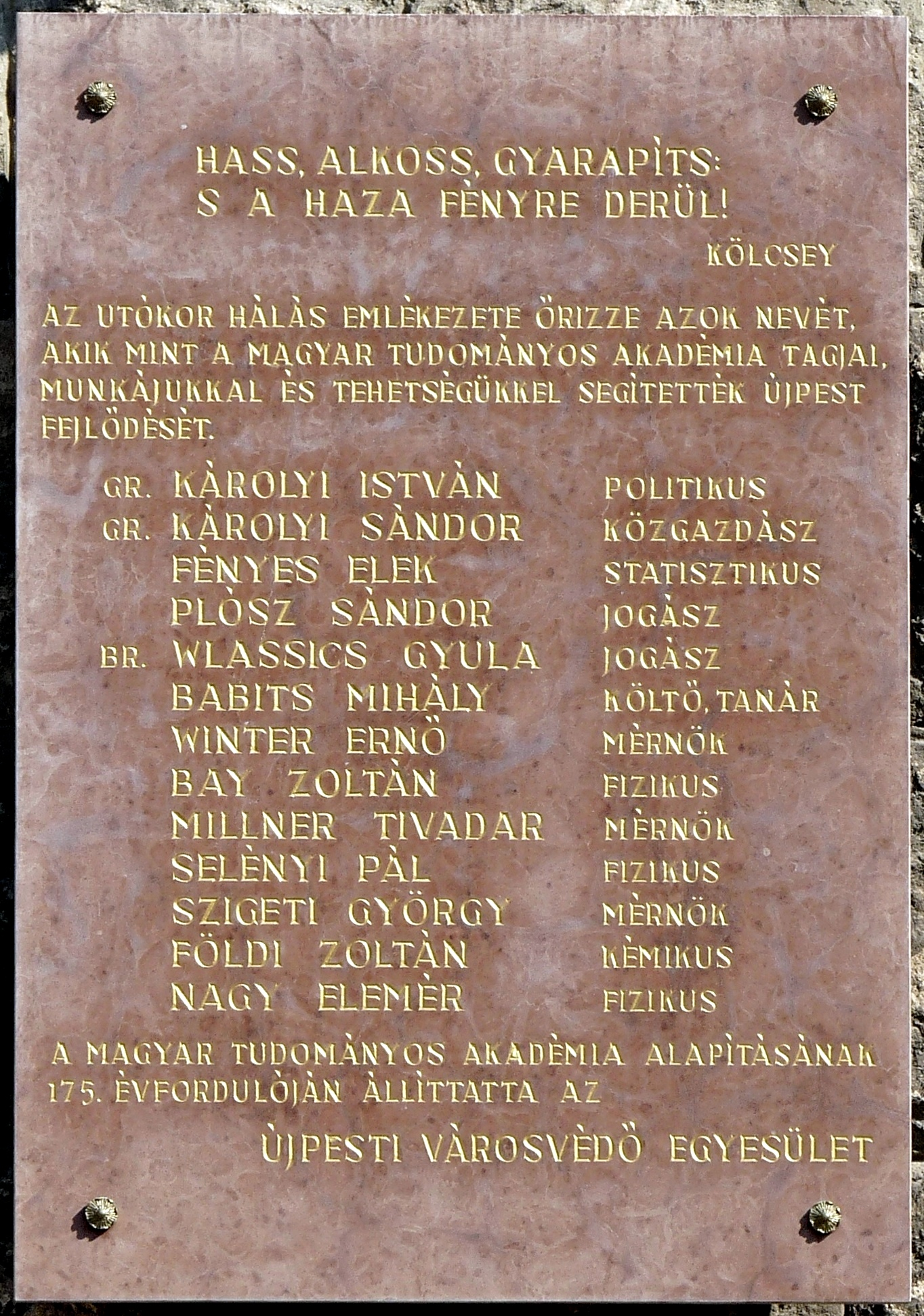
MTA-tagok Újpestért I.,[1] Görgey Artúr utca 26.
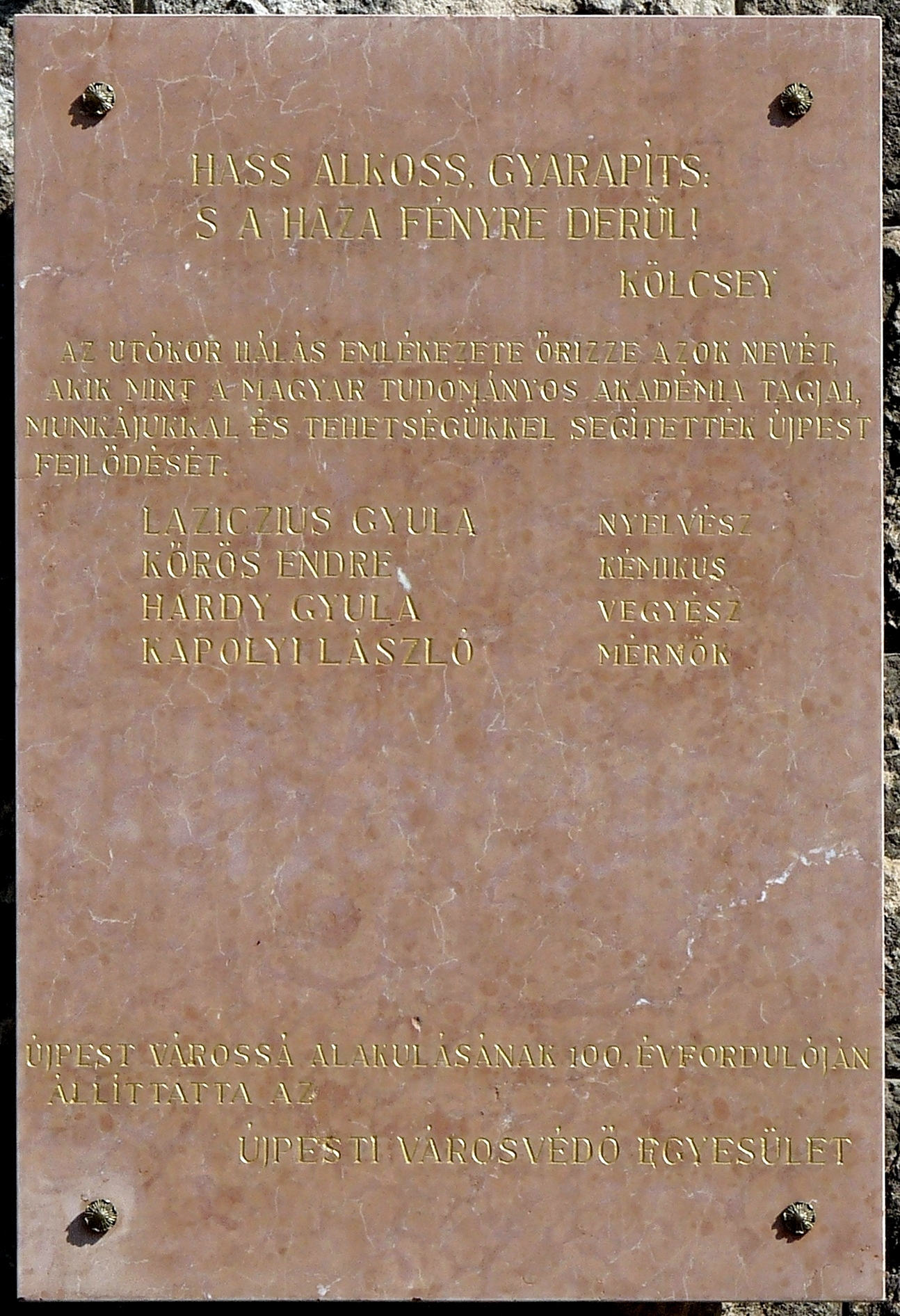
MTA-tagok Újpestért II.,[2] Görgey Artúr utca 26.
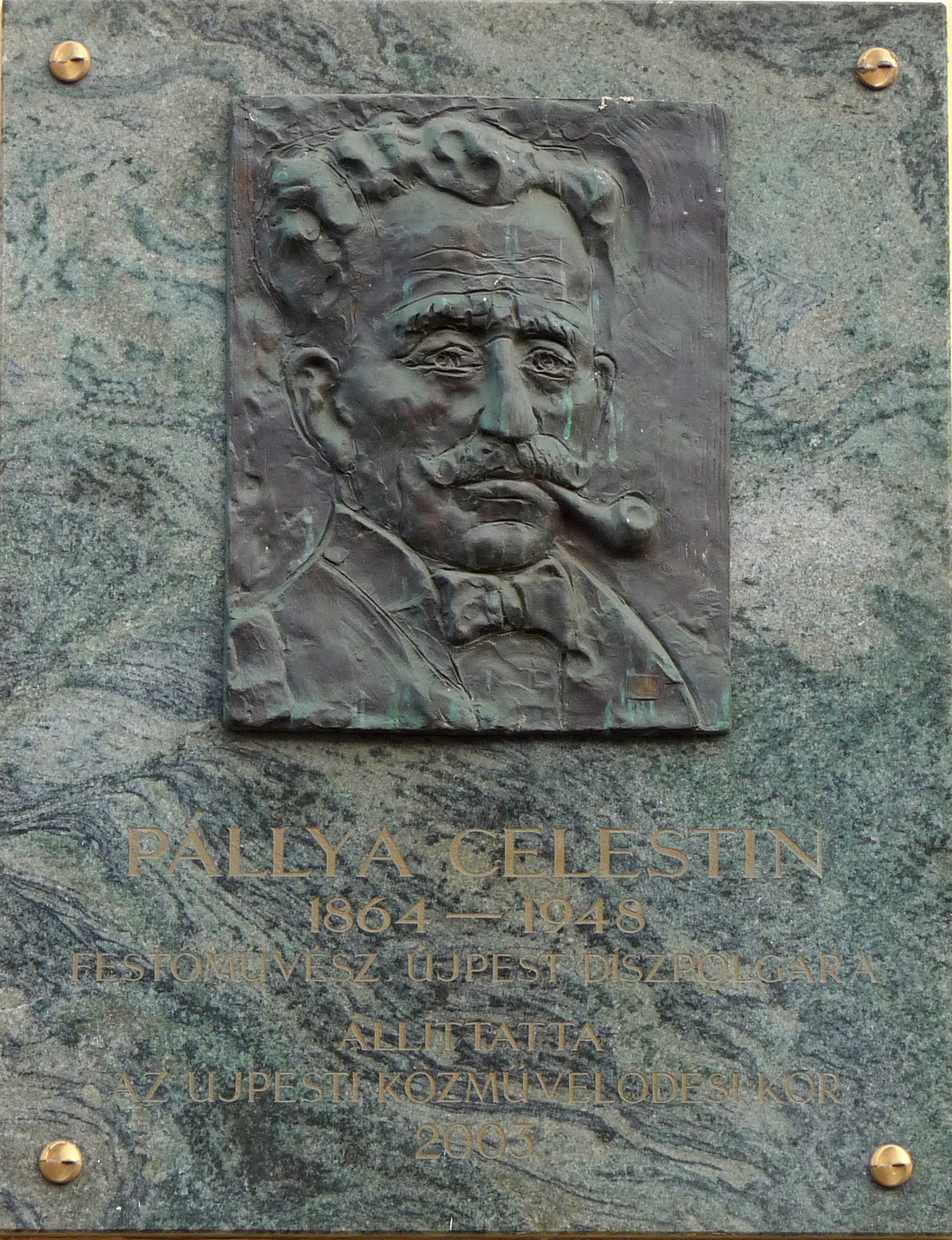
Pállya Celestin, Árpád út 66. alkotó: Mihály Gábor
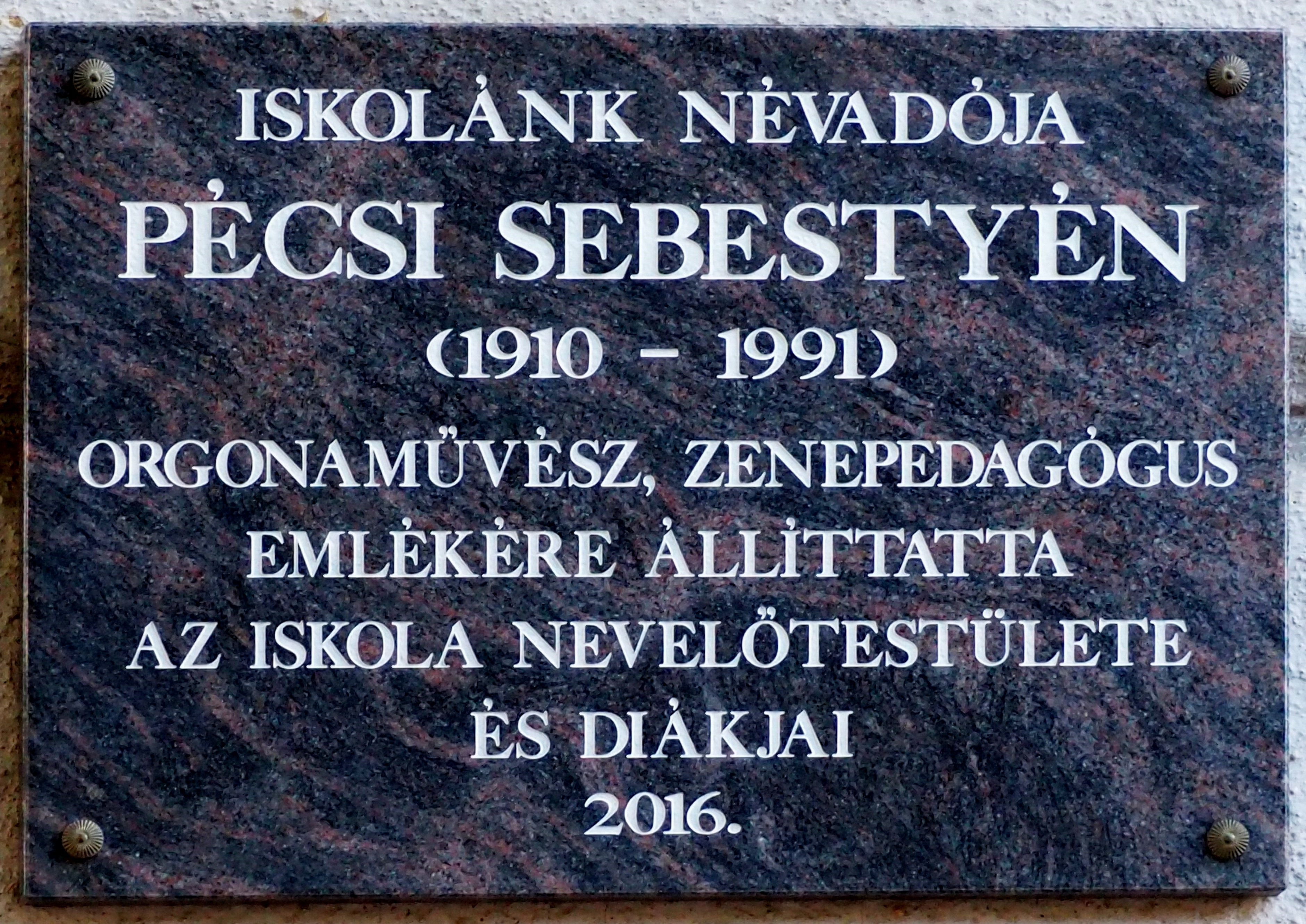
Pécsi Sebestyén, Lőrincz utca 35-37.
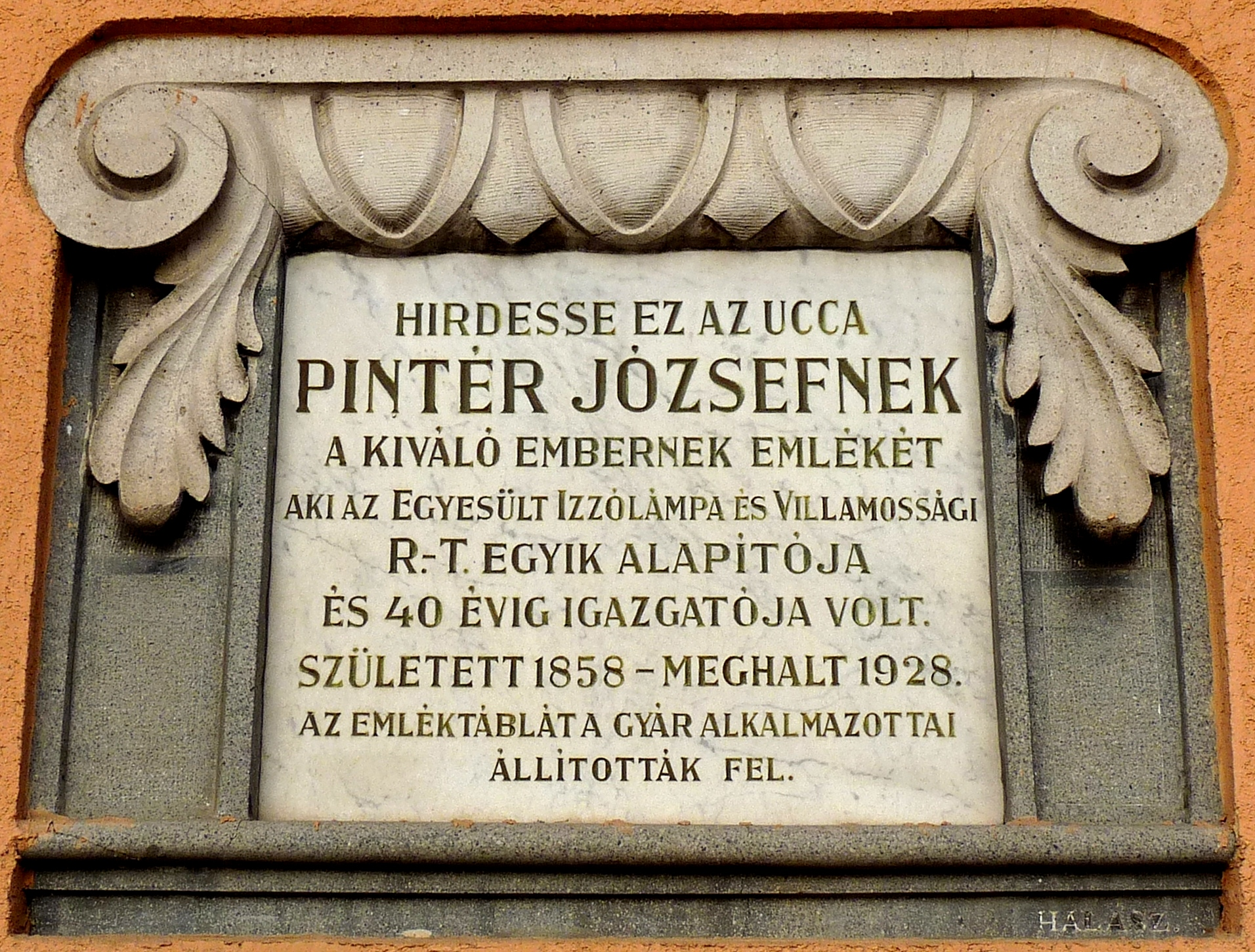
Pintér József, Pintér József utca 2.
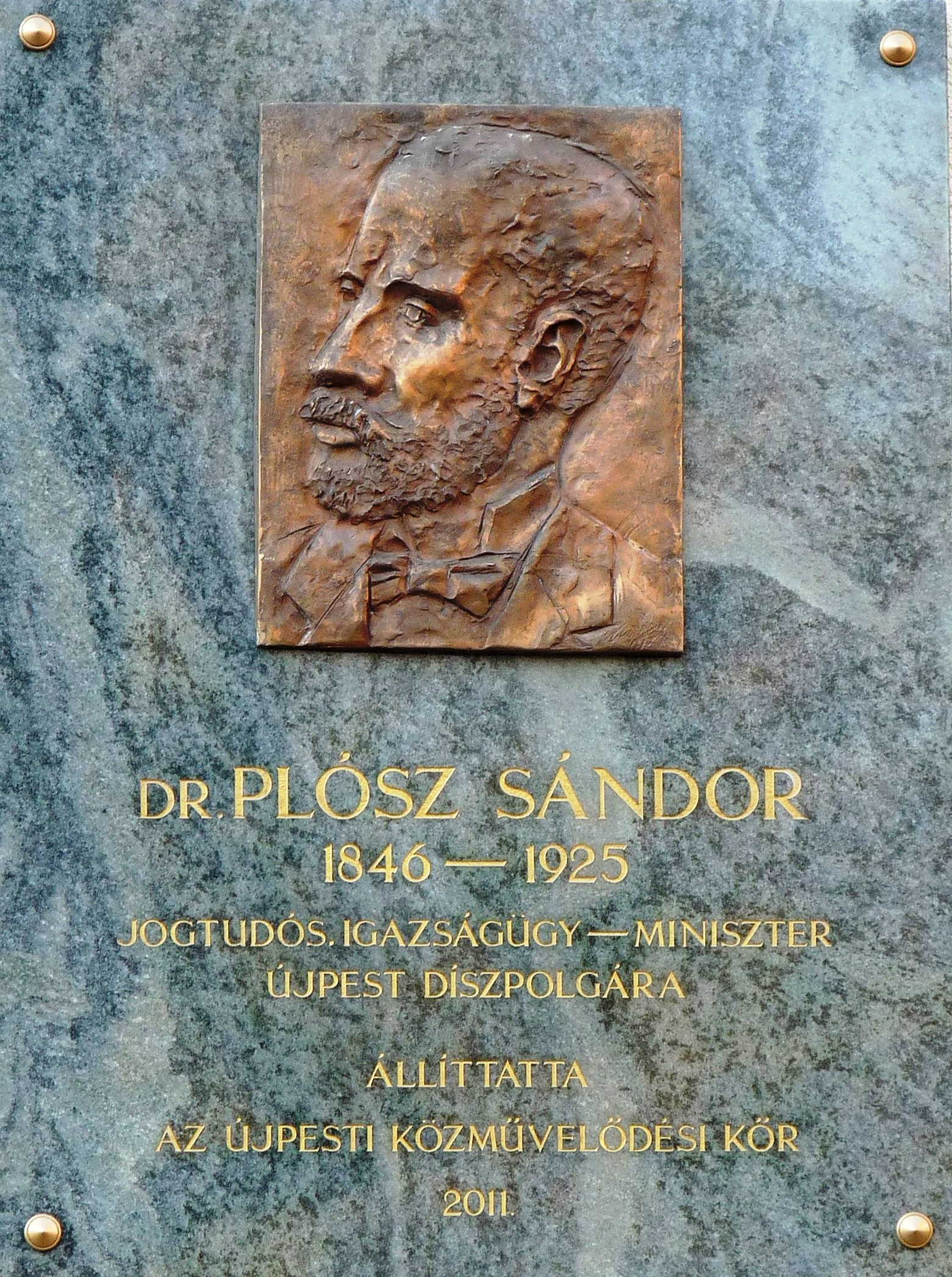
Plósz Sándor, Tavasz utca 21., alkotó: Mihály Gábor
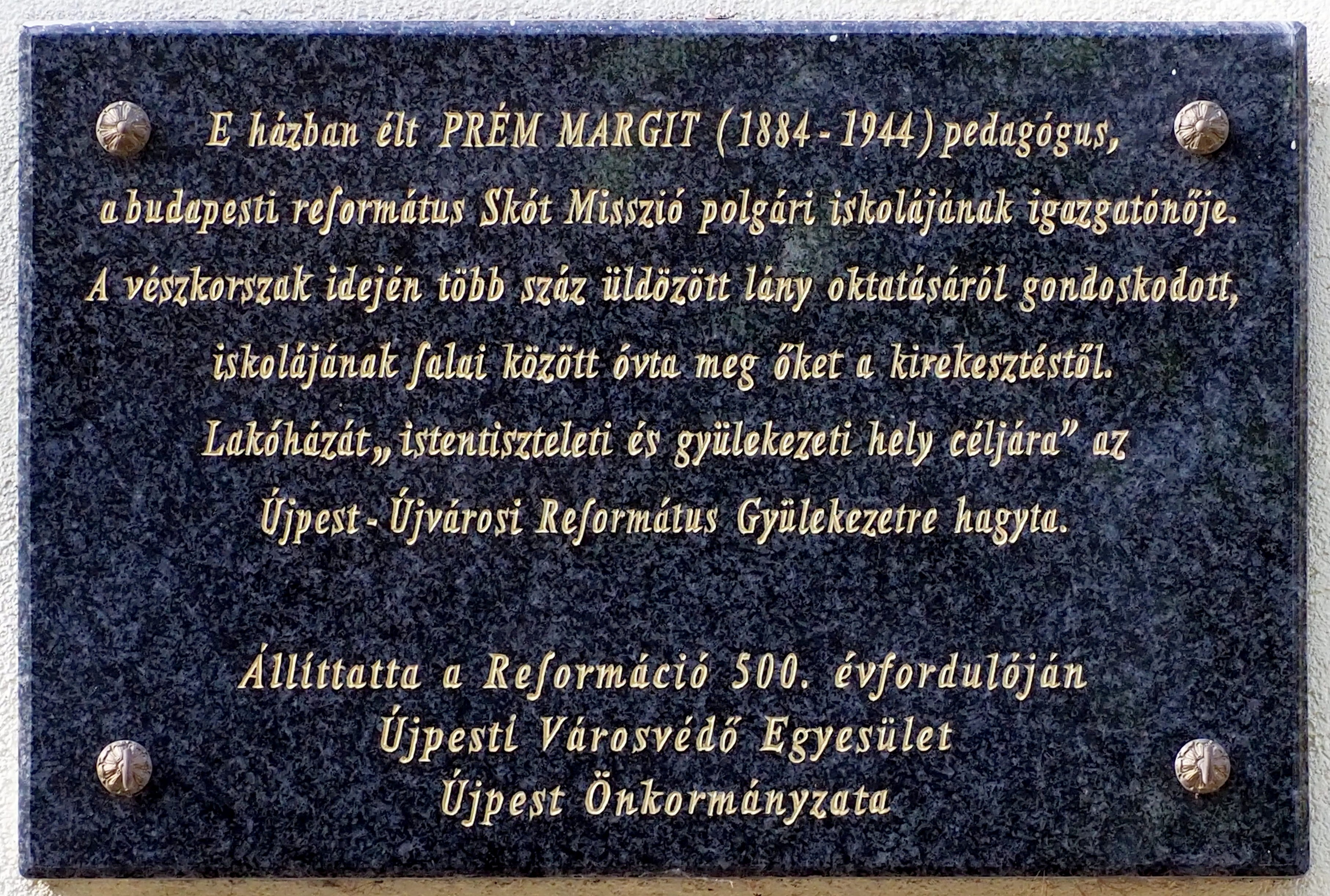
Prém Margit, Attila utca 118.
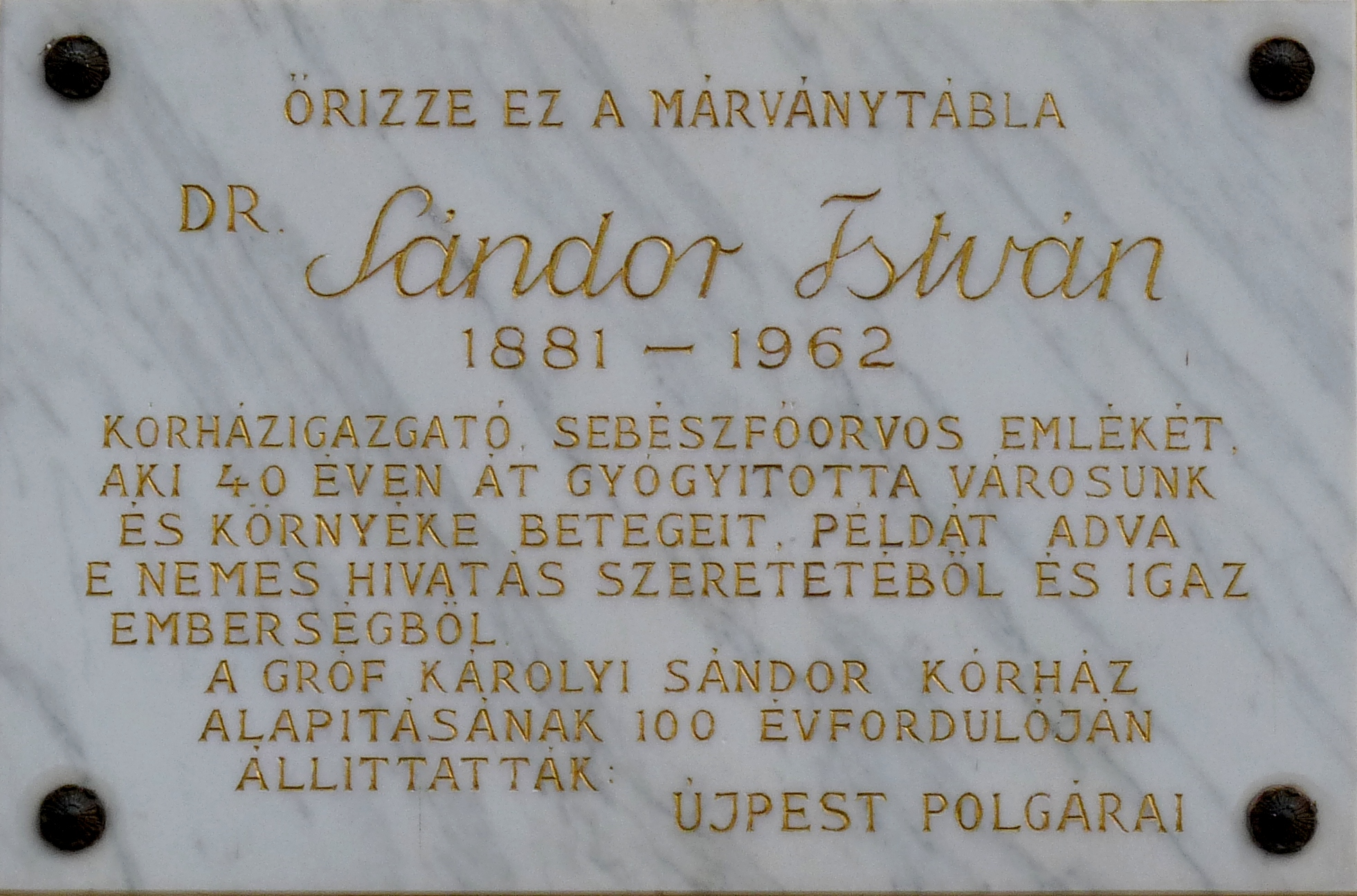
Sándor István, Nyár utca 103.
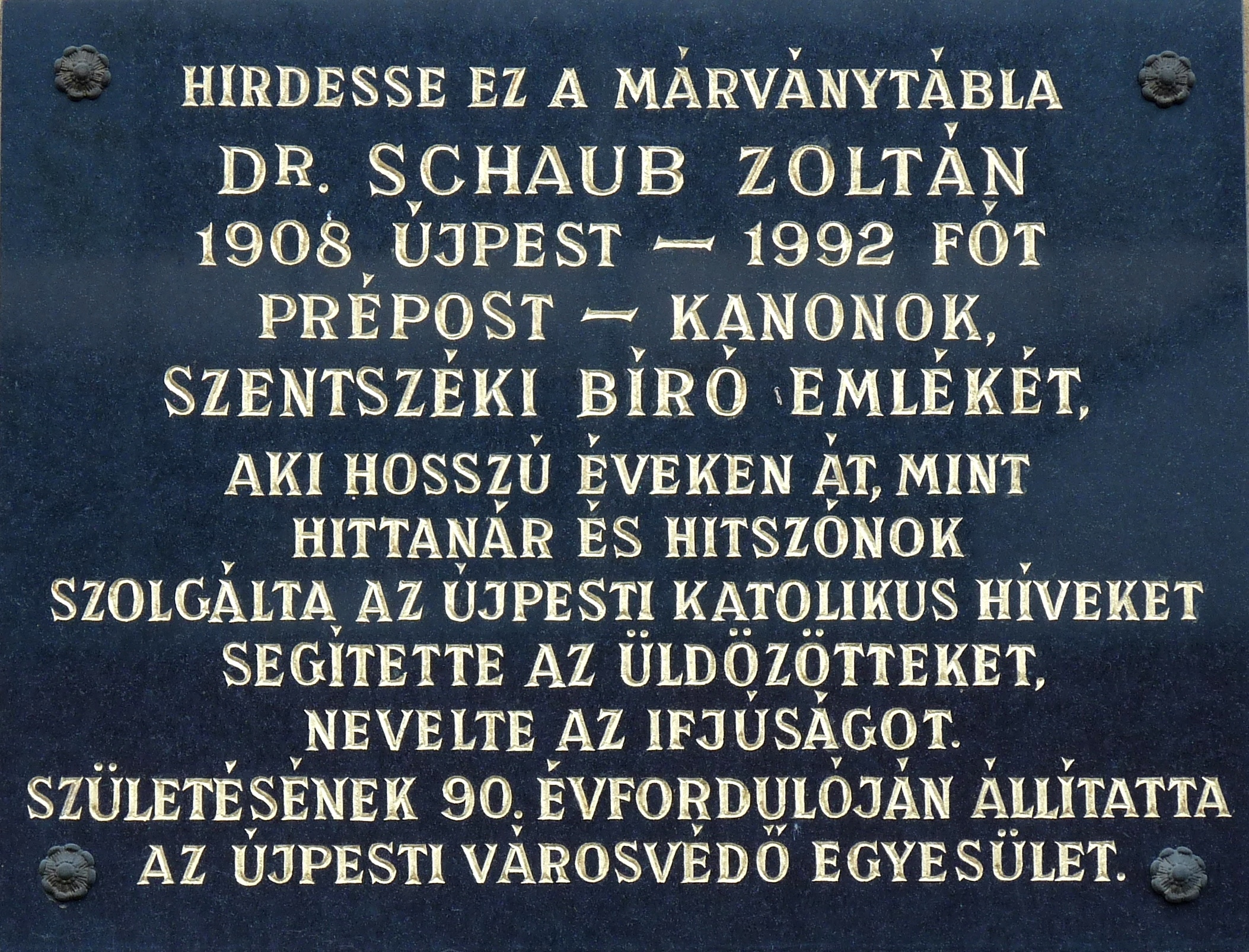
Schaub Zoltán, Szent István tér 14.
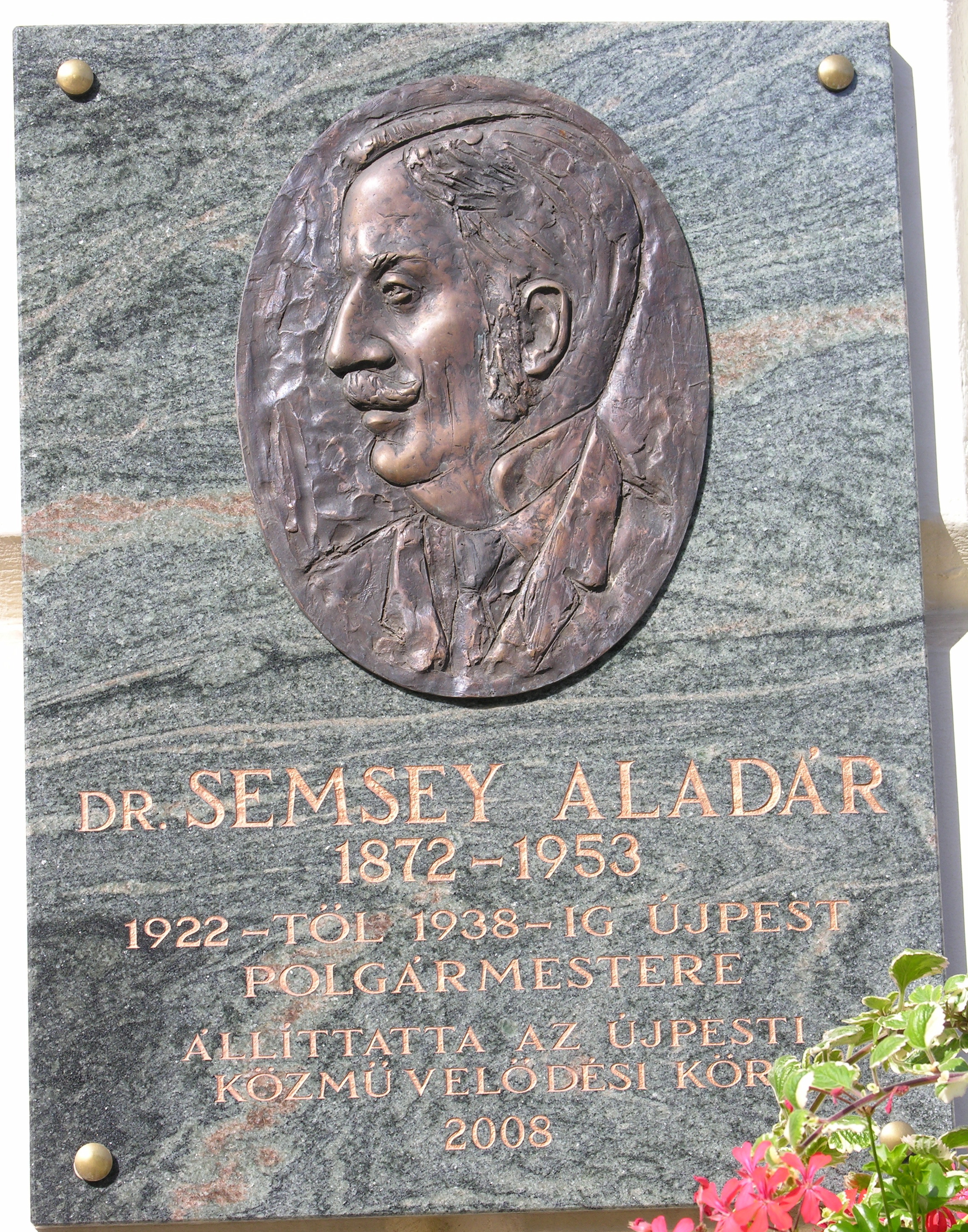
Semsey Aladár, István út 14. alkotó: Mihály Gábor
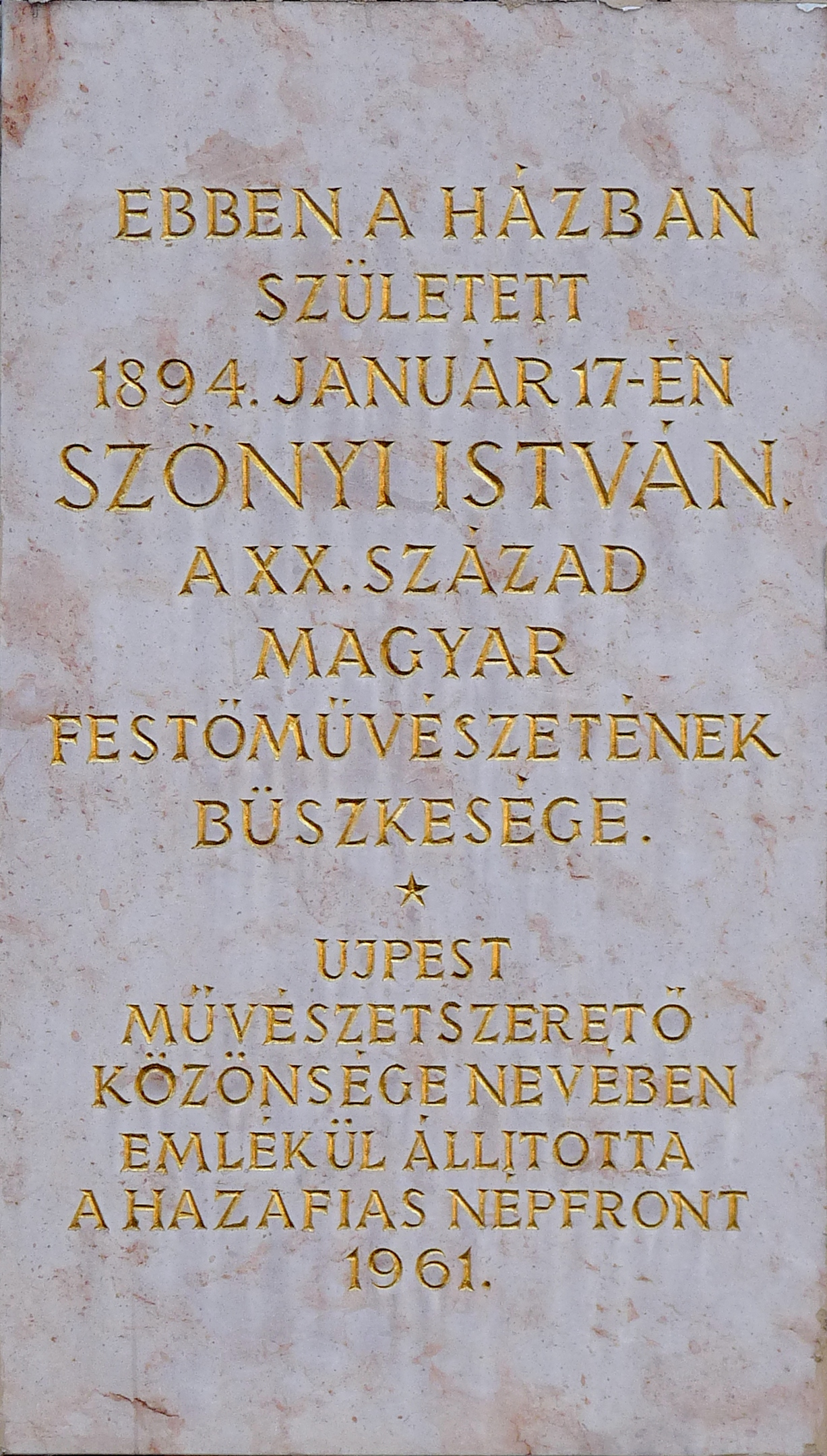
Szőnyi István, Deák Ferenc utca 23.
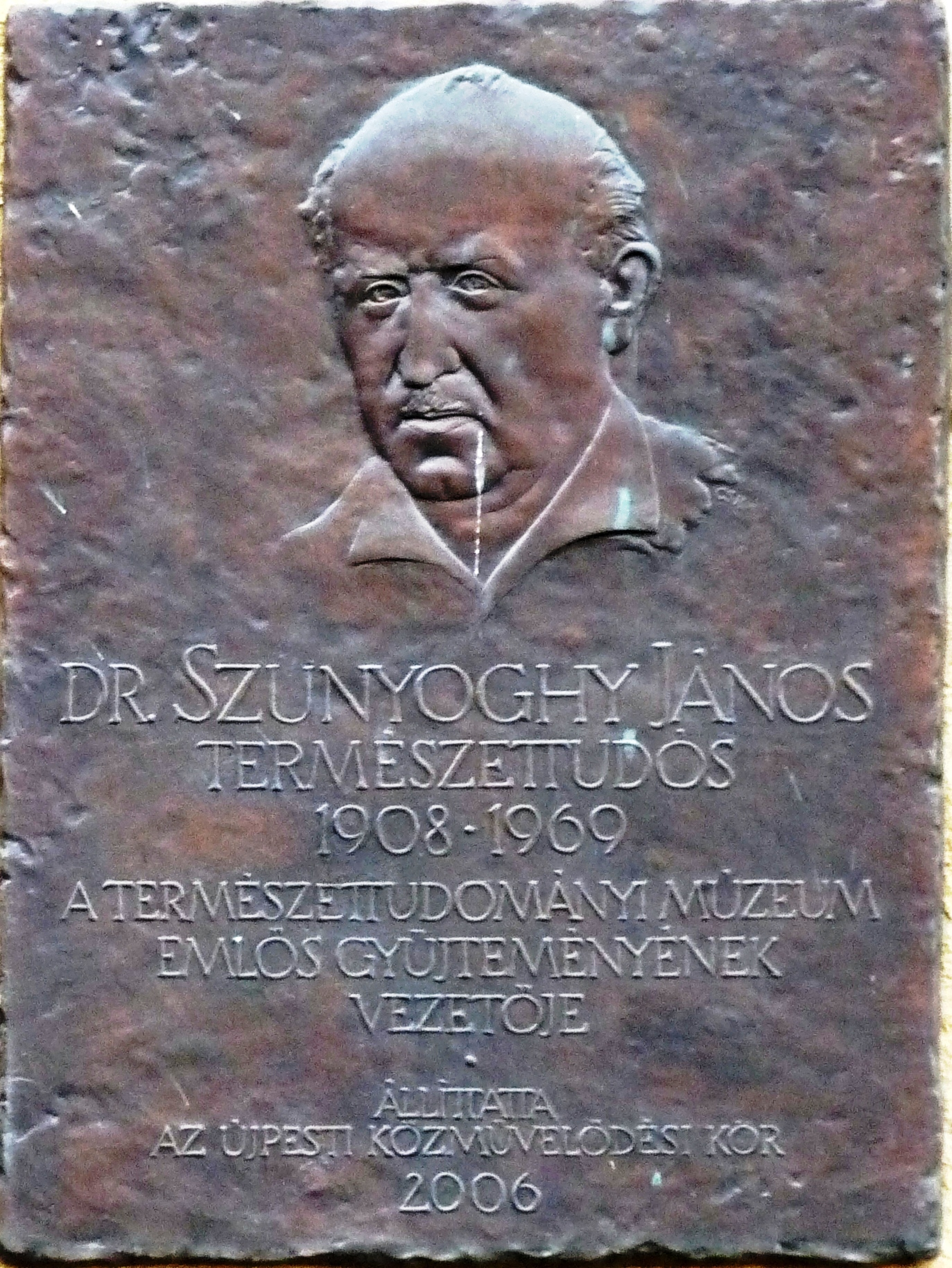
Szunyoghy János, József Attila utca 60. alkotó: Csíkszentmihályi Róbert
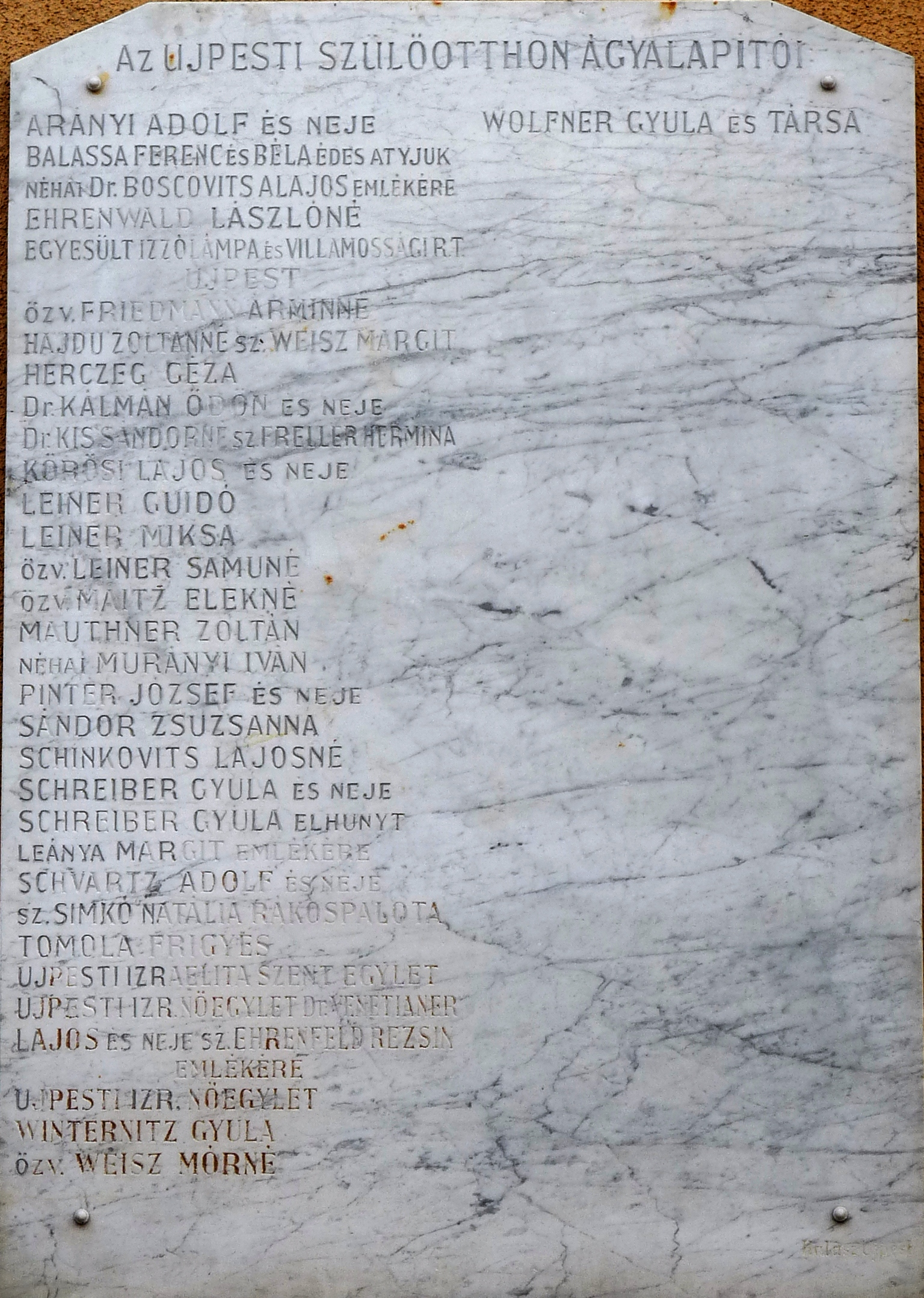
Szülőotthon ágyalapítói, Görgey Artúr utca 69.
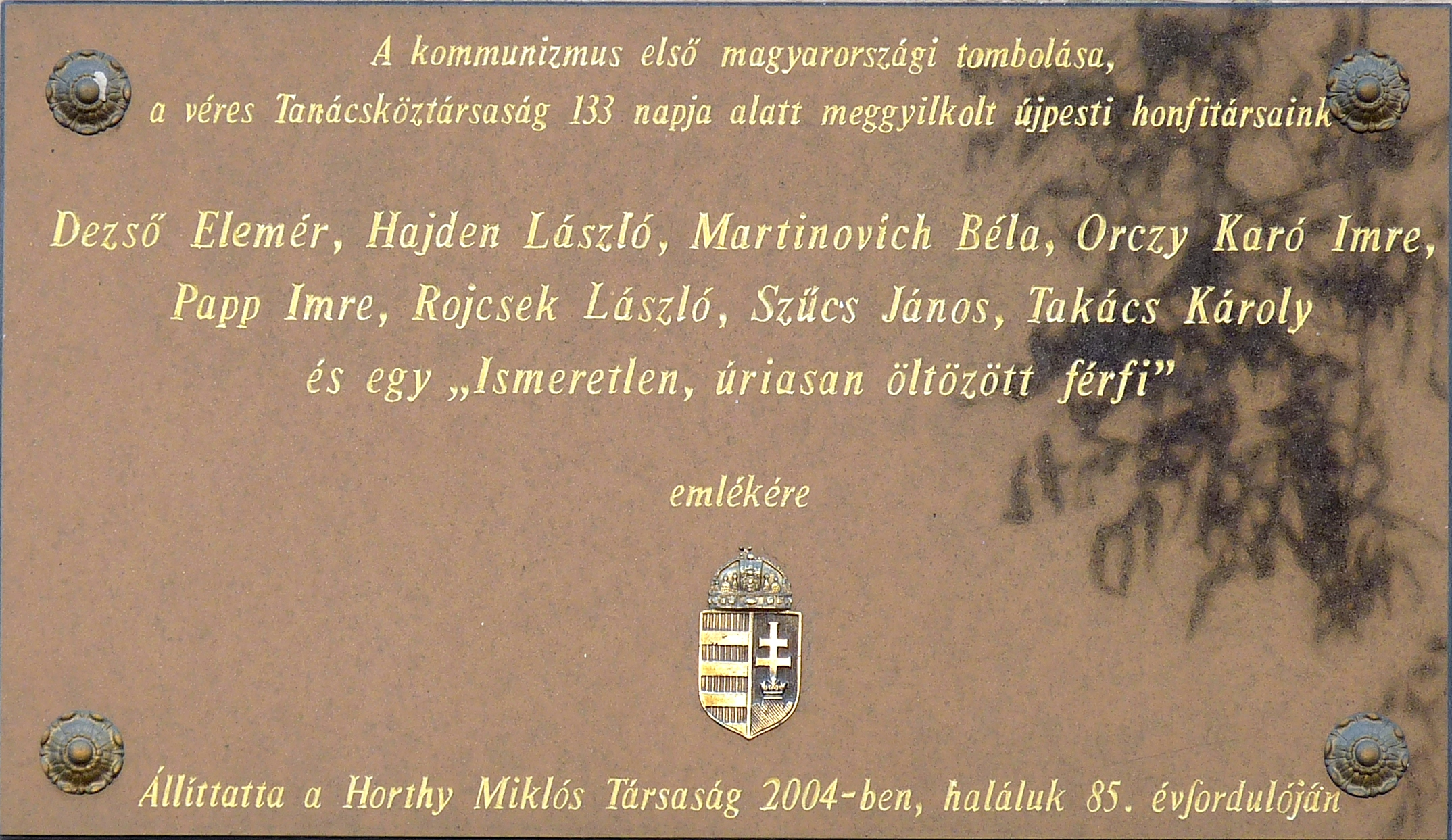
Tanácsköztársaság áldozatai, Deák Ferenc utca 23.
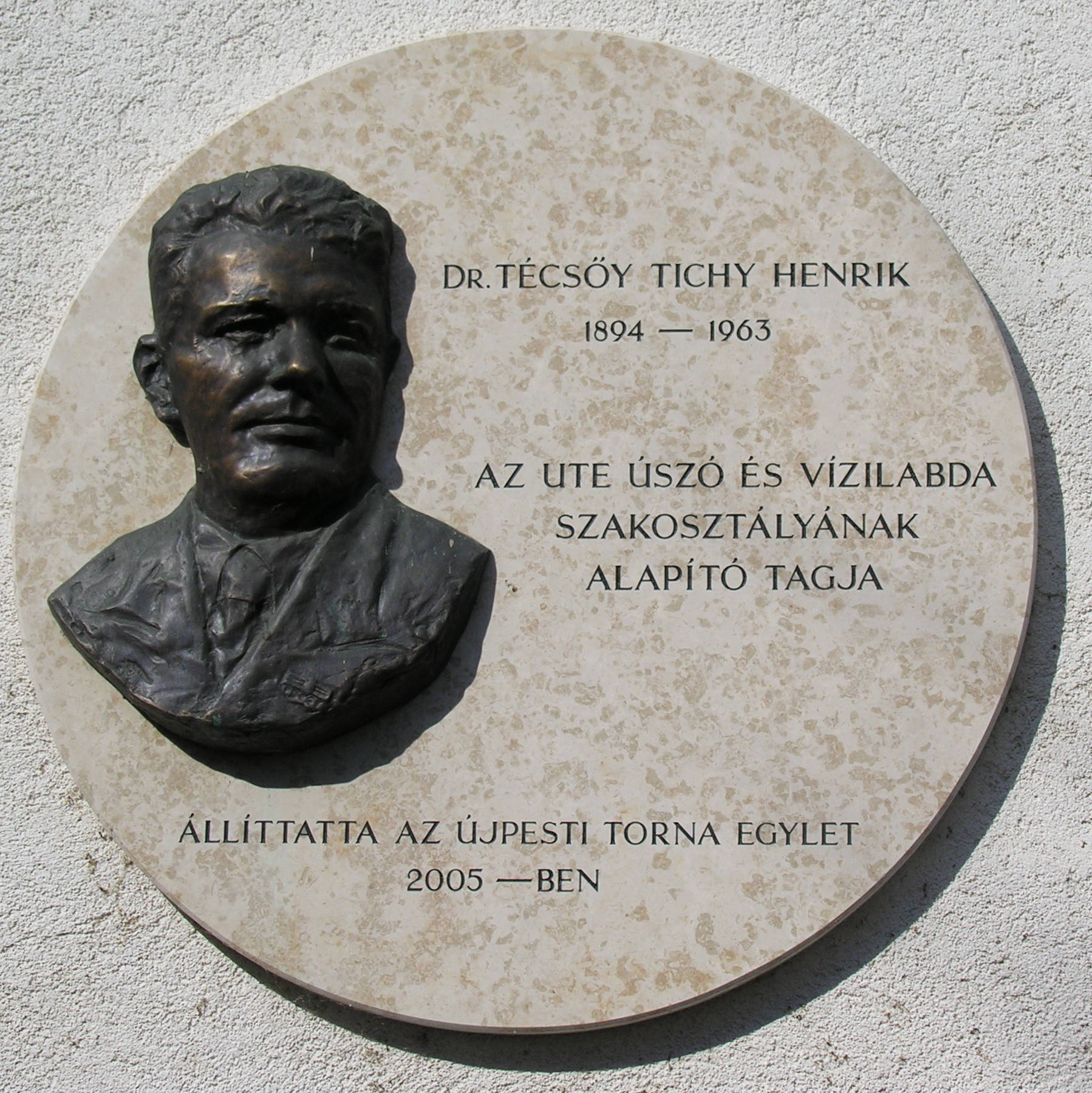
Técsőy Tichy Henrik, Megyeri út 13. Szász György
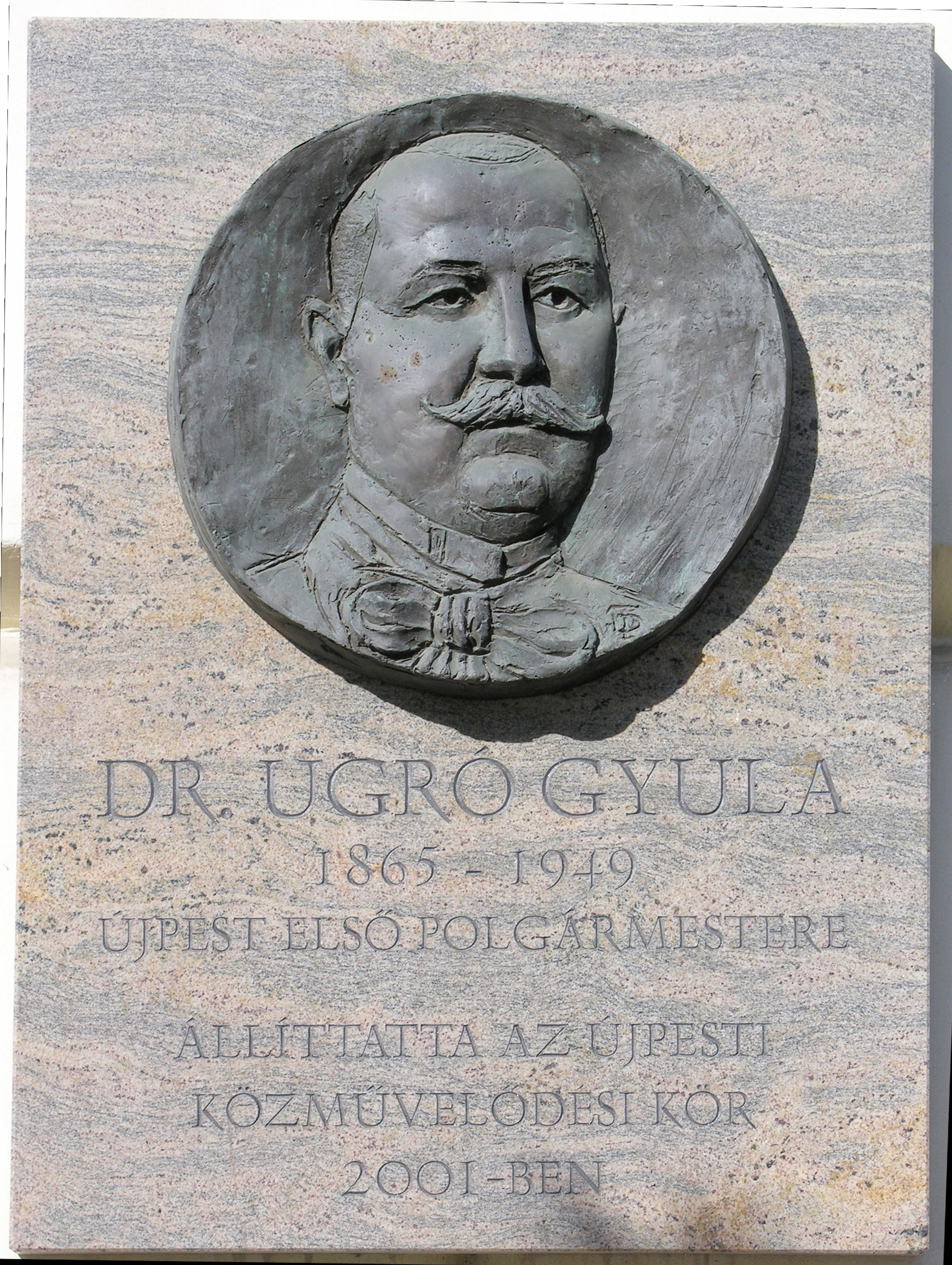
Ugró Gyula, István út 14. alkotó: Tóth Dávid
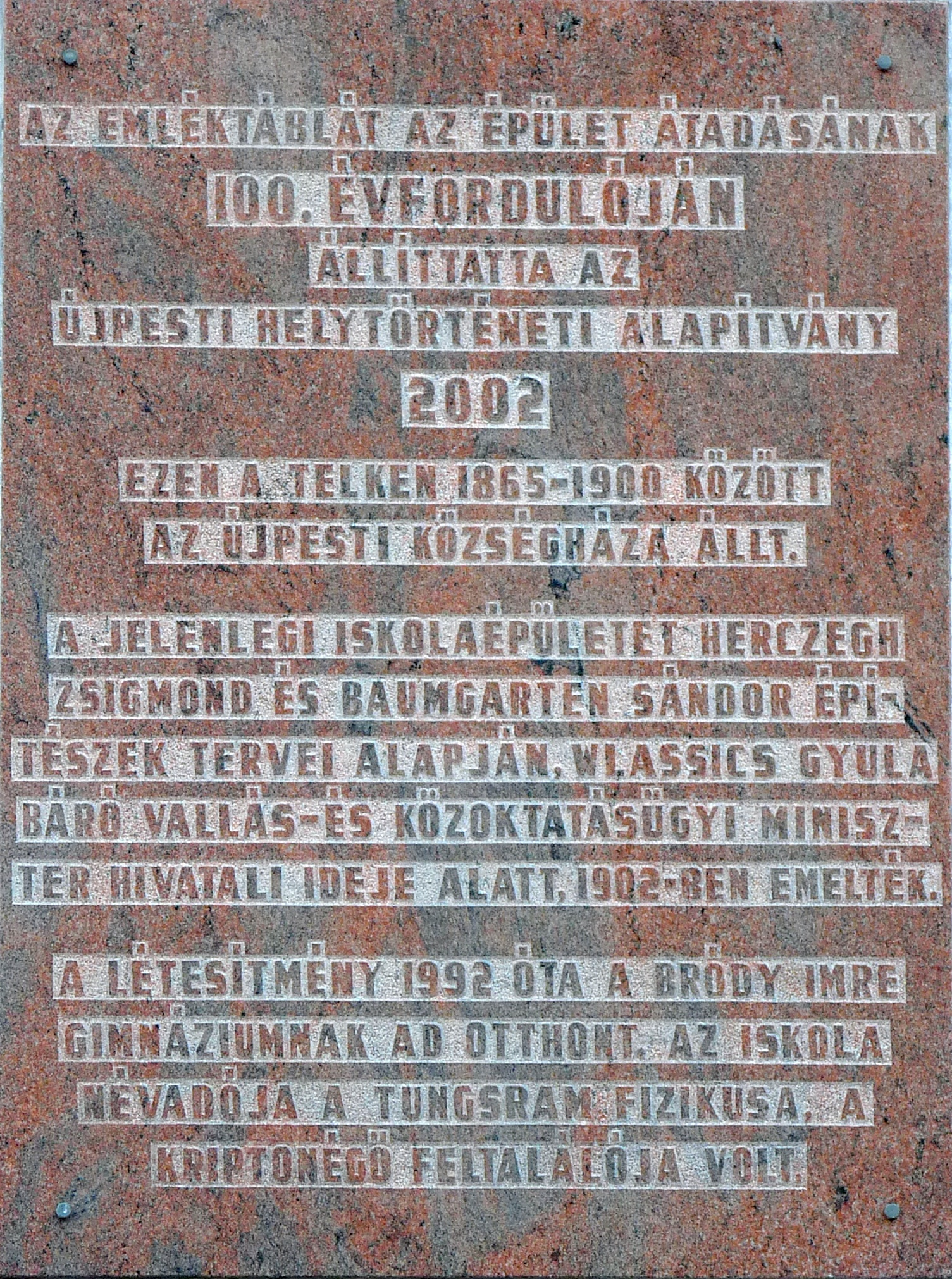
Újpest községháza Attila utca 10.
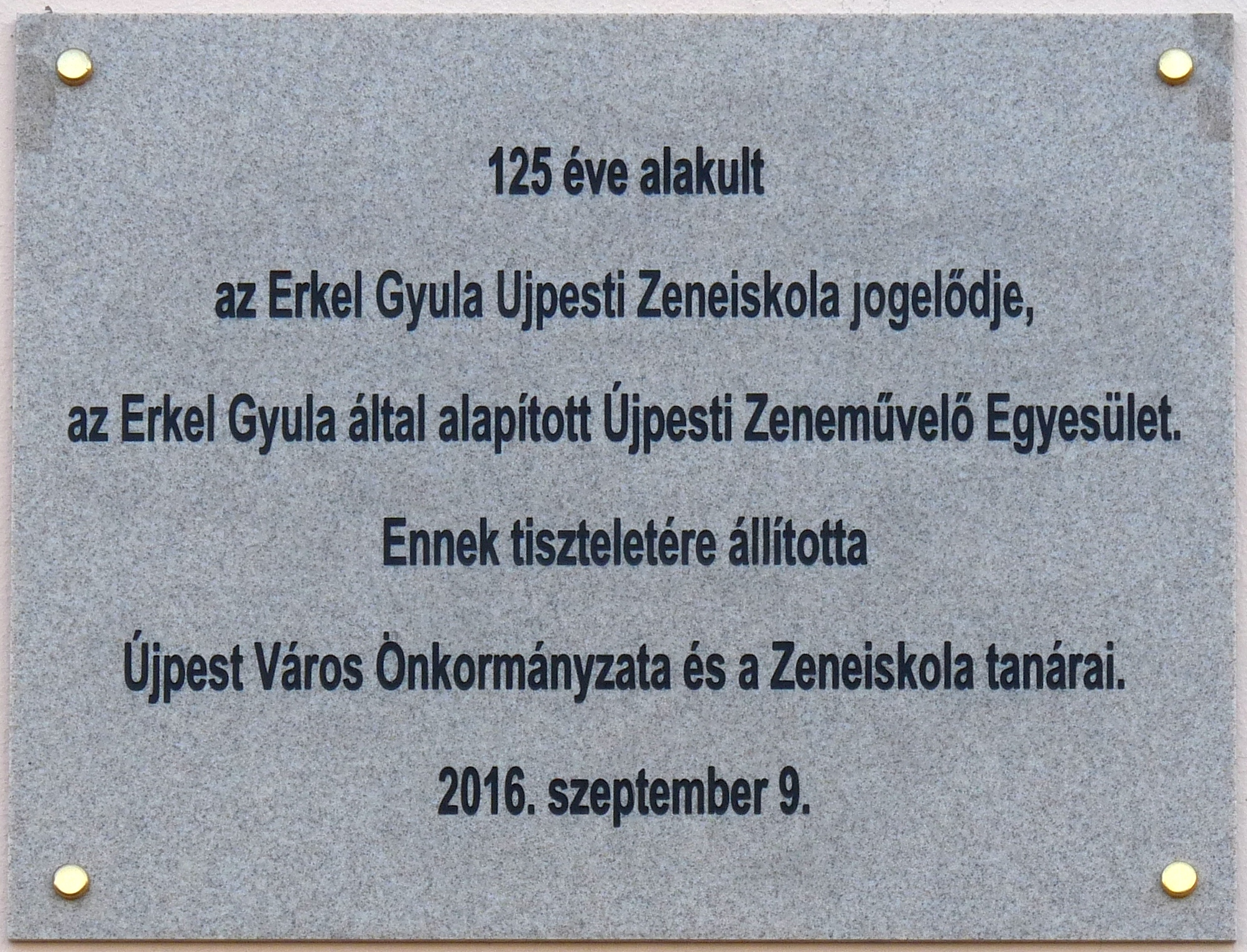
Újpesti Zeneművelő Egyesület, István út 17-19
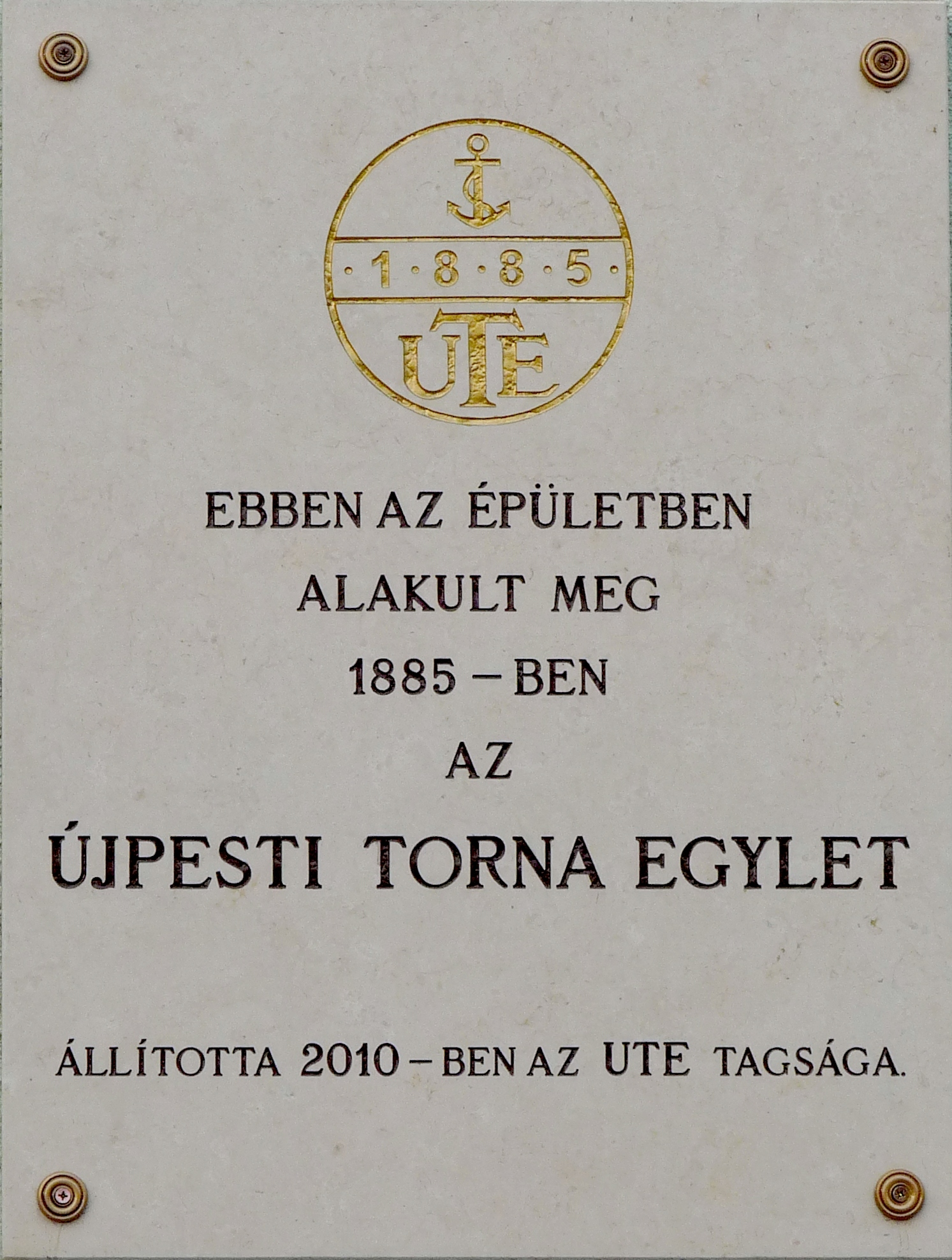
Újpesti TE alapítási helye Szent István tér 19.
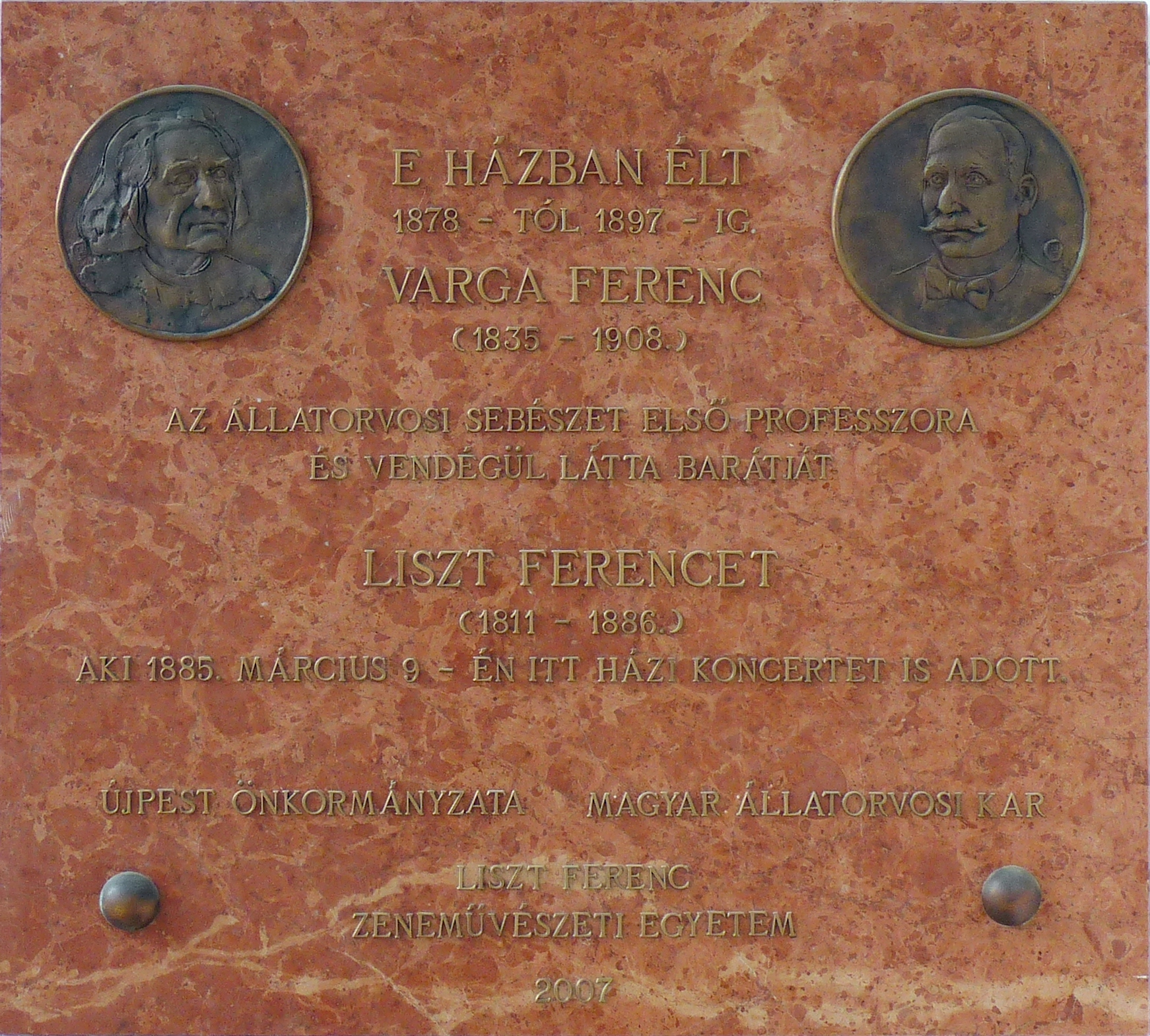
Varga Ferenc, Vécsey Károly 120. alkotó: Nagy Károly és Nagy Edit
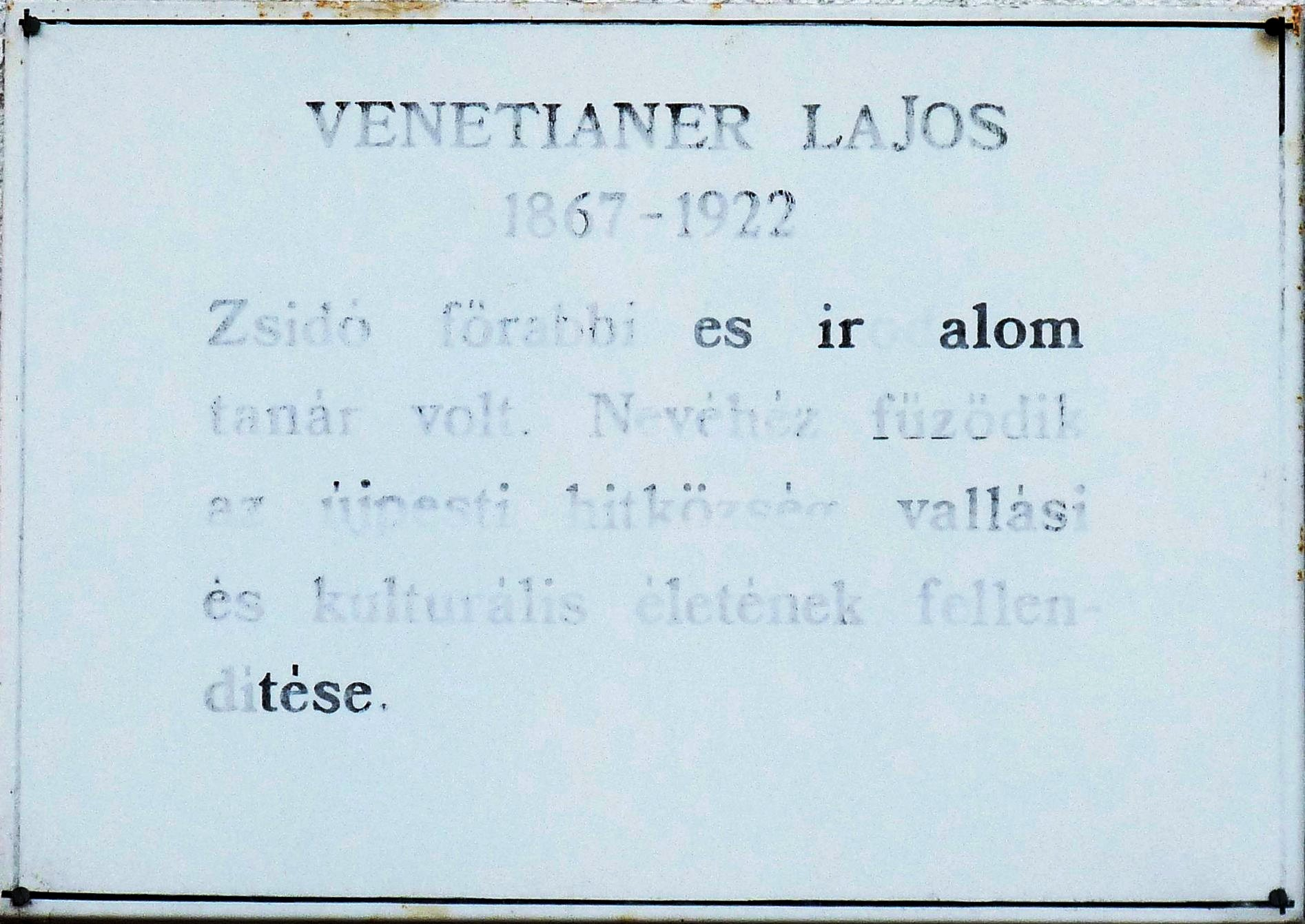
Venetianer Lajos, Venetiáner utca 26.
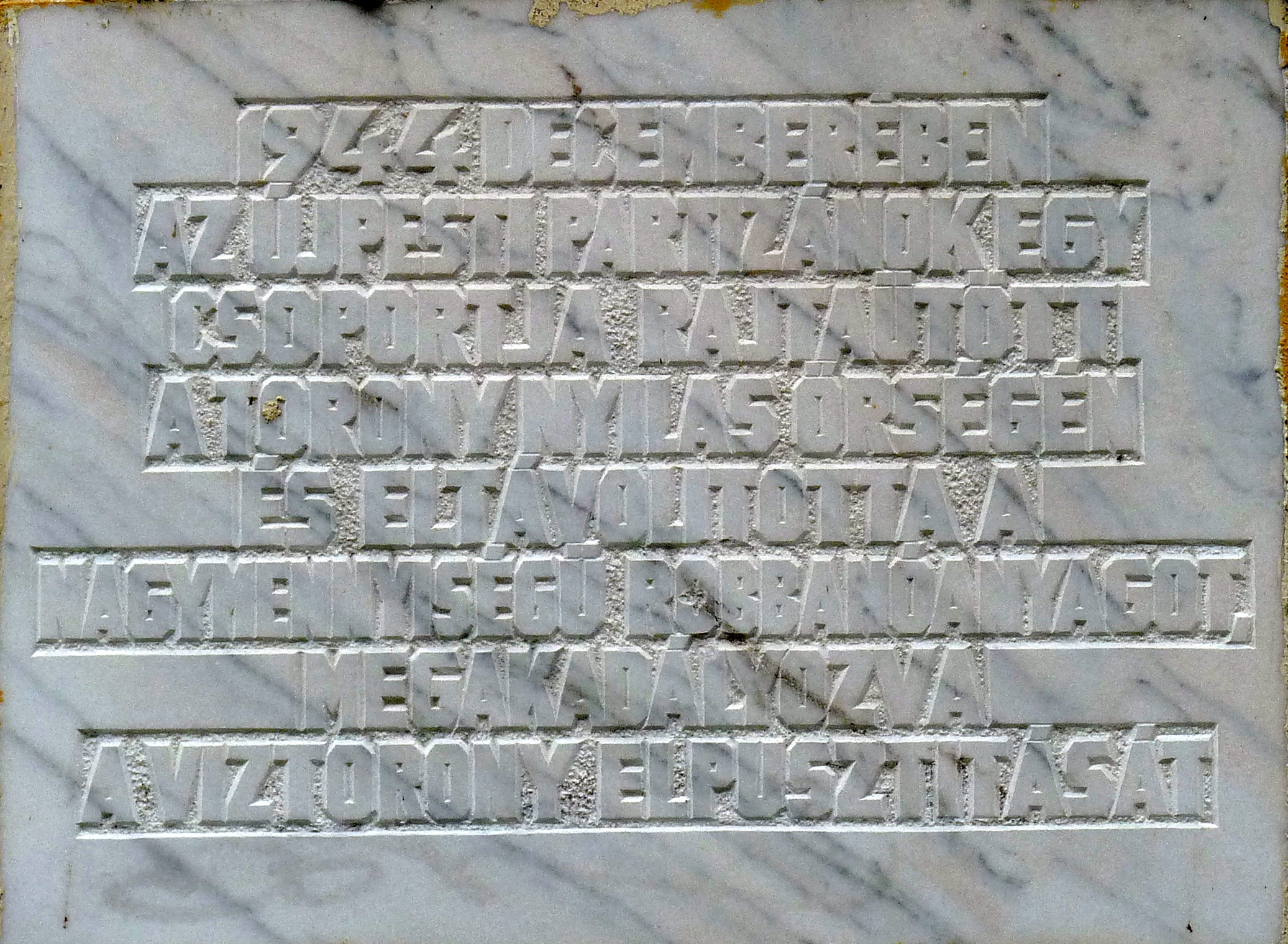
A víztorony megmentése, Árpád út, víztorony
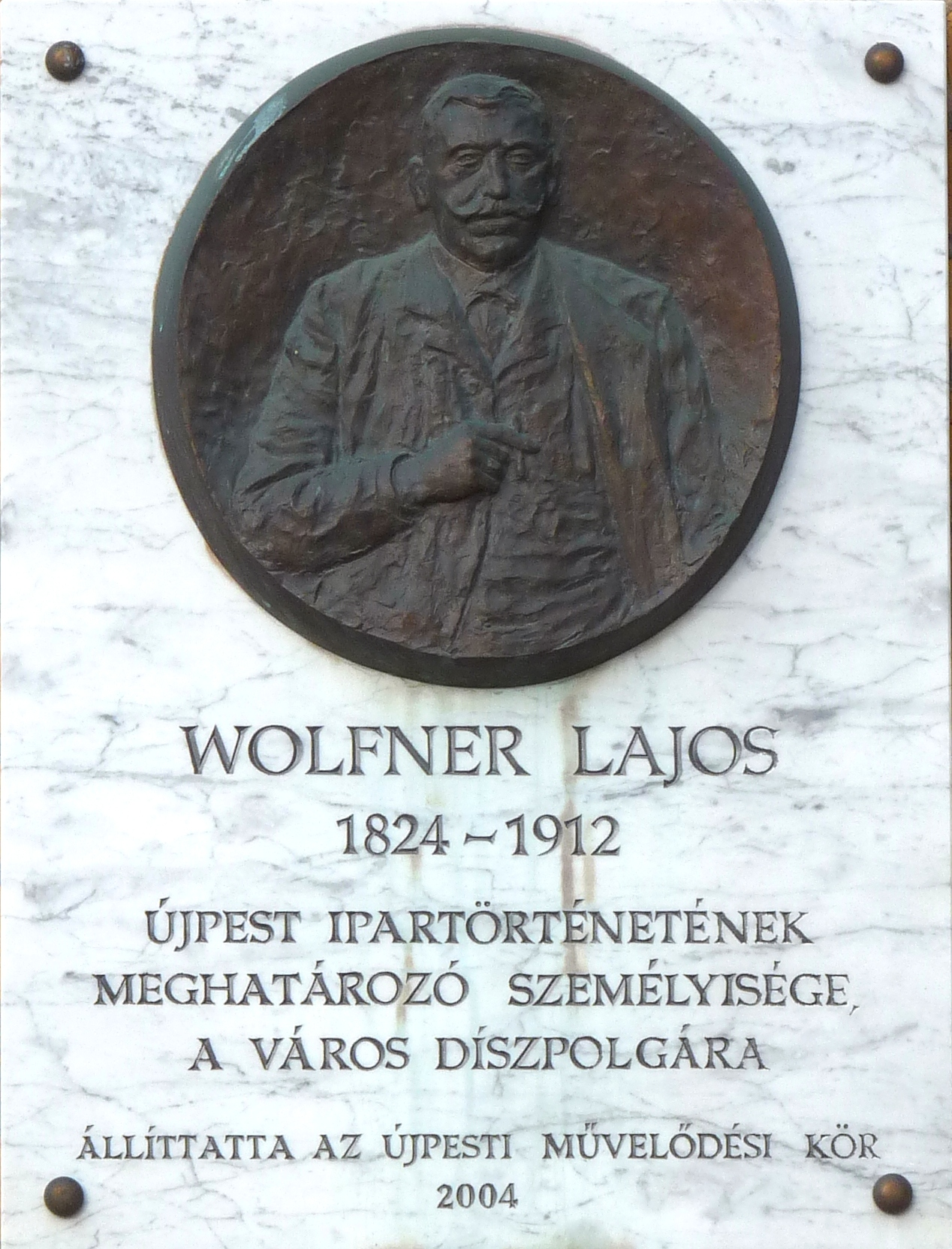
Wolfner Lajos, József Attila utca 4. alkotó: Szász György
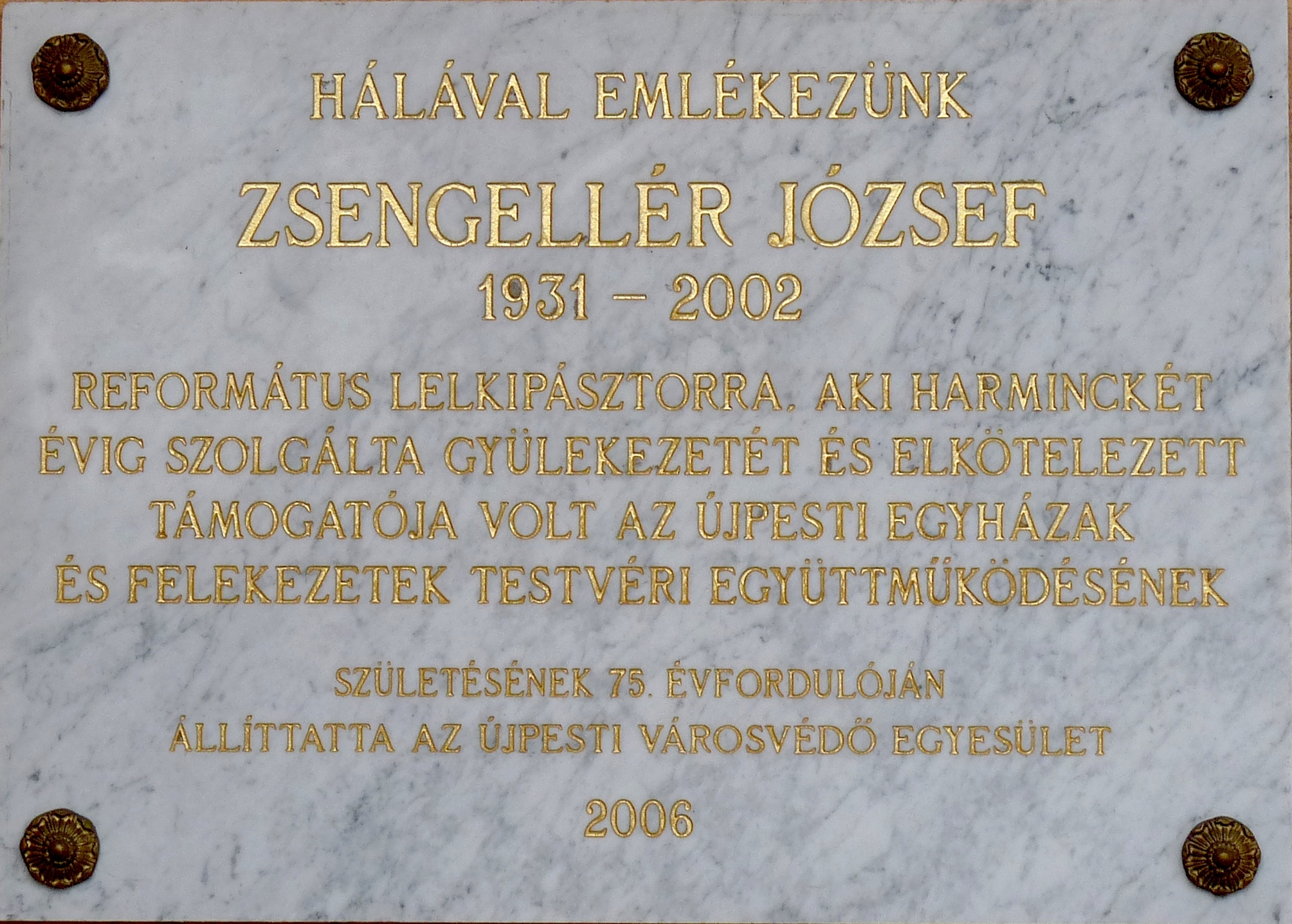
Zsengellér József, Szent István tér

### Botlatókövek

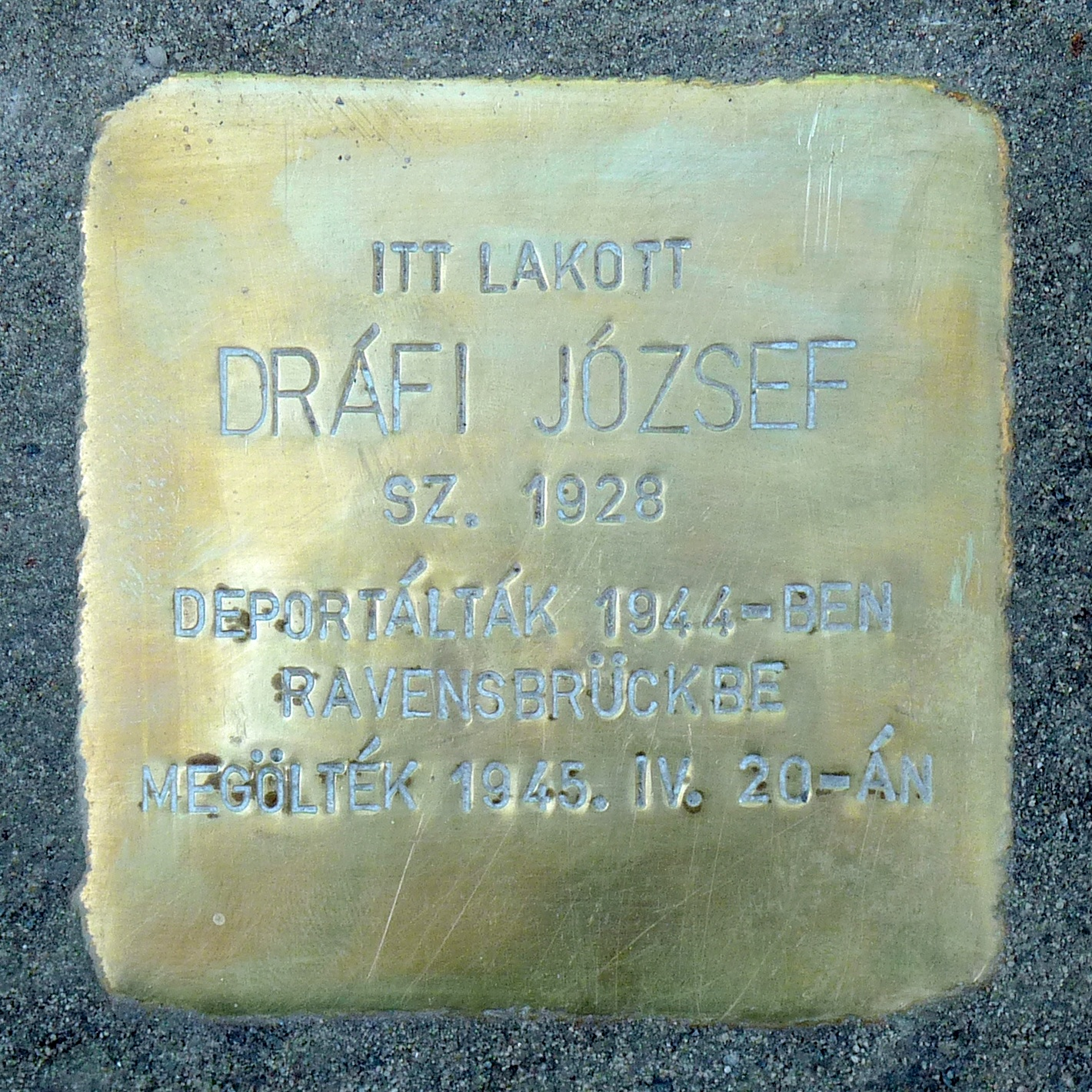
Dráfi József Tél utca 52.
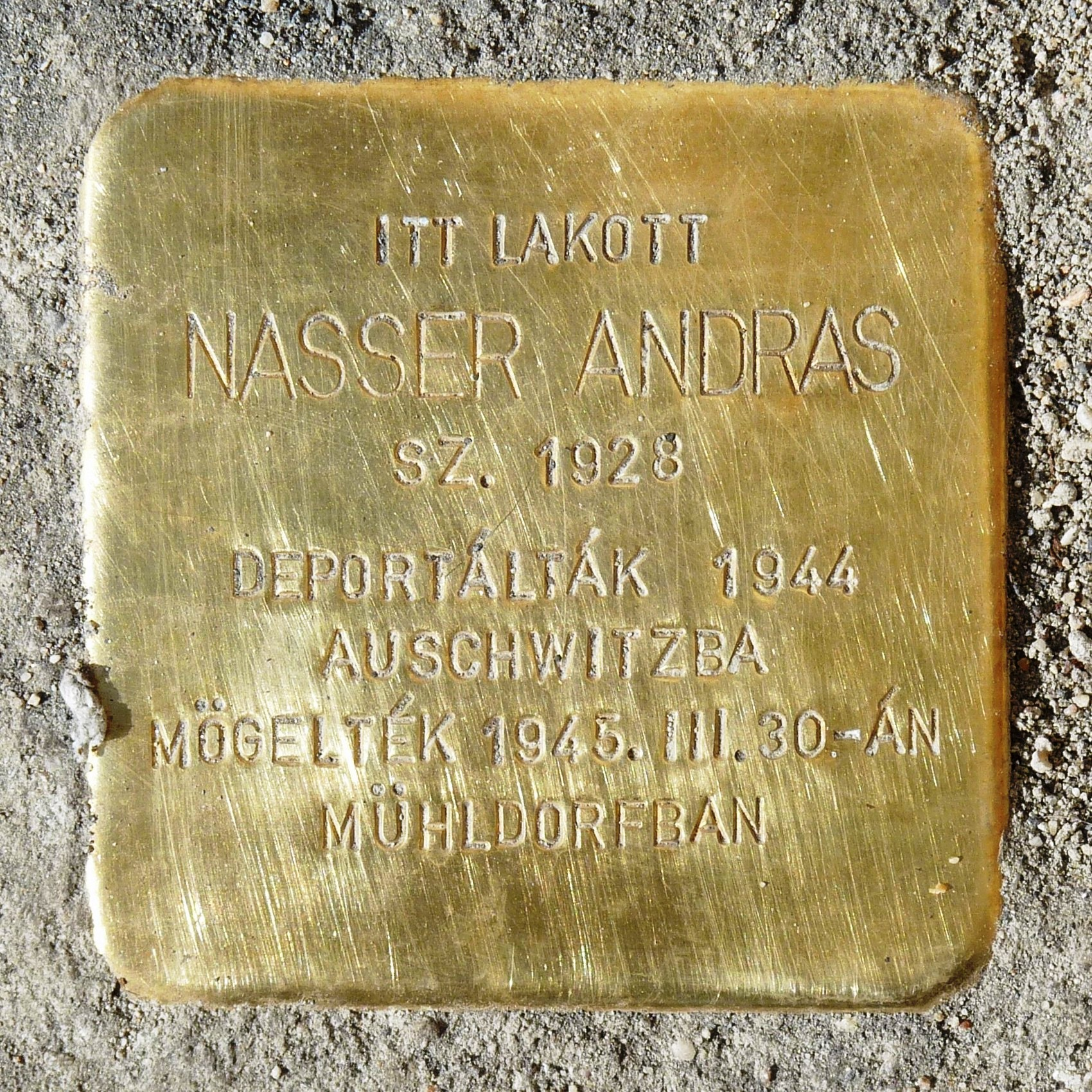
Nasser András, Árpád út 42.
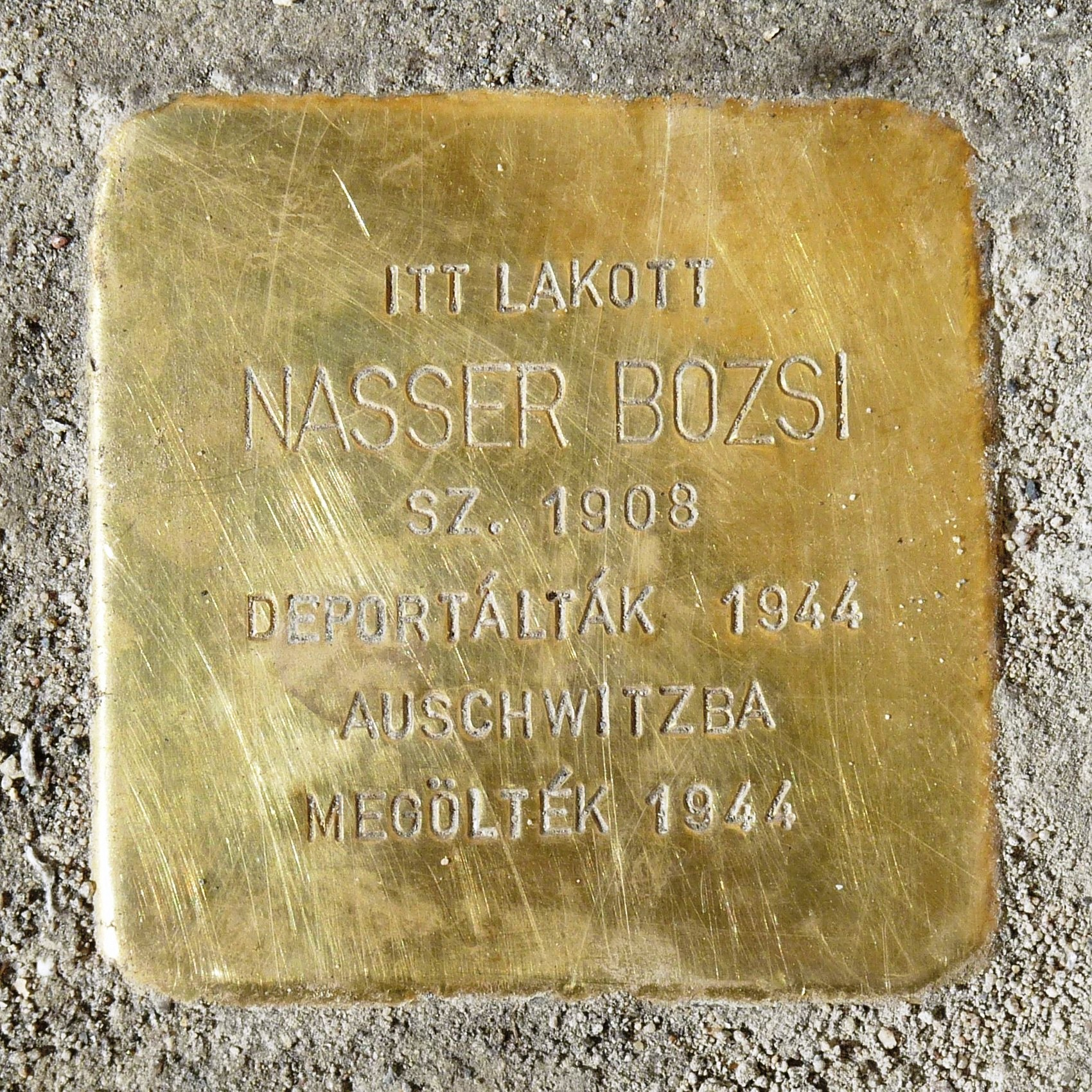
Nasser Bözsi, Árpád út 42.
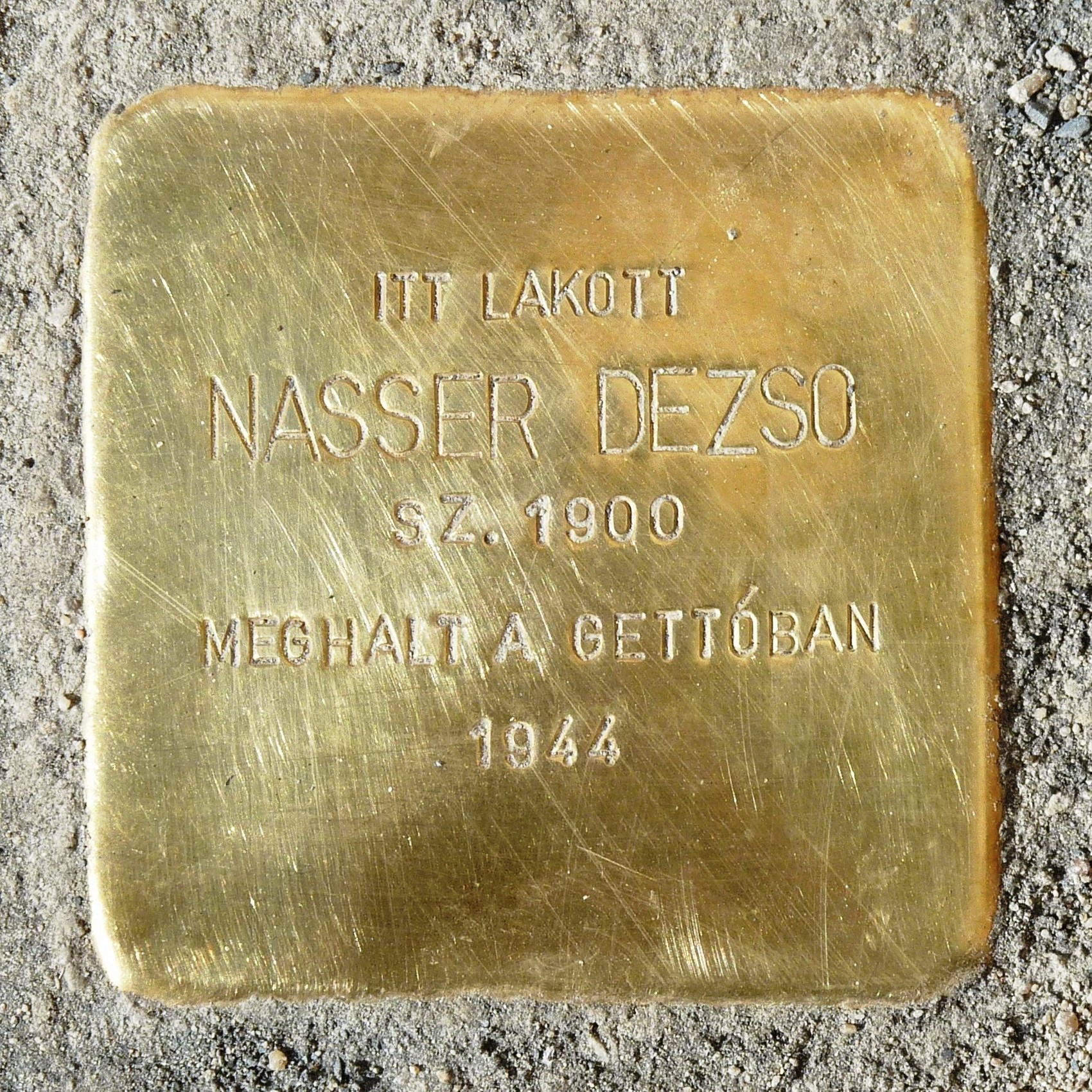
Nasser Dezső, Árpád út 42.
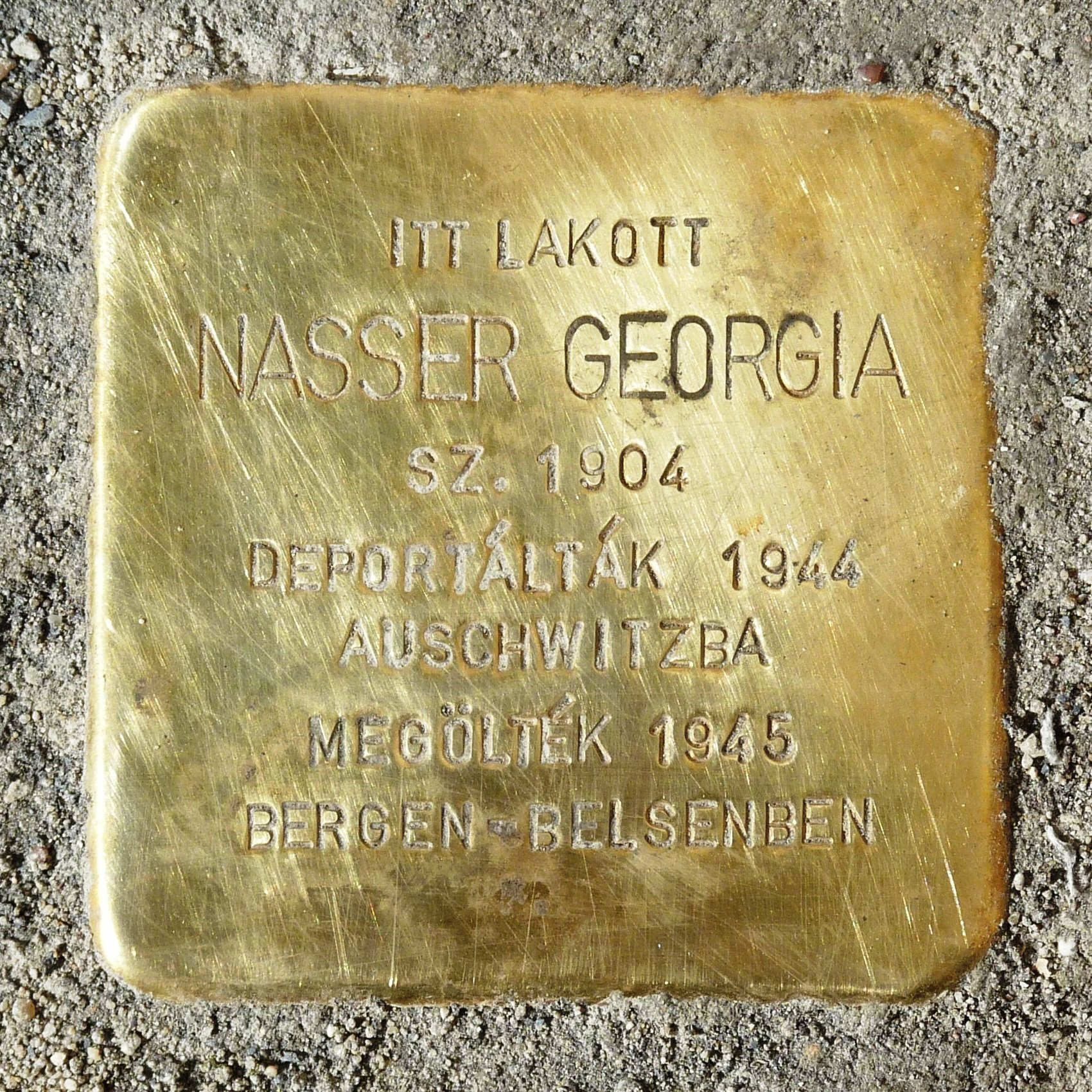
Nasser Georgia, Árpád út 42.
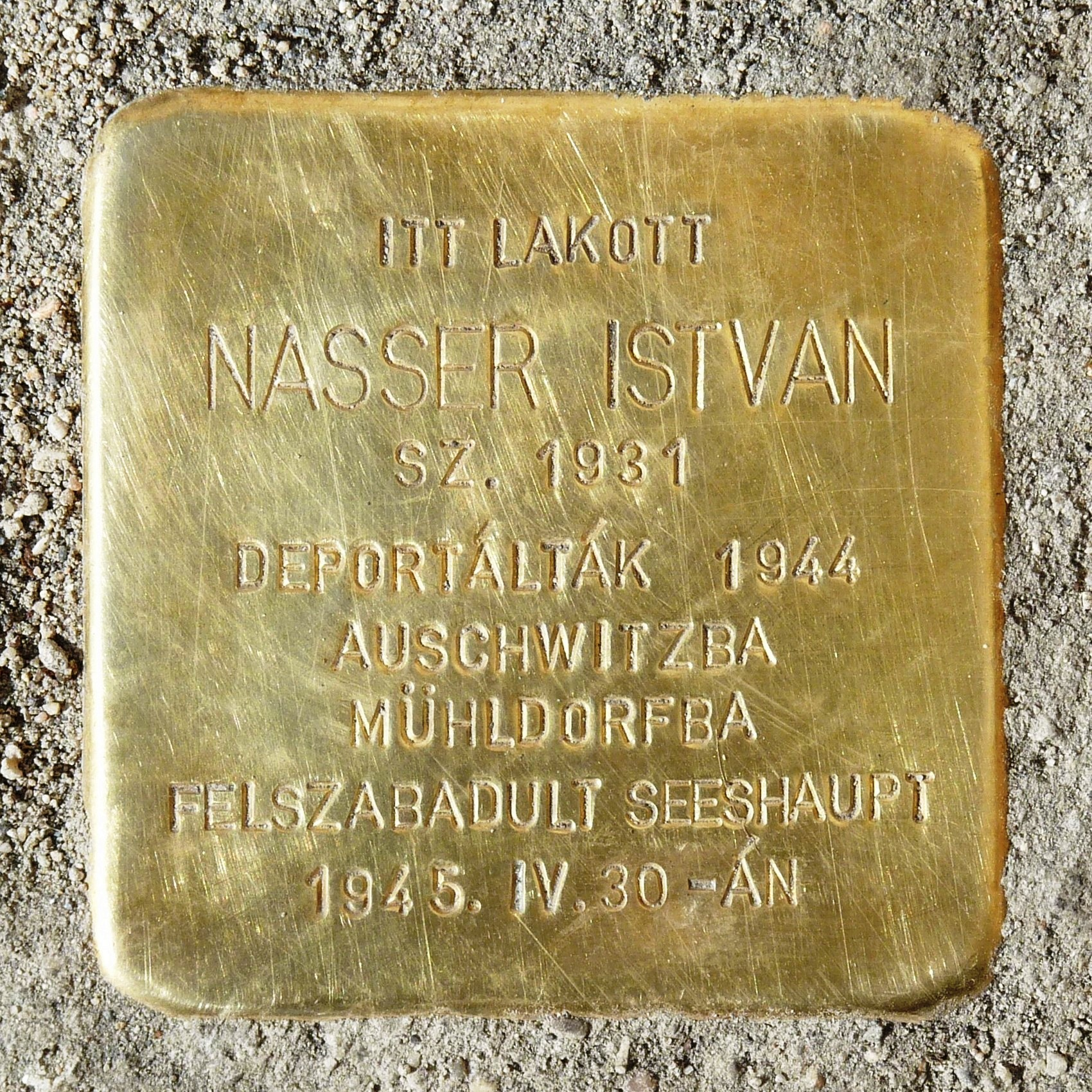
Nasser István, Árpád út 42.
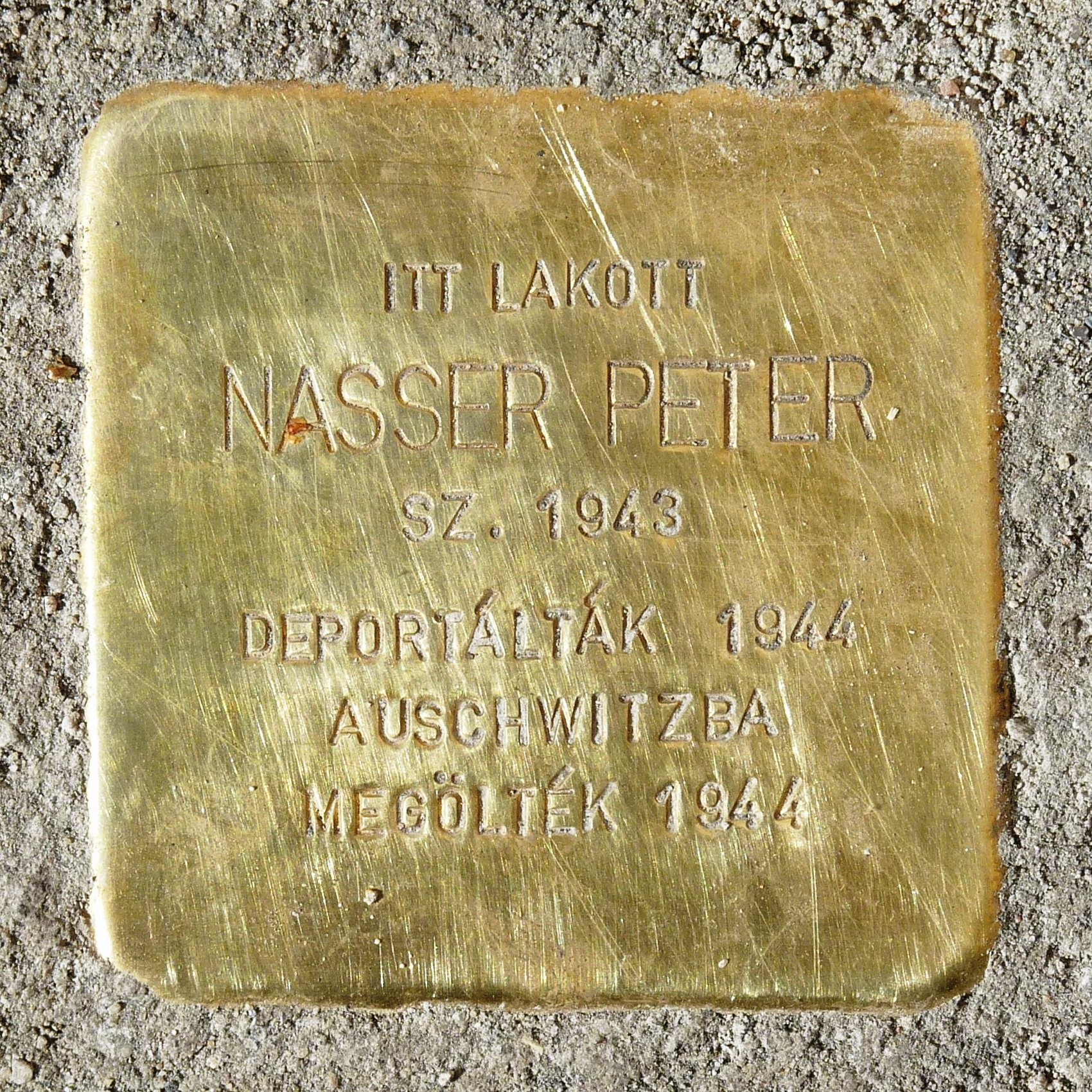
Nasser Péter, Árpád út 42.
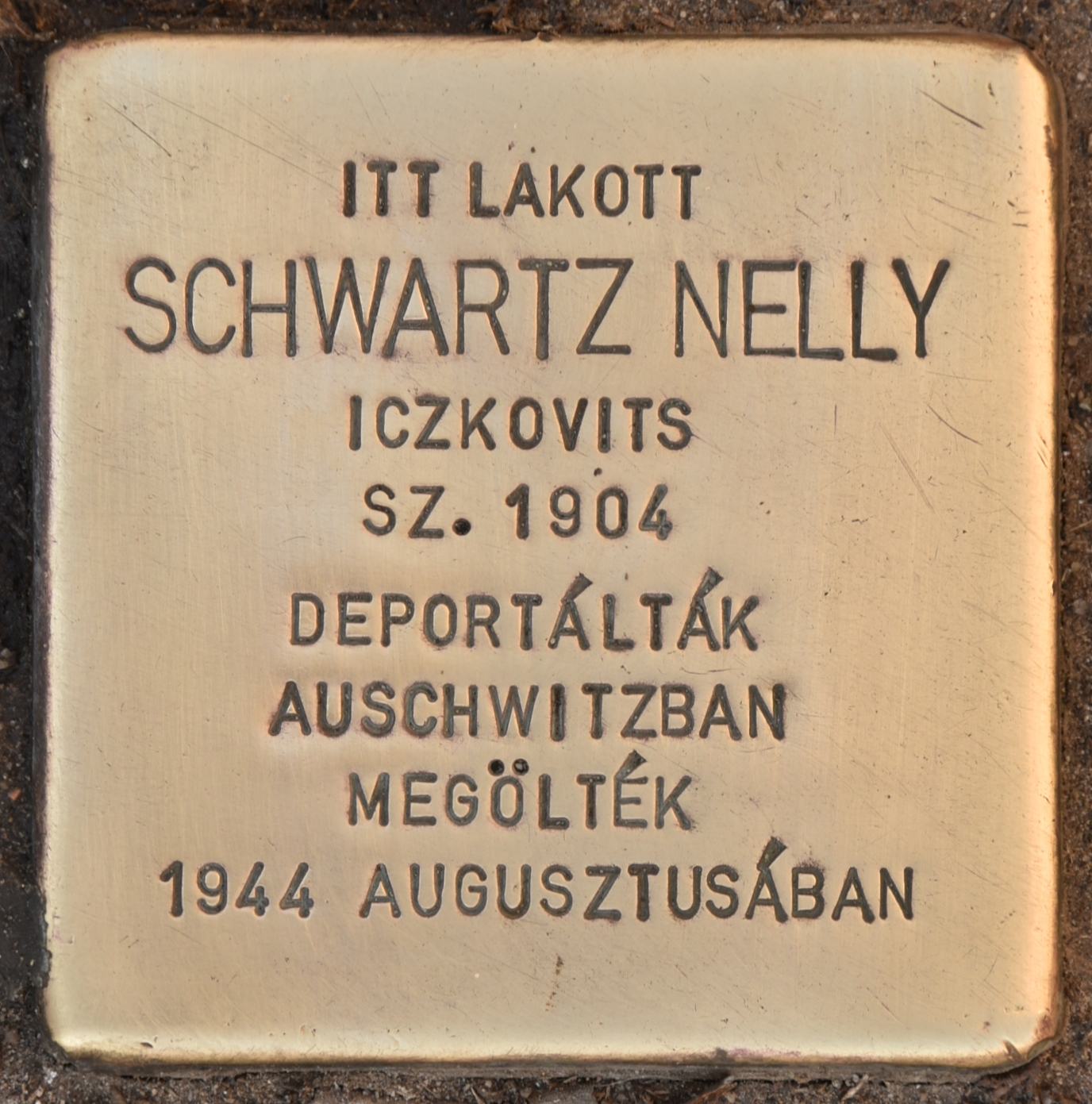
Schwartz Nelly, Lebstück Mária utca 47.

## Utcaindex
| Aschner Lipót tér (1.) Aschner Lipót Árpád út (–) Az Újpesti víztorony megmentése (42.) Nasser András, Nasser Bözsi, Nasser Dezső, Nasser Georgia, Nasser István, Nasser Péter (66.) Pállya Celestin Attila utca (10.) Újpest egykori községháza és Bródy Imre (118.) Prém Margit Bajza József utca (2.) Bajza József Baross utca (58.) Házy Erzsébet Csokonai utca (4.) Lebstück Mária Deák Ferenc utca (23.) Szőnyi István, Tanácsköztársaság áldozatai Erkel Gyula utca (41.) Lahner György Görgey Artúr utca (26.) MTA-tagok Újpestért I., MTA-tagok Újpestért II. (69.) Szülőotthon ágyalapítói Gróf Esterházy János tér (–) Esterházy János Illek Vince utca (18.) Illek Vince István út (14.) 1849-es tavaszi hadjárat helyi eseményei, 1956-os forradalom (bronz), 1956-os forradalom (márvány), Bajcsy-Zsilinszky Endre, Lőwy Izsák, Mildenberger Márton, Semsey Aladár, Ugró Gyula (17-19.) Erkel Tibor, Újpesti Zeneművelő Egyesület József Attila utca (4.) Wolfner Lajos (60.) Szunyoghy János Károlyi István utca (46.) Károlyi István Kassai utca (20.) Halassy Olivér Kemény Gusztáv utca (1.) Kemény (Koch) Gusztáv Klára utca (39.) Karig Sára Latabár Kálmán utca (15.) Latabár Kálmán Lánglet Waldemár utca (3.) Valdemar Langlet Lebstück Mária utca (41.) Lebstück Mária | Lorántffy Zsuzsanna utca (2.) Lorántffy Zsuzsanna Lőrincz utca (35-37.) Kaffka Margit, Pécsi Sebestyén Lőwy Izsák utca (13.) Lőwy Izsák Mády Lajos utca (6.) Mády Lajos Mártírok útja (58.) A holokauszt újpesti áldozatai Megyeri út (13.) Aschner Lipót, Técsőy Tichy Henrik Munkásotthon utca (22.) Kelemen Gyula Nyár utca (40-42.) „Málenkij robot” (103.) Károlyi Sándor, Sándor István Pintér József utca (2.) Pintér József Pozsonyi út (1.) Angyalföld kocsiszín I. világháborús halottai, Angyalföld kocsiszín hősi halottai Reviczky utca (42.) Dienes Béla Szent István tér (14.) Schaub Zoltán (19.) Újpesti TE alapítási helye (21.) Erkel Gyula (24.) Zsengellér József Szilágyi út (9.) Első vasútvonal Tanoda tér (1.) 1956-os hősök Tavasz utca (1.) Babits Mihály (21.) Plósz Sándor Tél utca (52.) Dráfi József Váci út (102.) Kajlinger Mihály Vécsey Károly utca (120.) Liszt Ferenc, Varga Ferenc Venetiáner utca (26.) Babits Mihály, Venetianer Lajos Viola utca (2-4.) Görög menekült gyermekek |

## Megjegyzés
1. 1 2  1. számú emléktáblán: Babits Mihály, Bay Zoltán dr., Fényes Elek, Földi Zoltán dr., Károlyi István gróf, Károlyi Sándor gróf, Millner Tivadar dr., Nagy Elemér dr., Plósz Sándor dr., Selényi Pál dr., Szigeti György, Winter Ernő, Wlassics Gyula
2. 1 2  2. számú emléktáblán: Laziczius Gyula, Kőrös Endre, Hardy Gyula, Kapolyi László
3. 1 2  botlatókövek